# Burning Man
Burning Man (o BM) (de l'anglès, Home cremant) és un esdeveniment centrat en la comunitat, l'art, l'autoexpressió i l'autosuficiència que se celebra anualment a l'oest dels Estats Units d'Amèrica.
El nom de l'esdeveniment prové de la seva cerimònia culminant: la crema simbòlica d'una gran efígie de fusta, anomenada «L'Home» (The Man), que es produeix la penúltima nit de Burning Man, que és el dissabte al vespre abans del Dia del Treball.
L'esdeveniment se celebra des de 1991 a Black Rock City, al nord-oest de Nevada, una ciutat temporal erigida al desert de Black Rock a uns 160 km al nord-nord-est de Reno. Tal com va assenyalar el cofundador de Burning Man Larry Harvey el 2004, l'esdeveniment es guia per deu principis: inclusió radical, regal, desmercantilització, autosuficiència radical, autoexpressió radical, esforç comunitari, responsabilitat cívica, no deixar rastre, participació, i immediatesa.
L'esdeveniment es va originar el 22 de juny de 1986, a Baker Beach a San Francisco, com una petita funció organitzada per Larry Harvey i Jerry James, els constructors del primer Home. Des de llavors s'ha celebrat anualment, abastant els nou dies previs i inclòs el Dia del Treball. Al llarg de la història de l'esdeveniment, l'assistència ha augmentat en general. El 2019, 78.850 persones van participar en l'esdeveniment. El 2021, l'esdeveniment no oficial va comptar amb uns 20.000 assistents.
NPR va dir sobre Burning Man: «Una vegada es va considerar una reunió clandestina per a bohemis i esperits lliures de tots els estils, Burning Man s'ha convertit des d'aleshores en una destinació per a influents de les xarxes socials, celebritats i l'elit de Silicon Valley». A Burning Man, els participants (burners) dissenyen i construeixen tot l'art, activitats i esdeveniments. Les obres d'art de Burning Man (Art Camps) inclouen escultures experimentals i interactives, edificis, performances i art car (cotxes d'art), entre altres medis. Aquestes contribucions estan inspirades en un tema que es tria anualment pel Burning Man Project. Un assistent anònim va explicar una vegada que «Burning Man tracta de 'per què no' i aclaparador 'per què'». La participació és un precepte clau per a la comunitat, per la qual cosa hi ha molta controvèrsia a la comunitat sobre el problema dels influencers i d'elits no participants a l'esdeveniment.
Burning Man està organitzat pel Burning Man Project, una organització sense ànim de lucre que, el 2013, va succeir a Black Rock City LLC, una societat de responsabilitat limitada amb ànim de lucre. Black Rock City LLC es va formar el 1999 per representar els organitzadors de l'esdeveniment i ara es considera una subsidiària de l'organització sense ànim de lucre. El Burning Man Project avala múltiples esdeveniments regionals més petits guiats pels principis de Burning Man, tant als Estats Units d'Amèrica com a nivell internacional. L'organització proporciona la infraestructura essencial de Black Rock City i treballa durant tot l'any per portar la cultura Burning Man al món mitjançant programes com Burners Without Borders, Black Rock Solar i Global Arts Grants.

## Història

### Dècada del 1980
Burning Man va començar com un ritual de foguera el solstici d'estiu. L'escultora Mary Grauberger, una amiga de la parella de Larry Harvey, Janet Lohr, va celebrar reunions de fogueres del solstici a Baker Beach (San Francisco, Estats Units d'Amèrica) durant diversos anys abans de 1986, algunes de les quals va assistir Harvey. Quan Grauberger va deixar d'organitzar-lo, Harvey «va agafar la torxa», amb el permís de Grauberger, i va continuar aquesta tradició. Ell i Jerry James van construir la primera efígie de fusta amb una carcassa de ferralla la tarda del 21 de juny de 1986, per ser incendiada més tard aquella nit. El 22 de juny de 1986, Larry Harvey, Jerry James i uns quants amics es van conèixer a Baker Beach, i van cremar un home de fusta de 8 peus (2,4 m) d'alçada, així com un gos de fusta més petit. Harvey va descriure més tard la seva inspiració per cremar aquestes efígies com un acte espontani «d'autoexpressió radical». El 1987, l'home va créixer fins a 15 peus (4,6 m) d'alçada, i el 1988, havia crescut fins a 30 peus (9,1 m).
El 1988, Larry Harvey va batejar formalment el ritual del solstici d'estiu «Burning Man», titulant fulletons per a l'esdeveniment com a tal (per evitar referències com «home de vímet», referint-se a la pràctica de cremar sacrificis vius en gàbies de vímet). Harvey ha declarat que no havia vist la pel·lícula de culte de 1973 The Wicker Man fins molts anys després i que no va inspirar l'acció.

### 1990-1996
El 1990, Kevin Evans i John Law van planificar un esdeveniment separat al llac sec (o playa) remot i en gran part desconegut conegut com Black Rock Desert, a uns 160 km al nord-nord-est de Reno, Nevada. Evans la va concebre com una zona temporalment autònoma dadaista amb escultures per cremar i art performatiu situacionista. Va demanar a John Law, que també tenia experiència al llac sec i va ser un fundador definitori de la Cacophony Society, que assumís funcions organitzadores centrals. Al butlletí de la Cacophony Society, es va anunciar com a Zone Trip No. 4, A Bad Day at Black Rock (inspirat en la pel·lícula de 1955 del mateix nom).

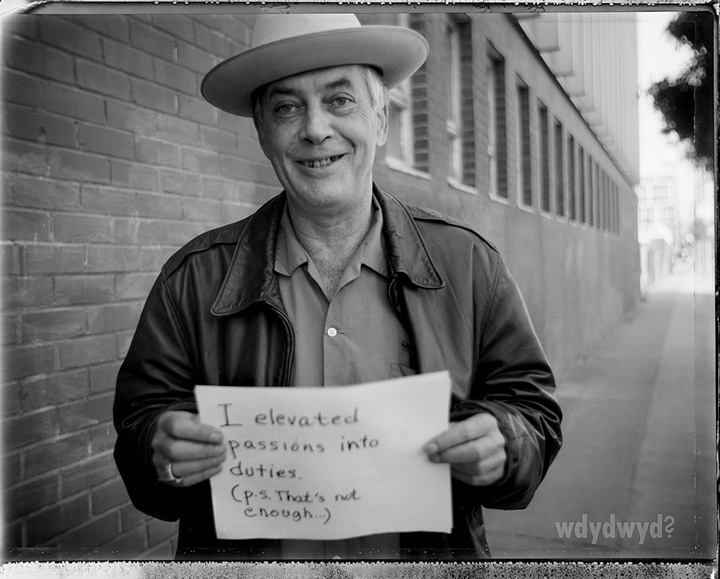
Larry Harvey, un dels cinc fundadors de Burning Man
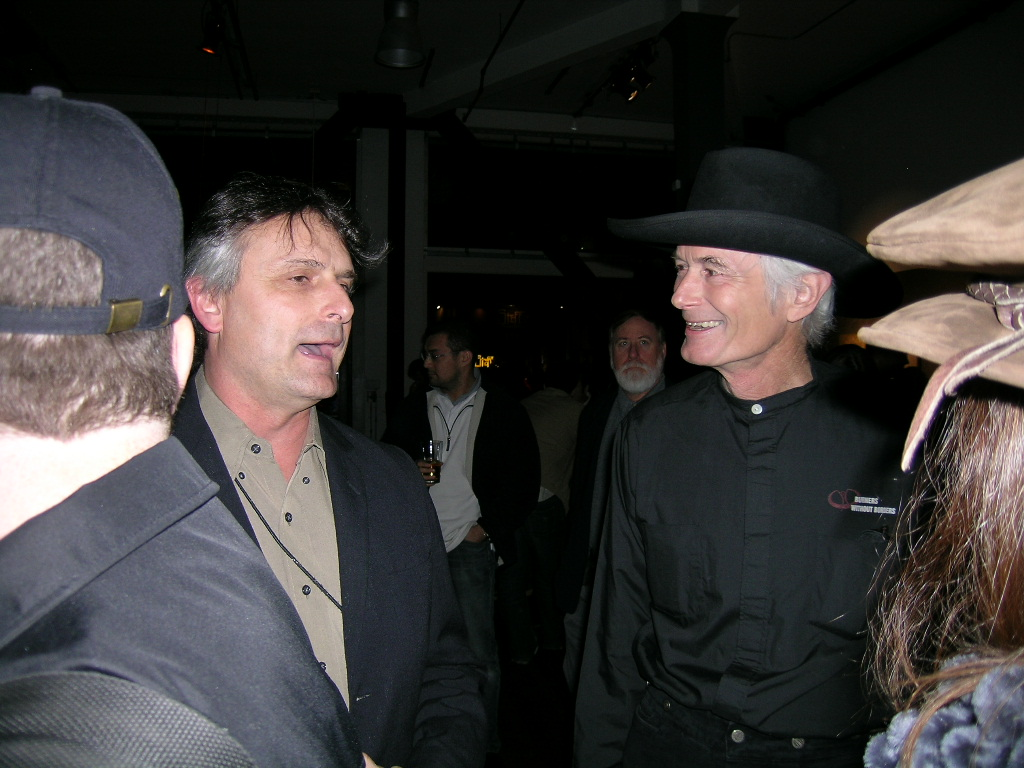
Dos dels fundadors de Burning Man: John Law (esquerra) i Michael Mikel (dreta)
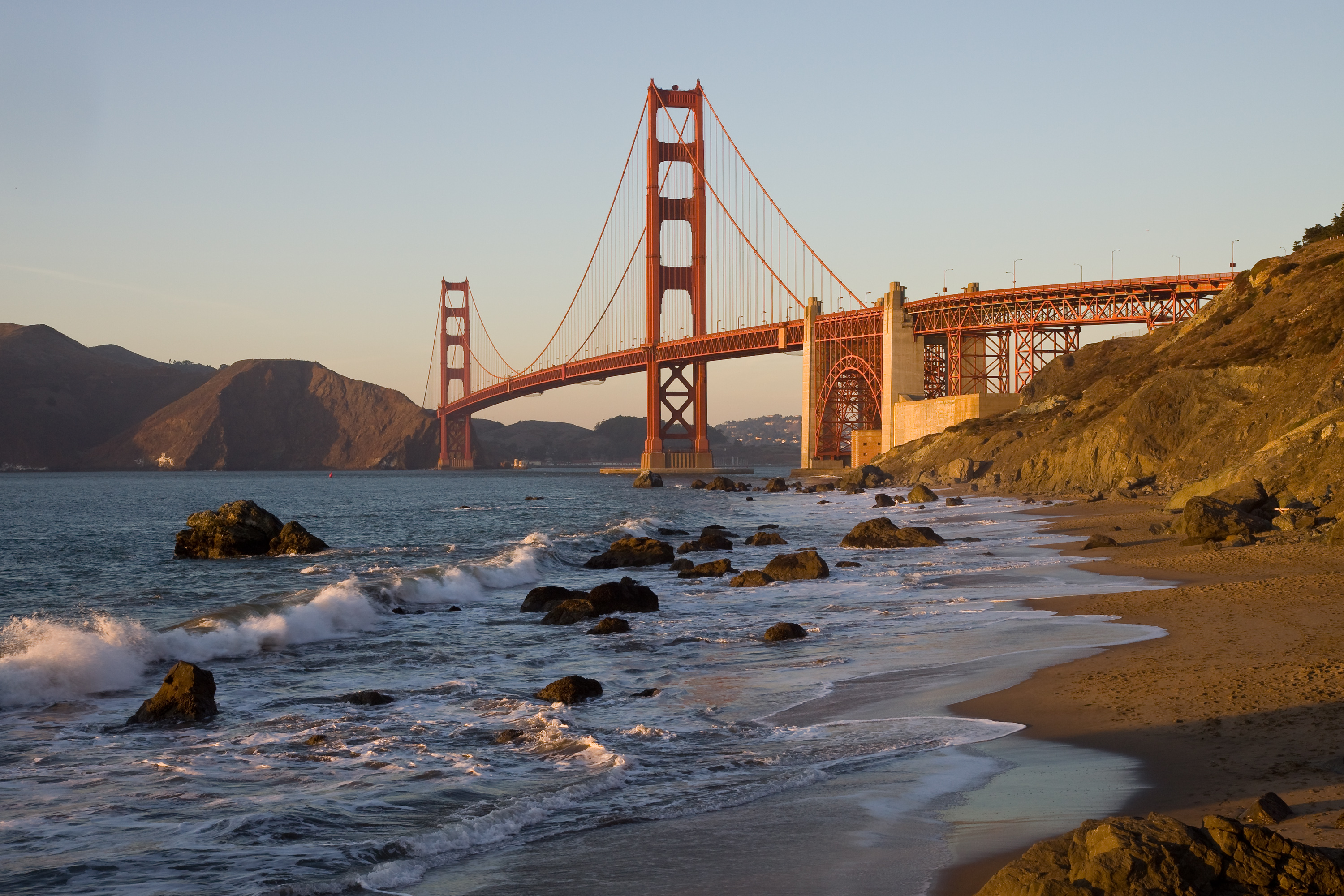
Baker Beach, amb el Pont Golden Gate al fons

Mentrestant, la festa de la platja va ser interrompuda per la policia del parc per no tenir permís. Després d'arribar a un acord per endur-se l'Home sense cremar-lo, els organitzadors de l'esdeveniment van desmuntar l'Home i el van tornar al solar buit on s'havia construït. Poc després, les cames i el tors de l'Home van ser serrats i les peces es van retirar quan el solar va ser arrendat inesperadament com a aparcament. L'Home va ser reconstruït, dirigit per Dan Miller, l'aleshores company de casa d'en Harvey durant molts anys, just a temps per portar-lo a Zone Trip No. 4.
Michael Mikel, un altre cacofonista actiu, es va adonar que els participants que no estiguessin familiaritzats amb l'entorn del llac sec haurien de rebre l'ajut de persones expertes per assegurar-se que no es perdessin a l'immens llac sec amb el risc de patir deshidratació i morir. Va prendre el nom de Danger Ranger i va crear els Black Rock Rangers. Així, Black Rock City va començar com una fraternitat, organitzada per Law i Mikel, basada en les idees d'Evans i Grauberger, juntament amb l'home simbòlic d'Harvey i James. A partir de l'experiència en el negoci dels rètols de neó i de l'escultura amb llums, John Law va preparar tubs de neó personalitzats per a l'Home a partir de 1991 perquè es pogués veure com «un far per ajudar a la navegació a la nit» molt abans que hi hagués cap carretera planificada.
En els seus primers anys, la comunitat va créixer només amb el boca-orella, tots eren considerats (i, en general, no es convidaven fins que es podia esperar que fossin) participants sota la seva contribució a l'ambient situacionista cacofònic. No hi havia artistes o actuacions artístiques pagades o programades, ni separació entre art i vida, ni espai d'art i espai vital, ni regles excepte «No interfereixis amb l'experiència immediata de ningú més» i «Prohibides les armes al campament central».
El 1991 va ser el primer any que l'esdeveniment va tenir un permís legal, a través de la BLM (l'Oficina d'Administració de Terres). El 1991 també va ser l'any que la model d'art i ballarí de foc (i més tard el primer director d'art de Burning Man) Crimson Rose va assistir a l'esdeveniment.
El 1992 va néixer un esdeveniment proper més petit i intensiu (uns 20 participants el primer any; uns 100 el segon i tercer any) anomenat Desert Siteworks, ideat i dirigit per William Binzen i coproduït (el 1993 i 1994) amb Judy West. L'esdeveniment anual, de diverses setmanes, es va celebrar durant el solstici d'estiu a diverses aigües termals fèrtils que envolten el desert. Els participants van construir obres d'art i van participar en espectacles autodirigits. Alguns organitzadors clau de Burning Man també formaven part de Desert Siteworks (John Law, Michael Mikel) i William Binzen era amic de Larry Harvey. Per tant, els dos esdeveniments van veure molta pol·linització creuada d'idees i participants. El projecte Desert Siteworks va durar tres anys (1992-1994).

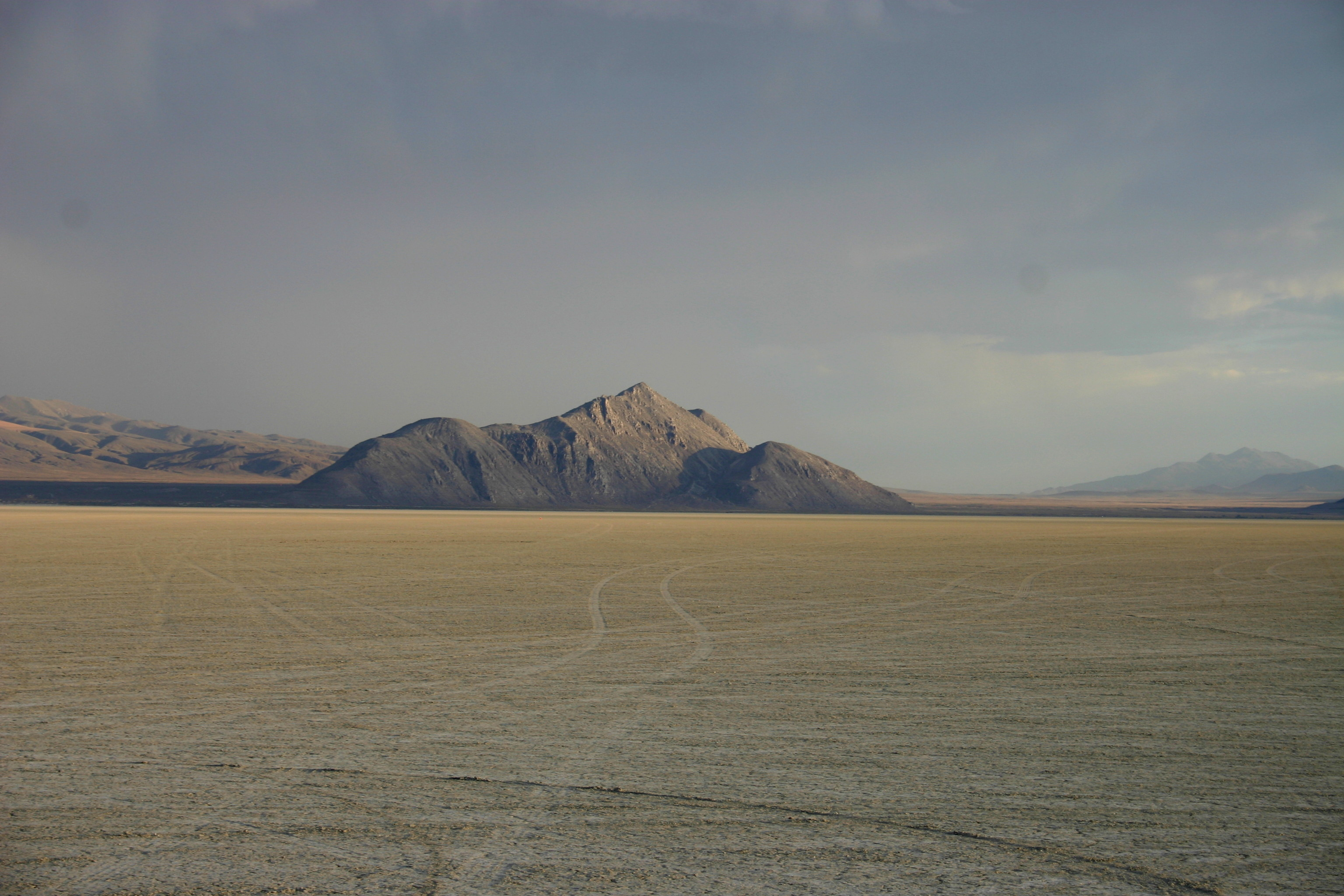
El desert de Black Rock, Nevada
- Pel·lícula de 8 mm de Burning Man d'Ammon Haggerty (BM 1995)

El 1996 va ser el primer any que es va crear una associació formal per posseir el nom «Burning Man» i també va ser l'últim any que l'esdeveniment es va celebrar al mig del desert de Black Rock sense tanca al voltant.
Abans que l'esdeveniment s'obrís al públic el 1996, un treballador anomenat Michael Furey va morir en un accident de moto mentre anava des de Gerlach, Nevada, fins al campament de Burning Man al desert de Black Rock. Harvey va insistir que la mort no s'havia produït a Burning Man, ja que les portes encara no estaven obertes. Una altra parella va ser atropellada a la seva tenda per un art car (vehicle d'art) que conduïa cap al «campament rave», que en aquell moment estava lluny del campament principal. Després de l'esdeveniment de 1996, el cofundador i soci John Law va trencar amb Burning Man i va dir públicament que l'esdeveniment no hauria de continuar.

### 1997-2013
El 1997 va marcar un altre any important per a l'esdeveniment. La ubicació es va haver de traslladar perquè es va denegar el permís de Black Rock per a l'esdeveniment de 1997. Un equip que realitzava proves de velocitat en terra tenia un permís conflictiu que tenia prioritat. Fly Ranch, amb el llit sec del llac Hualapai més petit, a l'oest del desert de Black Rock, va ser escollit com a ubicació alternativa. Això va traslladar Burning Man de la terra del comtat de Pershing (BLM federal) a la jurisdicció del comtat de Washoe, que va portar una llarga llista de requisits de permís.
Per complir amb els nous requisits i gestionar l'augment de la càrrega de responsabilitat, els organitzadors van formar Black Rock City LLC, amb l'assistència de «Biz Babe» Dana Harrison. Will Roger Peterson i Flynn Mauthe van crear el Departament d'Obres Públiques (Department of Public Works, DPW) per construir el disseny de la quadrícula de la «Ciutat» (un requisit perquè els vehicles d'emergència es poguessin dirigir a una «adreça») dissenyat per Rod Garrett, un arquitecte. Rod va continuar com a dissenyador de la ciutat fins a la seva mort, el 2011, als 76 anys d'edat. També se li atribueix el disseny de totes les bases de l'Home des del 2001 fins al 2012, la cafeteria del campament central i el primer campament. L'any 1998 es va tornar al desert de Black Rock, encara que no a la Playa profunda, juntament amb una tanca perimetral temporal. L'esdeveniment s'ha mantingut així des d'aleshores.

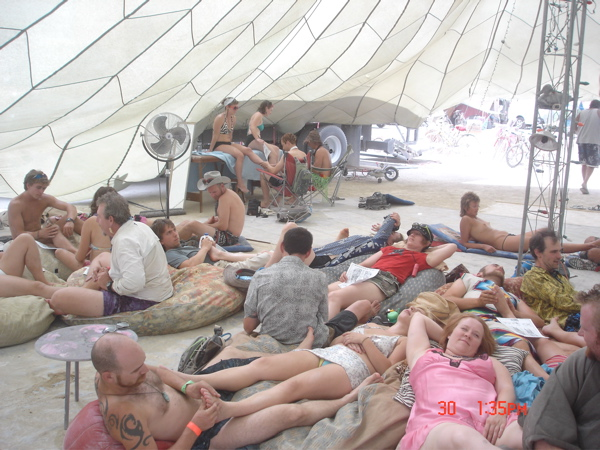
Participants del Burning Man (BM 2007)
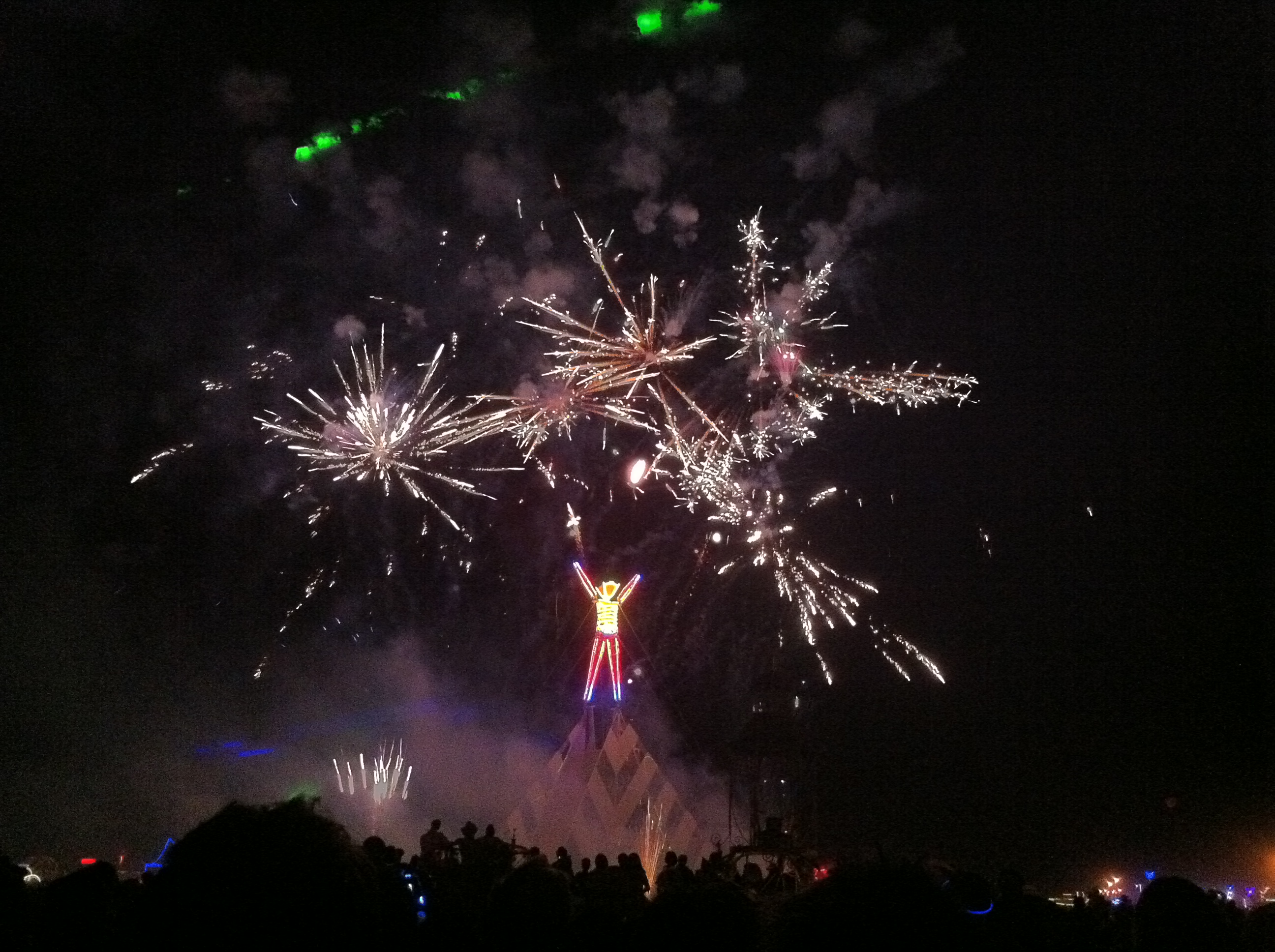
L'Home amb focs artificials abans de ser cremat (BM 2011)

A mesura que la població de Black Rock City va créixer i la BLM va afegir més restriccions, es van fer canvis en la manera de convidar a la gent a l'esdeveniment (sobretot l'addició de la venda d'entrades en línia publicitades a tots els participants) i es van establir més regles pel que fa a la seva supervivència. Alguns crítics de la fase posterior de l'esdeveniment citen la imposició d'aquestes regles com una incidència sobre les llibertats i principis originals, disminuint l'abast de l'experiència de manera inacceptable, mentre que molts assistents més nous troben que l'augment del nivell d'activitat equilibra més que els canvis.
- Una estructura de carrer en quadrícula.[31]
- Un límit de velocitat de 5 mph (8 km/h).[32]
- Prohibició de conduir, excepte els «vehicles mutants» i els vehicles de servei homologats.[33]
- Normes de seguretat en vehicles mutants.[32]
- La crema de qualsevol art s'ha de fer en una plataforma aprovada.[34]
- Prohibició dels focs artificials.[35]
- Prohibició dels animals.[36]

Una altra restricció notable per als assistents és la tanca de plàstic temporal de 9,2 milles (14,8 km) de llarg que envolta l'esdeveniment i defineix el pentàgon de terra utilitzat per l'esdeveniment a la vora sud del llac sec de Black Rock. Aquesta barrera d'1,2 metres d'alçada es coneix com la «tanca d'escombraries» perquè el seu ús inicial va ser per atrapar restes transportades pel vent que podrien escapar dels càmpings durant l'esdeveniment. Des de l'any 2002, la zona més enllà d'aquesta tanca no ha estat accessible per als participants de Burning Man durant la setmana de l'esdeveniment.
Un visitant que es va cremar accidentalment a l'esdeveniment de 2005 va demandar sense èxit a Black Rock City LLC al Tribunal Superior del Comtat de San Francisco. El 30 de juny de 2009, els Tribunals d'Apel·lació de Califòrnia per al Primer Districte van confirmar la concessió de judici sumari del tribunal de primera instància a Black Rock City LLC sobre la base que les persones que caminen deliberadament cap a L'Home després d'encendre-lo assumeixen el risc de ser cremades per un objecte tan perillós.

### 2013-2019
El desembre de 2013, Black Rock City LLC es va convertir en subsidiària d'una nova entitat sense ànim de lucre coneguda com Burning Man Project, tot i que va ser un moviment controvertit entre els fundadors.
El 3 de setembre de 2017, un home de 41 anys d'edat, Aaron Joel Mitchell, va lluitar per passar un cordó de seguretat de voluntaris i bombers i es va llançar a les flames de l'Home. Mitchell va morir l'endemà a causa d'una aturada cardíaca, xoc corporal i cremades de tercer grau al 98% del seu cos. Tot i que un membre de renom del DPW afirma que va ser el resultat d'un atreviment a córrer a través de les flames, la seva mort es va considerar un suïcidi.

### 2020-2023
El 10 d'abril de 2020, Burning Man Project va anunciar que Burning Man es cancel·laria per al 2020 a causa de la pandèmia de COVID-19, fent que el 2020 fos el primer any que Burning Man no es produiria des dels seus inicis. Aleshores van decidir oferir reemborsaments d'entrades malgrat que les entrades es venguessin explícitament com a no reemborsables. El 7 de setembre de 2020, s'estima que 1.000 Burners ho van celebrar a la platja Ocean Beach de San Francisco. L'alcaldessa de San Francisco, London Breed, va piular sobre l'esdeveniment: «Va ser temerari i egoista. No esteu celebrant, però poseu en perill la vida de la gent i el nostre progrés. Ningú és immune a la propagació del virus». Diversos milers també es van presentar al desert de Black Rock per a un esdeveniment no oficial i alguns el van descriure com un retorn als «vells temps».
L'esdeveniment de 2021 es va cancel·lar el 27 d'abril de 2021, a causa de la continuació de la pandèmia de COVID-19. Malgrat els avenços en la vacunació, els organitzadors van afirmar que «les incerteses que cal resoldre són impossibles de resoldre en el temps que tenim». El 14 de maig de 2021, Burning Man Project va emetre entrades al seu lloc web per a esdeveniments en línia programats entre el 22 d'agost i el 7 de setembre de 2021. L'esdeveniment no oficial va ser més gran que el 2020 amb uns 20.000 assistents estimats. Va ser coordinat lliurement per una varietat de grups com Black Rock Plan B i Rogue Burn. La BLM va implementar restriccions que no van incloure les estructures per fer ombra ni focs que no fossin fogueres. Es va fer un espectacle amb drons il·luminat que descrivia l'Home en lloc de la crema d'una efígie de l'Home.
El Burning Man del 2023 va tenir pluges i inundacions posteriors el cap de setmana del Dia del Treball, amb un bloqueig que va impedir el moviment de vehicles per tot el lloc. Els organitzadors van organitzar algun servei mòbil i van compartir una Guia de supervivència de Wet Playa 2023: «no es permet conduir fins que la superfície de la 'playa' s'assequi, amb l'excepció dels serveis d'emergència... Es recomana als participants que estalviïn aliments, aigua i combustible, i que es refugiin en un lloc. espai càlid i segur» i va explicar als assistents sobre l'existència del Burning Man Information Radio (BMIR) 94.5 FM i Gate Information Radio Station (GARS) 95.1. Una persona va morir arran de la inundació i milers més van quedar encallats degut al fang.

## Cronologia de l'esdeveniment
Les estadístiques següents il·lustren el creixement tant de l'escala com de l'abast de Burning Man pel que fa a la ubicació, l'alçada de l'escultura central de l'Home, la població, el preu del bitllet i diversos camps i obres d'art registrades.
Després de començar amb 8 fts (2,4 m) i créixer cadascun dels tres anys següents, l'alçada de l'Home titular es va mantenir en 40 fts (12 m) entre 1989 i 2013. Durant aquests anys, els canvis en la mida i la forma de la base sobre la qual es trobava l'home de fusta explicava les diferents altures de les estructures generals. El 2014, la construcció de l'Home va canviar a una figura de 105 fts (32 m) d'alçada directament a terra, sense base. Del 2015 al 2019, l'home va tornar a 40 fts (12 m) d'alçada.
| Any  | Indret | Tema                                               | Alçada de L'Home         | Població                                   | Població límit permesa pel Bureau of Land Management (BLM) | Preu de l'entrada | Nombre de campaments temàtics, vehicles mutants i indrets artístics                                   |
| ---- | --- | -------------------------------------------------- | ------------------------ | ------------------------------------------ | ---------------------------------------------------------- | --- | --- |
| 1986 | Baker Beach | Cap                                                | 8 ft (2.4 m)             | 35                                         | No existia el BLM                                          | Accès lliure | Cap                                                                                                   |
| 1986 | Larry Harvey i Jerry James cremen una efígie de fusta d'un home a la platja Baker Beach el solstici d'estiu, seguint una tradició iniciada per Mary Grauberger de cremar art a Baker Beach el solstici d'estiu. |                                                    |                          |                                            |                                                            | | |
| 1987 | Baker Beach | Cap                                                | 15 ft (4.6 m)            | 80                                         | No existia el BLM                                          | Accès lliure | Cap                                                                                                   |
| 1987 | Mentre que l'efígie de l'any anterior es va muntar a partir de ferralla durant el matí del solstici, l'Home de 1987 es va construir durant diverses setmanes abans amb fusta tallada. |                                                    |                          |                                            |                                                            | | |
| 1988 | Baker Beach | Cap                                                | 30 ft (9.1 m)            | 200                                        | No exitia el BLM                                           | Accès lliure | Cap                                                                                                   |
| 1988 | Larry Harvey anomena per primer cop l'esdeveniment anual «Burning Man». |                                                    |                          |                                            |                                                            | | |
| 1989 | Baker Beach | Cap                                                | 40 ft (12 m)             | 300                                        | No exitia el BLM                                           | Accès lliure | Cap                                                                                                   |
| 1989 | Apareix el nom de «Burning Man» a Rough Draft, el butlletí d’informació de la Cacophony Society de San Francisco. |                                                    |                          |                                            |                                                            | | |
| 1990 | Baker Beach Black Rock Desert | Cap                                                | 40 ft (12 m)             | 500 a Baker Beach; 120 a Black Rock Desert | Cap                                                        | $15 (com a donació) | Cap                                                                                                   |
| 1990 | L'Home es va erigir a Baker Beach el solstici d'estiu però no va ser cremat. L'Home va ser convidat per la Cacophony Society a la Zone Trip #4 el cap de setmana del Dia del Treball, al desert de Black Rock. |                                                    |                          |                                            |                                                            | | |
| 1991 | Black Rock Desert | Cap                                                | 40 ft (12 m)             | 250                                        | Cap                                                        | $15 (com a donació) | Cap                                                                                                   |
| 1991 | L'Home es va decorar amb il·luminació de neó l'any 1991 per primera vegada, i des de llavors s'ha decorat amb llums de neó cada any. |                                                    |                          |                                            |                                                            | | |
| 1992 | Black Rock Desert | Cap                                                | 40 ft (12 m)             | 600                                        | Cap                                                        | $25 (com a donació) | Campaments temàtics: 0; Indrets artístics: 2                                                          |
| 1992 | Música amplificada per primera vegada al Burning Man. Craig Ellenwood i TerboTed van crear un campament, aprovat per Larry Harvey, a una milla del campament central i van posar en marxa el primer campament de ball de música electrònica. S'instal·len per primera vegada les instal·lacions del Camp Central (Center Camp). |                                                    |                          |                                            |                                                            | | |
| 1993 | Black Rock Desert | Christmas Camp                                     | 40 ft (12 m)             | 1.000                                      | Cap                                                        | $40 | Campaments temàtics: 1; Indrets artístics: 3                                                          |
| 1993 | «Christmas Camp» es converteix en el primer campament temàtic, amb els seus dos membres disfressats de Pare Noel i repartint pastís de fruites i eggnog. |                                                    |                          |                                            |                                                            | | |
| 1994 | Black Rock Desert | Cap                                                | 40 ft (12 m)             | 2.000                                      | Cap                                                        | $30 | Campaments temàtics: desconegut; Indrets artístics: 5                                                 |
| 1994 | Primer any de la cuculla de fusta i la il·luminació amb llum. |                                                    |                          |                                            |                                                            | | |
| 1995 | Black Rock Desert | Good and Evil (no oficial)                         | 40 ft (12 m)             | 4.000                                      | Cap                                                        | $35 | Campaments temàtics: desconegut; Indrets artístics: 6                                                 |
| 1995 | El «Center Camp Cafe» comença a vendre begudes. |                                                    |                          |                                            |                                                            | | |
| 1996 | Black Rock Desert | HELLCO                                             | 48 ft (15 m)             | 8.000                                      | Cap                                                        | $35 | Campaments temàtics: desconegut; Indrets artístics: 11                                                |
| 1996 | El tema fa referència a l'Infern de Dante amb HeLLCo (joc de paraules sobre l'infern (hell) i Black Rock City LLC). Primer any que l'Home es va ficar sobre una piràmide de bales de palla i on es van prohibir les armes de foc al Campament Central. Primera mort accidental arran de la col·lisió de motocicletes. Tres persones van resultar ferides greus quan un cotxe va col·lisionar contra una tenda de campanya. Incompliment de 10 de les 16 recomanacions del BLM, que posa el Burning Man en estat d'aprovació per a la seva propera edició. Després d'una reclamació per danys, l'import de la prima d'assegurança de responsabilitat civil es multiplica per un factor de 6 El festival és objecte d'un article a la revista Wired. |                                                    |                          |                                            |                                                            | | |
| 1997 | Hualapai Playa | Fertility                                          | 50 ft (15 m)             | 10.000                                     | Cap                                                        | $65; Entrada a la porta: $75; Dia de visita: $20 | Campaments temàtics: 51; Indrets artístics: 21                                                        |
| 1997 | El comitè organitzador de Burning Man crea una estructura de gestió, la DPW, encarregada de vetllar pel compliment de les noves condicions d'autorització imposades a l'esdeveniment. Primer any en què els carrers de la ciutat temporal (Black Rock City, BRC) es distribueixen en semicercle i on està prohibit el trànsit de cotxes. Les forces de l'ordre del comtat de Washoe van prendre el control de la taquilla, per garantir la protecció contra incendis i les condiciones de seguretat que s'havien imposat poc abans de l'esdeveniment. |                                                    |                          |                                            |                                                            | | |
| 1998 | Black Rock Desert | Nebulous Entity                                    | 52 ft (16 m)             | 15.000                                     | Cap                                                        | Primeres entrades: $65; Següents entrades: $80; Entrada a la porta: $100 | Campaments temàtics: 348; Indrets artístics: 20                                                       |
| 1998 | Burning Man torna al desert de Black Rock, encara que molt més a prop de Gerlach que abans. L'Entitat Nebulosa (Nebulous Entity) era el concepte satíric de Harvey d'éssers extraterrestres que prosperen amb la informació, que la consumeixen però no l'entenen. Apareix el primer Doodle de Google sobre aquesta celebració. |                                                    |                          |                                            |                                                            | | |
| 1999 | Black Rock Desert | Wheel of Time                                      | 54 ft (16 m)             | 23.000                                     | Cap                                                        | Fins al 15 d'abril: $65; Fins al 31 de juliol: $80; Fins al 29 d'agost: $100; 30 d'agost: $105; 31 d'agost: $110; 1 de setembre: $115; 2 de setembre: $120                                                                              | Campaments temàtics: 320; Indrets artístics: 30                                                       |
| 1999 | Burning Man figura a la guia de l'Associació Americana d'Automòbils (AAA's RV) sota la qualificació «Great Destinations». |                                                    |                          |                                            |                                                            | | |
| 2000 | Black Rock Desert | The Body                                           | 54 ft (16 m)             | 25.400                                     | Cap                                                        | Fins al 30 d'abril: $145; Fins al 30 de juny: $165; Fins al 31 de juliol: $185; Fins al 27 d'agost: $200; 28 i 29 d'agost: $220; 30 i 31 d'agost: $250                                                                                  | Campaments temàtics: 460; Indrets artístics: 80                                                       |
| 2000 | Primera intervenció activa de les autoritats policials i judicials, que va donar lloc a 60 arrestos i processaments policials per infraccions i delictes de BLM (ordenació del territori), majoritàriament delictes lleus relacionats amb les drogues observats després de la vigilància i la recerca. |                                                    |                          |                                            |                                                            | | |
| 2001 | Black Rock Desert | Seven Ages                                         | 70 ft (21 m)             | 25.659                                     | Cap                                                        | Primeres entrades: $145; Les següents 4000 entrades: $165; Les següents 4000 entrades: $185; Entrades restants: $200; Entrada a la porta: $250                                                                                          | Campaments temàtics: 466; Indrets artístics: 150                                                      |
| 2001 | The Seven Ages és una referència a Seven Ages of Man, un monòleg de As You Like It de W. Shakespeare. Més de 100 citacions del BLM i 5 arrestos. |                                                    |                          |                                            |                                                            | | |
| 2002 | Black Rock Desert | The Floating World                                 | 80 ft (24 m)             | 28.979                                     | Cap                                                        | Primeres entrades: $145; Les següents 400 entrades:$165; Les següents 4000 entrades: $175; Les següents 4000 entrades: $185; Entrades restants: $200; Entrada a la porta: $250                                                          | Campaments temàtics: 487; Indrets artístics: 120                                                      |
| 2002 | L'aeròdrom Black Rock Citty entra en el seu primer any com a aeròdrom aprovat per la FAA. 135 citacions del BLM i 4 compareixences a l'Oficina del xèrif del comtat de Pershing. |                                                    |                          |                                            |                                                            | | |
| 2003 | Black Rock Desert | Beyond Belief                                      | 79 ft (24 m)             | 30.586                                     | Cap                                                        | Primeres entrades: $145; Les següents 2500 entrades: $165; Les següents 2500 entrades: $175; Les següents 2500 entrades: $185; Les següents 2500 entrades: $200; Entrades restants: $225; Entrada a la porta: $250                      | Campaments temàtics: 504; Indrets artístics: 261                                                      |
| 2003 | Per primera vegada no es permet l'accés a gossos. 177 citacions del BLM, 9 compareixences, 10 arrestos 1 mort. |                                                    |                          |                                            |                                                            | | |
| 2004 | Black Rock Desert | The Vault of Heaven                                | 80 ft (24 m)             | 35.664                                     | Cap                                                        | Entrada amb descompte: $145; Les primeres 6000 entrades: $165; Les següents 6000 entrades: $185; Les següents 7000 entrades: $200; Les següents 7000 entrades: $225; Entrades restants i entrada a la porta: $250                       | Campaments temàtics: 503; Indrets artístics: 220                                                      |
| 2004 | 218 citacions del BLM, inclosos diversos després de la verbalització per part d'agents amagats en un vehicle mutant de camuflatge. Control dels campaments pel que fa a la legislació estatal sobre begudes alcohòliques, resultant en 1 arrest. Oficina del xèrif del comtat de Pershing: 27 entrades, 4 arrestos, 2 citacions. Policia de trànsit de Nevada: 2 detencions per conduir ebri, 217 compareixences i 246 avisos. Un episodi de la sèrie Malcolm in the Middle tracta sobre Burning Man |                                                    |                          |                                            |                                                            | | |
| 2005 | Black Rock Desert | Psyche - The Conscious, Subconscious & Unconscious | 72 ft (22 m)             | 35.567                                     | Cap                                                        | Entrada amb descompte: $145; Les primeres 10.000 entrades: $175; Les següents 5000 entrades: $200; Les següents 5000 entrades: $225; Entrades restants i entrada a la porta: $250                                                       | Campaments temàtics: 485; Indrets artístics: 275                                                      |
| 2005 | L'Home, situat al cim del laberint d'un «palau de rialles», pot ser girat pels participants, confonent els que l'utilitzen des de la distància per orientar-se. Obres d'art relacionada amb els somnis. 218 citacions del BLM, 6 detencions i 1 mort. |                                                    |                          |                                            |                                                            | | |
| 2006 | Black Rock Desert | Hope and Fear : The Future                         | 72 ft (22 m)             | 38.989                                     | 6%> del màxim previst (37.803)                             | Entrada amb descompte: $145; Les primeres 7000 entrades: $185; Les següents 7000 entrades: $200; Les següents 6000 entrades: $225; Entrades restants fins al 13 d'agost: $250; Venta posterior al 13 d'agost i entrada a la porta: $280 | Campaments temàtics: 570; Indrets artístics: 300                                                      |
| 2006 | L'Home es mou amunt i avall reflectint un mesurador d'esperança/por. Al voltant de Playa es van instal·lar col·legis electorals, que permetien als residents votar a favor o en contra del futur de L'Home. Si el resultat de la votació era esperança, es cremaria amb braços amunt, i si no amb els braços abaixats. Va guanyar esperança i els seus braços es van aixecar fins al final. 155 citacions del BLM i 1 detenció. Oficina del xèrif del comtat de Pershing: 1 citació i 7 detencions. Policia de trànsit de Nevadal: 234 citacions, 17 detencions i 213 advertències. |                                                    |                          |                                            |                                                            | | |
| 2007 | Black Rock Desert | The Green Man                                      | 72 ft (22 m)             | 47.097                                     | 6%> del màxim previst (41.328)                             | Entrada amb descompte: $145; Les primeres 10.000 entrades: $195; Les següents 10.000 entrades: $225; Les següents 10.000 entrades: $250; Entrades restants i entrada a la porta: $280                                                   | Campaments temàtics: 681; Indrets artístics: 300                                                      |
| 2007 | L'Home va ser incendiat prematurament cap a les 2:58 a.m. del dimarts 28 d'agost, durant un eclipsi de Lluna complet. Un bromista reiterat, Paul Addis, va ser arrestat i acusat d'incendi, i L'Home va ser reconstruït per ser cremat com estava previst dissabte. Addis es va declarar culpable el maig de 2008 d'un càrrec de danys a la propietat, va ser condemnat a fins a quatre anys a la presó estatal de Nevada i va ser condemnat a pagar 30.000 dòlars en danys i interessos. 331 citacions del BLM |                                                    |                          |                                            |                                                            | | |
| 2008 | Black Rock Desert | American Dream                                     | 90 ft (27 m)             | 49.599                                     | 6%> del màxim previst (50.207)                             | Entrada amb descompte: $145; Les primeres 10.000 entrades: $210; Les següents 10.000 entrades: $225; Les següents 10.000 entrades: $250; Entrades restants: $295                                                                        | Campaments temàtics: 746; Indrets artístics: 285                                                      |
| 2008 | Primer any en què no es venen entrades a la porta d'entrada. La mida i la disposició de la ciutat s'amplien per donar cabuda a una playa central més gran i una plaça més llarga. Uns vents massa forts i una tempesta de sorra van fer que la cremació de L'Home s'ajorné més d'una hora i mitja, i el conclave de foc es va anul·lar. Molts antics col·laboradors es van retirar, suposadament a causa del tema escollit (El somni americà), l'empresonament del dissident Addis i la separació dels fundadors. El perímetre de Black Rock City s'amplia fins a 9 milles (14 km). El BLM ordena sis arrestos i 129 citacions. |                                                    |                          |                                            |                                                            | | |
| 2009 | Black Rock Desert | Evolution                                          | 75 ft (23 m)             | 43.558                                     | 6%> del màxim previst (52.575)                             | Entrada amb descompte: $160; Entrada anticipada: $260; Les següents 9000 entrades: $210; Les següents 9000 entrades: $240; Les següents 9000 entrades: $260; Les següents 9000 entrades: $280; Entrades restants: $300                  | Campaments temàtics: 618; Indrets artístics: 215                                                      |
| 2009 | Les entrades es tornen a vendre a l'entrada. Després d'algunes crítiques, la mida i el traçat de la ciutat es va reduir aproximadament al mateix nivell que l'esdeveniment del 2007. Els responsables de BLM van dir que fins al migdia de dissabte, 41.059 persones van assistir al Burning Man i que la multitud va assolir el màxim a les 43.435 del migdia divendres, una notable caiguda després d'anys de creixement constant de l'assistència, principalment a causa de la caiguda de la borsa del 2008. El BLM va emetre 287 citacions i va fer 9 detencions. |                                                    |                          |                                            |                                                            | | |
| 2010 | Black Rock Desert | Metropolis                                         | 104 ft (32 m)            | 51.525                                     | 6%> del màxim previst. (52.575)                            | Entrada amb descompte: $160; Entrada anticipada: $280; Les següents 9000 entrades: $210; Les següents 9000 entrades: $240; Les següents 9000 entrades: $260; Les següents 9000 entrades: $280; Entrades restants: $300                  | Campaments temàtics: 700; Indrets artístics: 275                                                      |
| 2010 | Per primera vegada, Burning Man acull més de 50.000 persones. La inauguració es va fer abans d'aquesta hora: diumenge a les 18 h. El BLM ordena 8 arrestos i 293 compareixences. |                                                    |                          |                                            |                                                            | | |
| 2011 | Black Rock Desert | Rites of Passage                                   | 90 ft (27 m)             | 53.963                                     | 50.000                                                     | Entrada amb descompte: $160; Entrada anticipada: $360; Les següents 9000 entrades: $210; Les següents 9000 entrades: $240; Les següents 9000 entrades: $280; Entrades restants: $320                                                    | Campaments temàtics: 920; Indrets artístics: 309                                                      |
| 2011 | Segons Black Rock LLC, 27.000 entrades (totes amb descompte) es van vendre al migdia de l'endemà de l'obertura de les vendes. Per primera vegada a la història de Burning Man, totes les entrades es van esgotar abans de l'esdeveniment del 24 de juliol de 2011. |                                                    |                          |                                            |                                                            | | |
| 2012 | Black Rock Desert | Fertility 2.0                                      | 85 ft (26 m)             | 56.149                                     | 60.900                                                     | Entrada amb descompte: $160; Entrada anticipada: $420; Primer sorteig: $240; Segon sorteig: $320; Tercer sorteig i venda DGS (venda directa): $390                                                                                      | Campaments temàtics: 978; Indrets artístics: 360                                                      |
| 2012 | A causa de la venda total d'entrades anticipades l'any 2011, Burning Man Project va optar per un sistema complex de venda d'entrades de selecció aleatòria i de diverses rondes, amb un programa separat per a persones amb ingressos baixos. El 27 de gener, el Burning Man Project va anunciar que el nombre d'entrades sol·licitades durant la venda principal era d'uns 120.000 enfront de les 40.000 disponibles. Com a resultat, un nombre important d'inscrits no tindrien tiquets durant la venda principal. La venda principal estava programada inicialment per ser seguida d'una venda secundària oberta de 10.000 entrades. Tanmateix, com que la gran demanda de la venda principal va deixar sense entrades a molts Burners (veterans de Burning Man) i campaments temàtics, el Burning Man Project va optar per la «distribució directa d'entrades» (Directed Group Sale, DGS), és a dir, «dirigir-les manualment a alguns grups i col·laboradors essencials que formen Black Rock City» en lloc d'una venda oberta. |                                                    |                          |                                            |                                                            | | |
| 2013 | Black Rock Desert | Cargo Cult                                         | 85 ft (26 m)             | 69.613                                     | 68.000                                                     | Entrada amb descompte: $190; Entrada anticipada: $650; Venda DGS, venda individual i venda OMG (registre previ): $380 | Campaments temàtics: 1056; Indrets artístics: 382                                                     |
| 2013 | Aquesta edició està dedicada a John Frum i als Cultes Cargo. S'abandonen les diferents tarifes a favor d'un preu fix. Només es conserven les entrades per a ingressos baixos. |                                                    |                          |                                            |                                                            | | |
| 2014 | Black Rock Desert | Caravansary                                        | 105 ft (32 m)            | 65.922                                     | 68.000                                                     | Entrada amb descompte: $190; Entrada anticipada $650; Venda DGS, vendta individual i venda OMG: $380; Entrada de vehicle: $40 | Campaments temàtics: desconegut; Indrets artístics: 350                                               |
| 2014 | A partir d'aquest any entra en vigor el pla de regulació de la circulació viària (Burning Man Traffic Mitigation Plan), amb l'obligació de disposar d'un permís per als vehicles (només havien 35.000 permisos disponibles i valien 40 dòlars). Una dona mor en un accident de vehicle. |                                                    |                          |                                            |                                                            | | |
| 2015 | Black Rock Desert | Carnival of Mirrors                                | 69 ft (21 m)             | 67.564                                     | 70.000                                                     | Entrada amb descompte: $190; Entrada anticipada: $800; Venda DGS, venda individual i venda OMG: $390; Entrada de vehicle: $50 | Campaments temàtics: desconegut; Indrets artístics: 326                                               |
| 2015 | Aquesta és la primera vegada en gairebé 10 anys que l'estàtua de L'Home descansa directament a terra, i no sobre una base Aquest any només es van autoritzar 27.000 permisos de vehicles. |                                                    |                          |                                            |                                                            | | |
| 2016 | Black Rock Desert | Da Vinci's Workshop                                | 70 ft (21 m)             | 67.290                                     | 70.000                                                     | Entrada amb descompte: $190; Entrada anticipada: $990; Entrada anticipada Art Tickets: $1200; Venda DGS, venda individual i venda OMG: $390; Entrada de vehicle: $80                                                                    | Campaments temàtics: descondegut; Indrets artístics: 316                                              |
| 2016 | Enllaçant amb el tema del 2016 (les obres de Leonardo da Vinci), L'Home era una interpretació a gran escala de l'Home de Vitruvi en un marc circular; a la seva base hi havia un sistema de rodes i engranatges que permetia a grups de visitants girar L'Home manualment. Tanmateix, el sistema d'engranatges es va danyar durant la instal·lació i no va funcionar durant l'esdeveniment. |                                                    |                          |                                            |                                                            | | |
| 2017 | Black Rock Desert | Radical Ritual                                     | 105 ft (32 m)            | 69.493                                     | 70.000                                                     | Entrada amb descompte: $190; Entrada anticipada: $990; Entrada anticipada Art Tickets: $1200; Venda DGS, venda individual i venda OMG: $425; Entrada de vehicle: $80                                                                    | Campaments temàtics: 1395; Vehicles mutants: Desconegut; Indrets artístics: 317                       |
| 2017 | Aaron Joel Mitchell mor cremat després de passar el cordó de seguretat i llançar-se a la foguera de L'Home. |                                                    |                          |                                            |                                                            | | |
| 2018 | Black Rock Desert | I, Robot                                           | 85 peus (26 m)           | 70.248                                     | 70.000                                                     | Entrada amb descompte: $190; Entrada anticipada: $990; Entrada anticipada Art Tickets: $1200; Venda DGS, venda individual i venda OMG: $425; Entrada de vehicle: $80                                                                    | Campaments temàtics: 1472; Vehicles mutants: 618; Indrets artístics: 383                              |
| 2018 | A causa d'una venda excessiva d'entrades, la població de Black Rock City va superar el límit de 70.000 assistents i el dijous de la setmana de l'esdeveniment, el BLM va demanar que es tanquessin les portes. Els nous participants només podien entrar quan altres sortien. Any de mort del fundador: Larry Dean Harvey (28 d'abril de 2018). El Temple (Galaxia) està fet per primera vegada per un arquitecte no estatunidenc, el francès Arthur Mamou-Mani. |                                                    |                          |                                            |                                                            | | |
| 2019 | Black Rock Desert | Metamorphoses                                      | 61 peus (19 m)           | 78.850                                     | 80.000                                                     | Venda FOMO (primer en arribar): $1400; Venda DGS, venda individual i venda OMG: $550; Entrada de vehicle: $100 | Campaments temàtics: 1545; Vehicles mutants: 632; Indrets artístics: 415                              |
| 2019 | A partir del 2019, el BLM va canviar la definició de «població», i el límit de població ara inclou personal, funcionaris i voluntaris de Black Rock City, a més dels participants remunerats. El límit màxim de població es va augmentar en 10.000 persones per adaptar-se en conseqüència. |                                                    |                          |                                            |                                                            | | |
| 2020 | Black Rock Desert Multivers (virtual) | The Multiverse                                     | Sense dades              | 5.000                                      | Sense dades                                                | Sense dades | Desconegut                                                                                            |
| 2020 | Burning Man es va cancel·lar l'any 2020 a causa de la pandèmia mundial de COVID-19. El 2 de juliol de 2020, es van anunciar els vuit universos virtuals com The Infinite Playa, Multiverse, SparkleVerse, MysticVerse, BRCvr, BURN2, Build-A-Burn i The Bridge Experience. Aproximadament 5.000 persones es van presentar al desert de Black Rock per a una cremada no oficial sense entrada. |                                                    |                          |                                            |                                                            | | |
| 2021 | Black Rock Desert Multivers (virtual) | The Great Unknown                                  | espectacle de drons      | 20,000                                     | No disponible                                              | No disponible | Campaments temàtics temàtics: més de 500; Vehicles mutants: desconegut; Indrets artístics: desconegut |
| 2021 | El tema es va anunciar originalment com Terra Incognita i després es va canviar a The Great Unknown. L'esdeveniment es va cancel·lar per segon any consecutiu a causa de la pandèmia mundial de COVID-19. S'estima que uns 20.000 es van presentar per a una cremada «informal» poc organitzada. |                                                    |                          |                                            |                                                            | | |
| 2022 | Black Rock Desert | Waking Dreams                                      | Sense informació pública | Sense informació pública                   | 87.000                                                     | Programa d'Ajuda al Ticket: $225; Venda FOMO: $1500 o $2500; Stewards Sale (venda DGS): $47; Venda individual i venda OMG: $575; Entrada de vehicle: $140                                                                               | Sense informació pública                                                                              |
| 2022 | El 15 de desembre de 2021, Burning Man Project va anunciar que l'esdeveniment del 2022 seria presencial. |                                                    |                          |                                            |                                                            | | |
| 2023 | Black Rock Desert | Animalia                                           | Sense dades              | Sense dades                                | 87.000                                                     | Programa d'Ajuda al Ticket: $225; Venda FOMO: $2750 o $1500; Stewards Sale: $575; Venda individual i venda OMG: $575; Entrada de vehicle: $150                                                                                          | Sense dades                                                                                           |
| 2023 | L'esdeveniment va experimentar mal temps i inundacions per primera vegada, cosa que va obligar a tancar les portes i les carreteres que condueixen a Black Rock City durant un període. També es va informar d'una mort. |                                                    |                          |                                            |                                                            | | |

### L'informe de població
L'informe de població és una estipulació del Permís Especial de Recreació (Special Recreation Permit, SRP), atorgat a Burning Man Project pel BLM, per a l'esdeveniment cada any. Originàriament s'utilitzava per calcular les tarifes, també s'utilitza per limitar el nombre de persones i, per tant, els recursos necessaris per a l'esdeveniment, així com per estimar l'impacte ambiental que l'esdeveniment tindrà a la zona. És per aquests motius que no tots els participants de l'esdeveniment estan inclosos en l'informe de població. Queden exempts de l'informe el personal del govern i els contractistes del govern; però, això ha canviat amb el temps.

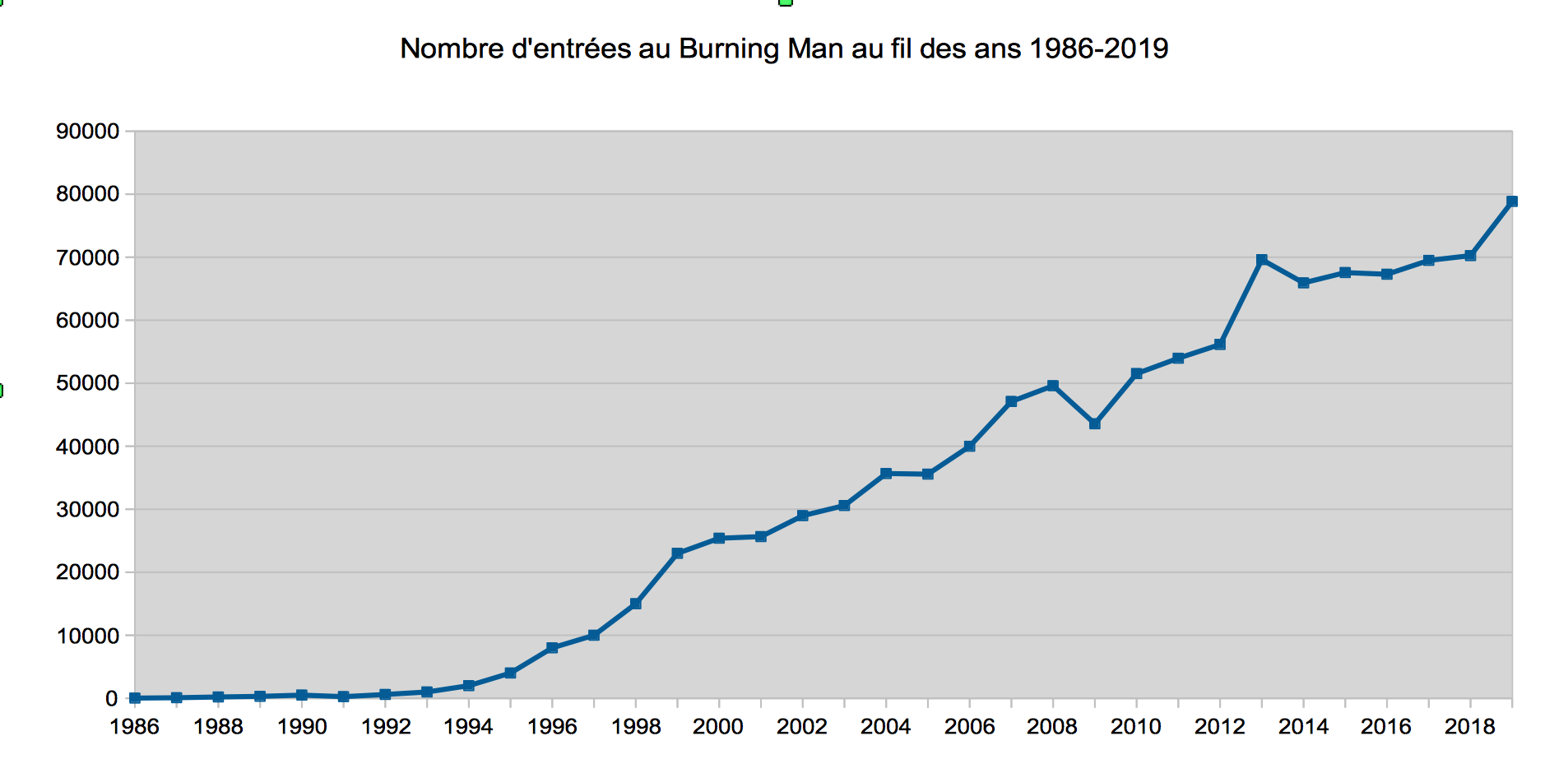
Gràfic de l'evolució del nombre d'entrades de Burning Man (1986-2019)

A mesura que Burning Man creixia, el nombre de persones que el BLM permetria amb el Permís Especial de Recreació (SRP) també necessitava créixer. Aquest va ser un problema ja l'any 1998, quan el BLM havia proposat un màxim de 50.000 usuaris/dia a l'any amb qualsevol grup que podia reclamar fins al 85%, limitant efectivament la mida de l'esdeveniment a la de l'any anterior.
A partir de l'any 2006 es va establir la capacitat màxima de població i els informes de població en funció del nombre de participants. Inicialment, aquesta va ser la base de les quotes pagades al BLM (4 $/participant/dia). Les tarifes estaven exemptes per a «Qualsevol persona present a l'esdeveniment que rebi una compensació monetària de Black Rock City (BRC) o d'un contractista o subcontractista compensat per BRC», també conegut com a personal de BRC. L'any 2011, les tarifes es van canviar per ser el 3% dels ingressos bruts ajustats i ja no estaven vinculades als informes diaris de població.
- Trojan Horse Pull (BM 2011)

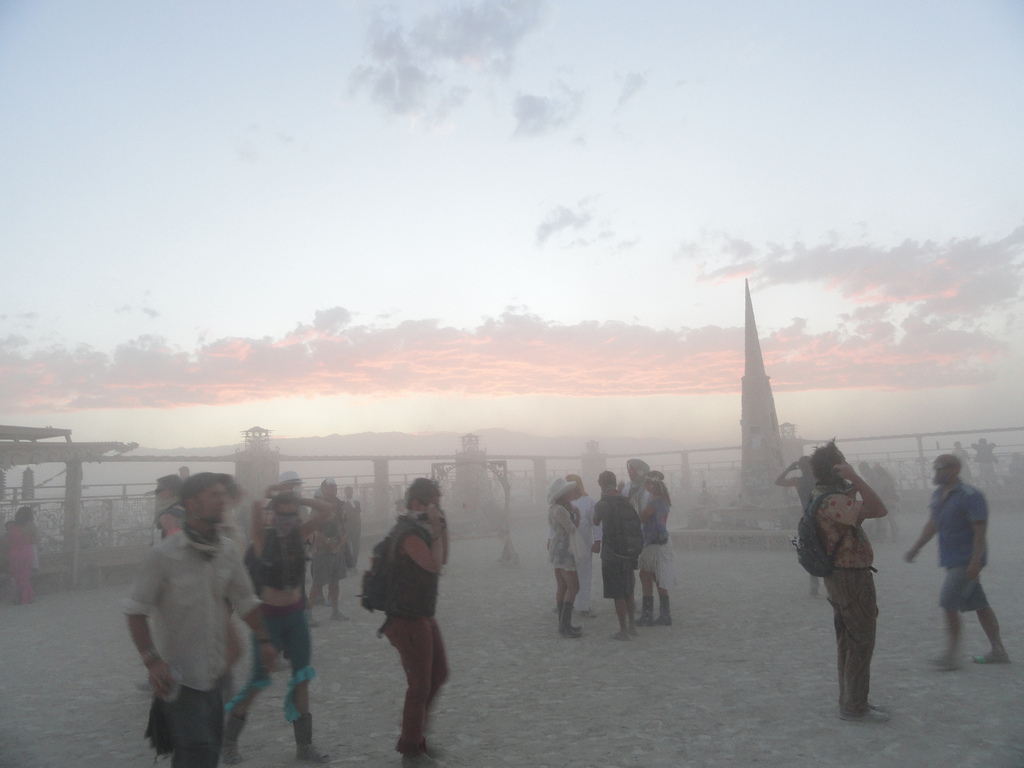
Les tempestes de pols són habituals a Burning Man, de manera que molts vénen preparats amb equipaments adequats, com ara ulleres i màscares per reduir la inhalació de pols (BM 2012)
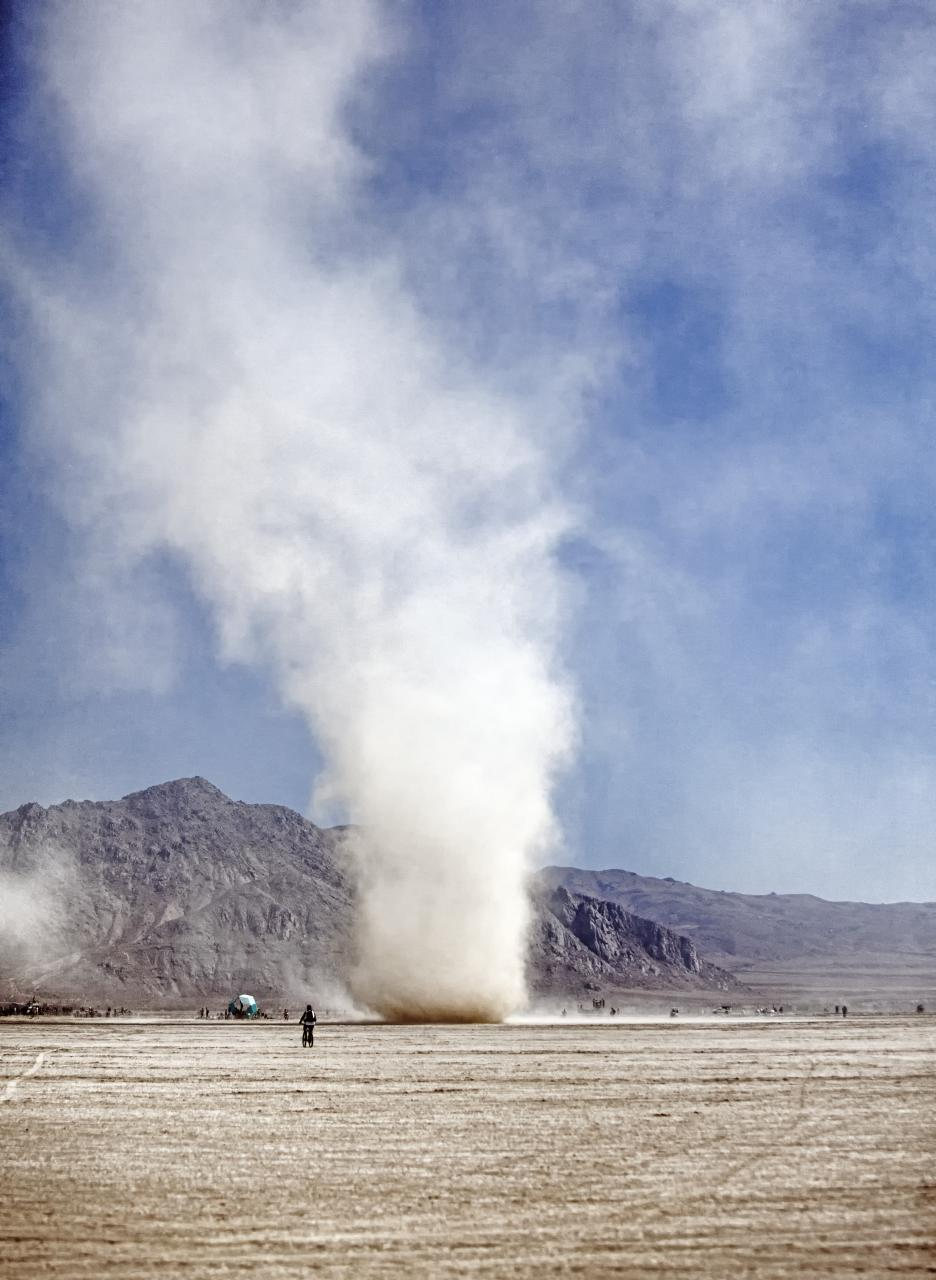
Tornado de pols al desert de Black Rock (BM 2012)

L'any 2012, com a conseqüència de l'exhauriment de les entrades de l'esdeveniment per primera vegada l'any anterior, es va introduir una «població màxima autoritzada» a les estipulacions del SRP 2012.
El terme «participant» es va utilitzar tal com es va definir a l'Avaluació Ambiental (Environmental Assessment, EA) d'aquell any per incloure «tots els assistents a l'esdeveniment, inclosos els participants pagats i els voluntaris. La població no inclou el personal del govern, els proveïdors de serveis d'emergència de l'Hospital General de Humboldt, els venedors i els contractistes».
L'any 2014 es va canviar el llenguatge de l'SRP per eximir els voluntaris de l'informe de població. El terme «participants» també es va canviar per «participants pagats».
El 2019, la definició de «població» va tornar a canviar, aquesta vegada per incloure ara personal i voluntaris de Black Rock Ciyt (BRC). Això va coincidir amb la necessitat d'una nova Declaració d'Impacte Ambiental (Environmental Impact Statement, EIA) necessària per a l'aplicació de SRP 2019-2028 que va introduir aquest canvi de definició.
El Burning Man Project va informar d'una població de 78.850 per a aquell any, un augment d'unes 8.600 persones respecte a l'any anterior, assenyalant que ara «tots» es comptaven en l'informe de població màxima. Això es correlaciona aproximadament amb la divulgació del Formulari 990 de 2019 del Burning Man Project, que estableix que dona feina a 986 persones i té 10.000 voluntaris.
L'any 2022 es va introduir una restricció addicional al nombre total d'assistents per a la totalitat de l'esdeveniment. «La població màxima autoritzada acumulada per a l'esdeveniment de 2022 és de 87.000 assistents totals». El nombre màxim d'assistents a la Playa en qualsevol moment es va mantenir com el 2019 en 80.000.

## Principis
A causa de la varietat d'objectius que fomenten els assistents participants, coneguts com «Burners», Burning Man no té un únic enfocament. Les característiques de l'esdeveniment estan subjectes als participants i inclouen comunitat, obres d'art, absurditat, desmercantilització i gresca. Es fomenta la participació.

L'esdeveniment Burning Man i les seves comunitats afiliades es guien per 10 principis que pretenen evocar l'ethos cultural que ha sorgit de l'esdeveniment. Van ser escrits originalment per Larry Harvey el 2004 com a directrius per a l'organització regional, després es van convertir en un criteri universal de la cultura general del moviment polifacètic. Aquests principis són:
1. La inclusió radical (radical inclusion).
2. La pràctica de regalar (gifting).
3. La desmercantilització (decommodification).
4. L'autosuficiència radical(radical self-reliance).
5. L'autoexpressió radical (radical self-expression).
6. L'esforç comunitari (communal effort).
7. La responsabilitat cívica (civic responsibility).
8. El compromís de no deixar rastre del seu pas (leaving no trace).
9. La participació radical (radical participation).
10. La immediatesa (immediacy).

De vegades s'afegeix un onzè principi: el consentiment i el respecte pel rebuig, sobretot pel que fa al contacte físic.

### La inclusió radical
«Qualsevol persona pot formar part de Burning Man. Donem la benvinguda i respectem al foraster. No hi ha requisits previs per participar en la nostra comunitat».
Això va ser escrit amb un traç ampli per a l'organització general, és a dir, qualsevol persona és benvinguda a la cultura Burning Man. Els requisits previs per a l'esdeveniment Burning Man són:
- s'espera que els participants cobreixin les seves pròpies necessitats bàsiques,
- segueixin les directrius que s'especifiquen a la «guia de supervivència»[146] de l'esdeveniment actualitzada anualment, i
- adquireixin una entrada per entrar.

### La pràctica de regalar
«Burning Man es dedica als actes de regal. El valor d'un regal és incondicional. El regal no contempla una devolució o un intercanvi per quelcom d'igual valor».
En comptes d'efectiu, els participants de l'esdeveniment Burning Man al desert de Black Rock se'ls anima a confiar en una economia del regal, una mena de potlatch. En els primers dies de l'esdeveniment, també existia una economia de bescanvi clandestina, en què els burners intercanviaven «favors» entre ells. Tot i que això va ser recolzat originalment per l'organització de Burning Man, ara es desaconsella en gran manera. En lloc d'això, s'anima als burners a donar-se regals incondicionalment.

### La desmercantilització
«Per preservar l'esperit de la pràctica de regalar, la nostra comunitat busca crear entorns socials sense mediació de patrocinis comercials, transaccions o publicitat. Estem preparats per protegir la nostra cultura d'aquesta explotació. Ens resistim a substituir el consum per l'experiència participativa».

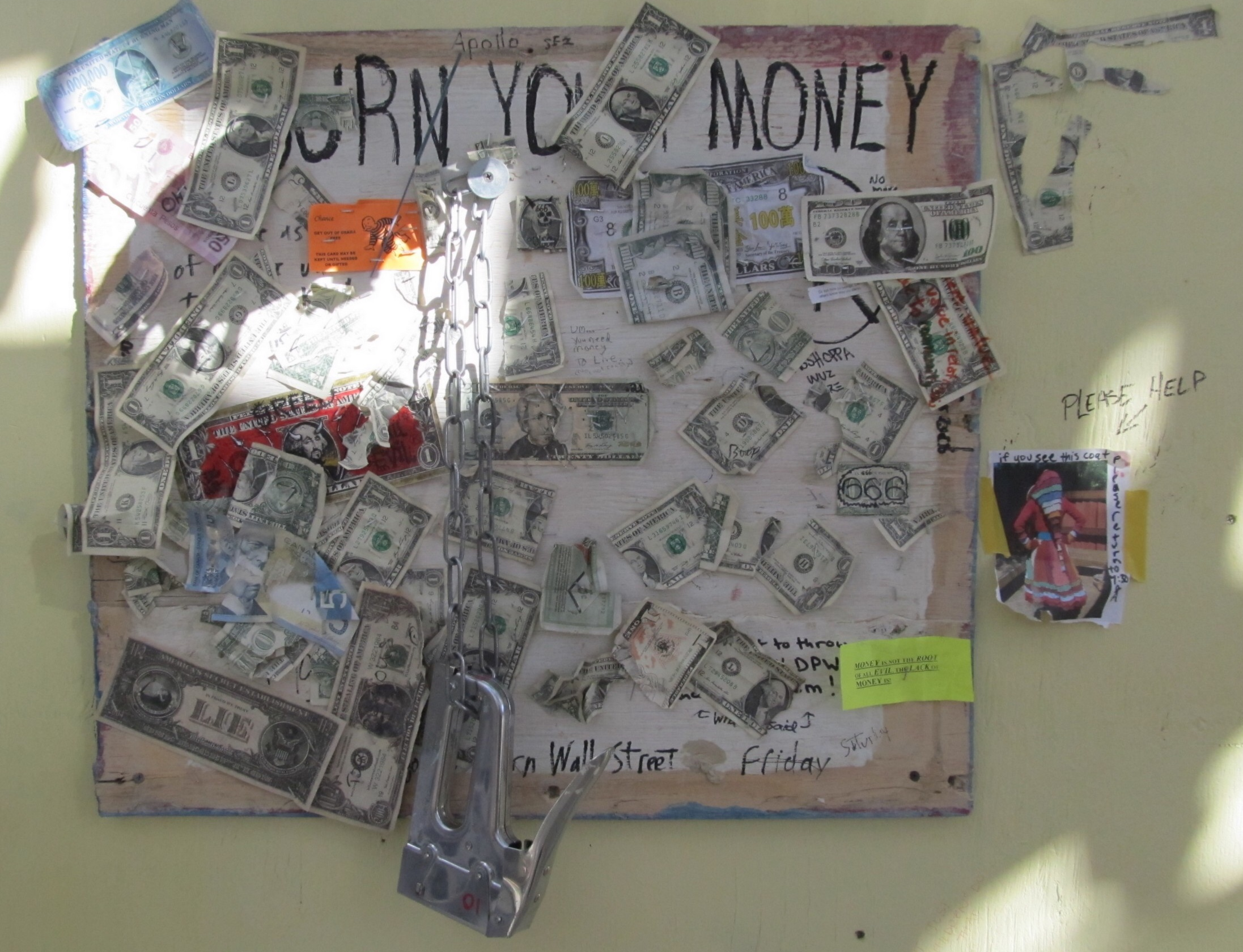
Burn Your Money (Crema els teus diners), una obra d'art interactiva al Center Camp. Va ser cremada després junt amb l'obra d'art de Burn Wall Street a Playa (BM 2012)

No es permeten transaccions en efectiu entre els assistents a l'esdeveniment Burning Man al desert de Black Rock. L'efectiu es pot utilitzar per a caritat, comprar combustible i pagar serveis de la següent manera:
- Begudes com cafè, masala chai, llimonada, etc., que es venen al Center Camp Café, gestionat pels organitzadors de l'esdeveniment.[148] Degut el cost, la disminució de la necessitat, l'impacte ambiental i la desmercantilització, les vendes de begudes es van aturar el 2022.[149]
- Les vendes de gel beneficien el sistema escolar local de Gerlach i Empire.[150]
- El bitllet per a l'autobús llançadora a les comunitats de Nevada més properes de Gerlach i Empire, operada per Green Tortoise, un contractista que no participa en l'esdeveniment.[151]
- Una polsera de reentrada, que permet a una persona sortir i tornar a entrar a l'esdeveniment i que es pot comprar a la porta a la sortida.[152]
- Una taxa d'ús de l'aeroport, que es paga a l'aeroport a la primera entrada.[153]
- Dièsel i biodièsel venuts per tercers contractistes.
- Servei d'abocador i servei d'eliminació d'aigües grises del campament.[154]
- Serveis i banys portàtils privats, que es poden concertar amb el contractista oficial.

### L'autosuficiència radical
«Burning Man anima l'individu a descobrir, exercitar i confiar en els seus recursos interiors».
El dur entorn de l'esdeveniment i la ubicació remota requereixen que els participants siguin responsables de la seva subsistència. Atès que la LLC prohibeix la majoria del comerç, els participants han d'estar preparats i portar tots els seus propis subministraments amb l'excepció dels articles indicats a l'apartat anterior «La desmercantilització». Els lavabos públics portàtils també estan disponibles a tota la ciutat; alguns estan, com els art cars, decorats de manera imaginativa per voluntaris.

### L'autoexpressió radical
«L'autoexpressió radical sorgeix dels dons únics de l'individu. Ningú més que l'individu o un grup col·laborador pot determinar-ne el contingut. S'ofereix com a regal als altres. En aquest esperit, el donant ha de respectar els drets i llibertats del receptor».
Els participants a l'esdeveniment Burning Man al desert de Black Rock se'ls anima a expressar-se de diverses maneres a través de diferents formes i projectes d'art. L'esdeveniment és de roba opcional i la nuesa pública és habitual, encara que no la practica la majoria.

### L'esforç comunitari
«La nostra comunitat valora la cooperació creativa i la col·laboració. Ens esforcem per produir, promoure i protegir xarxes socials, espais públics, obres d'art i mètodes de comunicació que donen suport a aquesta interacció».
Es recomana als participants de l'esdeveniment Burning Man al desert de Black Rock que treballin i ajudin els companys participants.

### La responsabilitat cívica
«Valorem la societat civil. Els membres de la comunitat que organitzen esdeveniments haurien d'assumir la responsabilitat del benestar públic i esforçar-se per comunicar les responsabilitats cíviques als participants. També han d'assumir la responsabilitat de la realització d'esdeveniments d'acord amb les lleis locals, estatals i federals».

### No deixar rastre

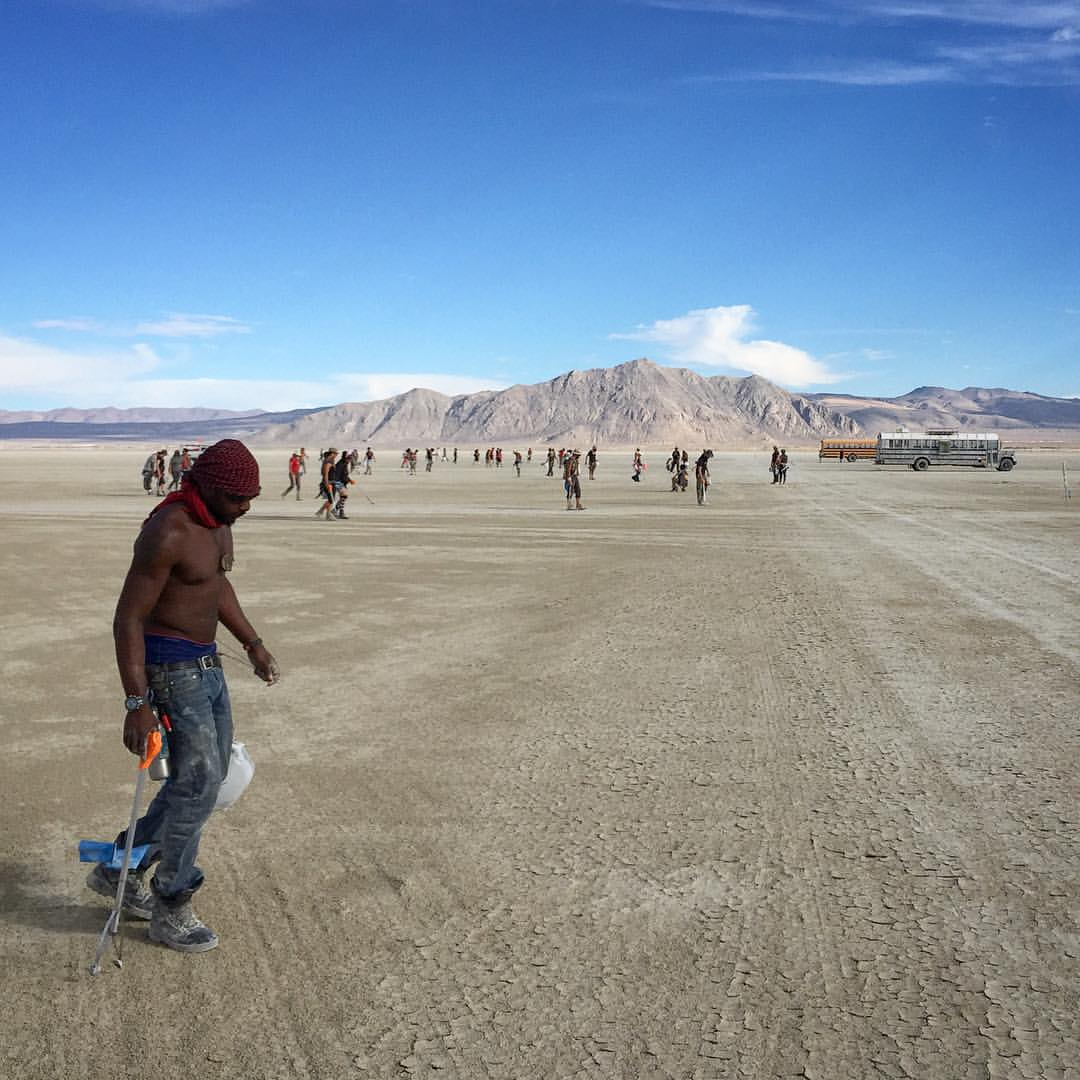
Restauració de la Playa (BM 2015): els assistents porten bastons i galledes MOOP (matèria fora de lloc) i caminen per recollir brossa, com a part de la política de «no deixar rastre»

«La nostra comunitat respecta el medi ambient. Ens comprometem a no deixar rastre físic de les nostres activitats allà on ens reunim. Netegem per nosaltres mateixos i intentem, sempre que sigui possible, deixar aquests llocs en un estat millor que quan els vam trobar».

### La participació radical
«La nostra comunitat està compromesa amb una ètica radicalment participativa. Creiem que el canvi transformador, ja sigui en l'individu o en la societat, només es pot produir a través d'una participació profundament personal. Aconseguim ser a través del fer. Tothom està convidat a treballar. Tothom està convidat a jugar. Fem real el món mitjançant accions que obren el cor. S'anima a la gent a participar, en lloc d'observar».

### La immediatesa
«L'experiència immediata és, en molts aspectes, la pedra de toc més important de valor de la nostra cultura. Busquem superar les barreres que s'interposen entre nosaltres i el reconeixement del nostre jo interior, la realitat dels que ens envolten, la participació en la societat i el contacte amb un món natural que supera els poders humans. Cap idea pot substituir aquesta experiència».

## El Temple
«El Temple» (The Temple) és la instal·lació artística recurrent principal secundària a Burning Man (després de L'Home), i es considera igual d'important per a la cultura de l'esdeveniment. Segons Burning Man Project:
«El Temple és un espai comunitari compartit que és una part important de Black Rock City. No és un temple en reconeixement de cap religió; és un espai espiritual neutre i no confessional on tothom es pot reunir per compartir l'experiència de recordar el passat, honrar o maleir el present i reflexionar sobre el futur que ha de venir».
La funció principal del Temple és ser un llenç sobre el qual la gent pugui deixar paraules i objectes per ser cremats, i servir com a «lloc de contemplació, lloc de descans, lloc de reflexió, lloc de rituals, casaments, reunions, etc».

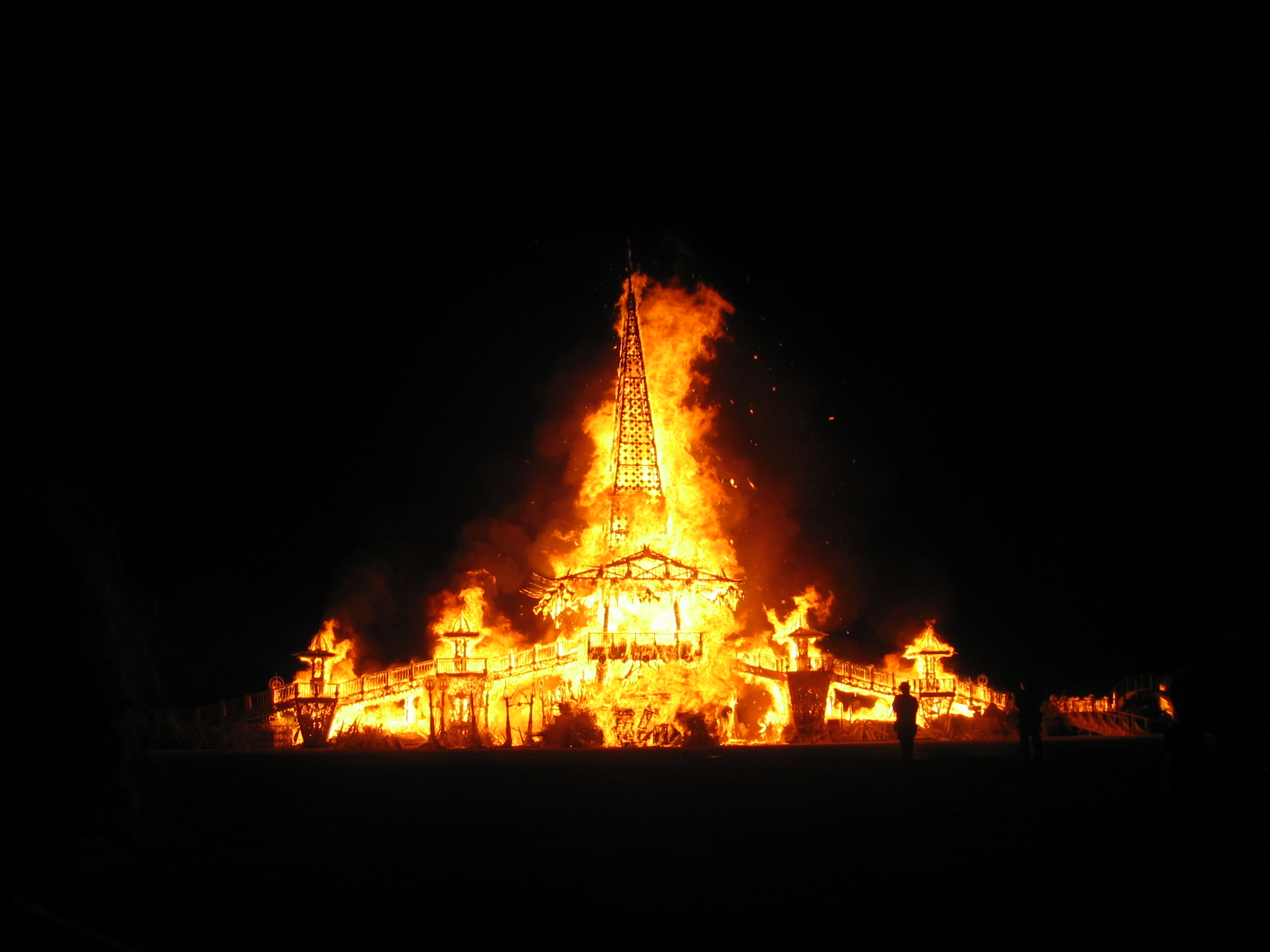
Crema del Temple of Stars (BM 2004)
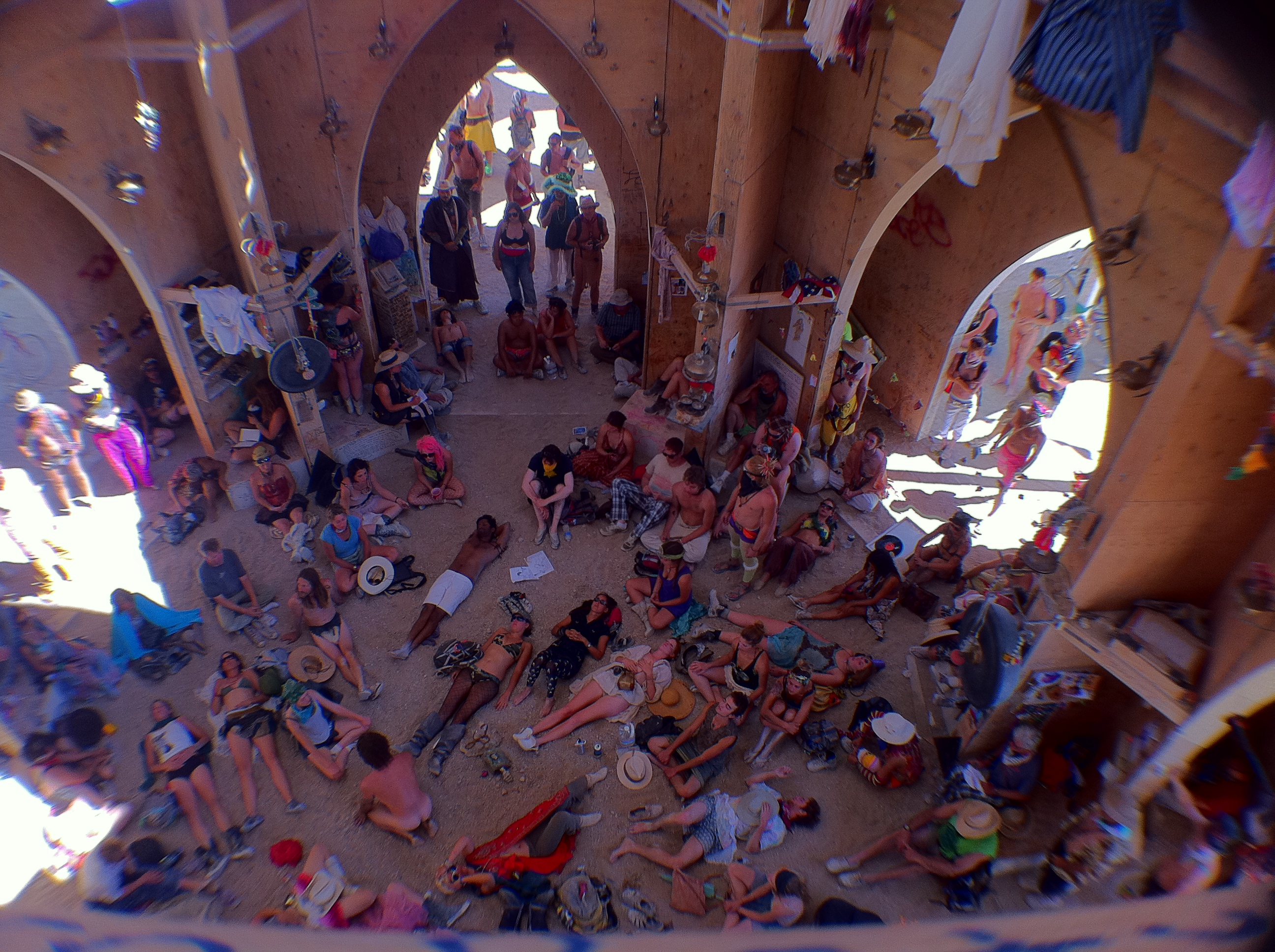
Gent a l'interior del Temple of Transition (BM 2011)
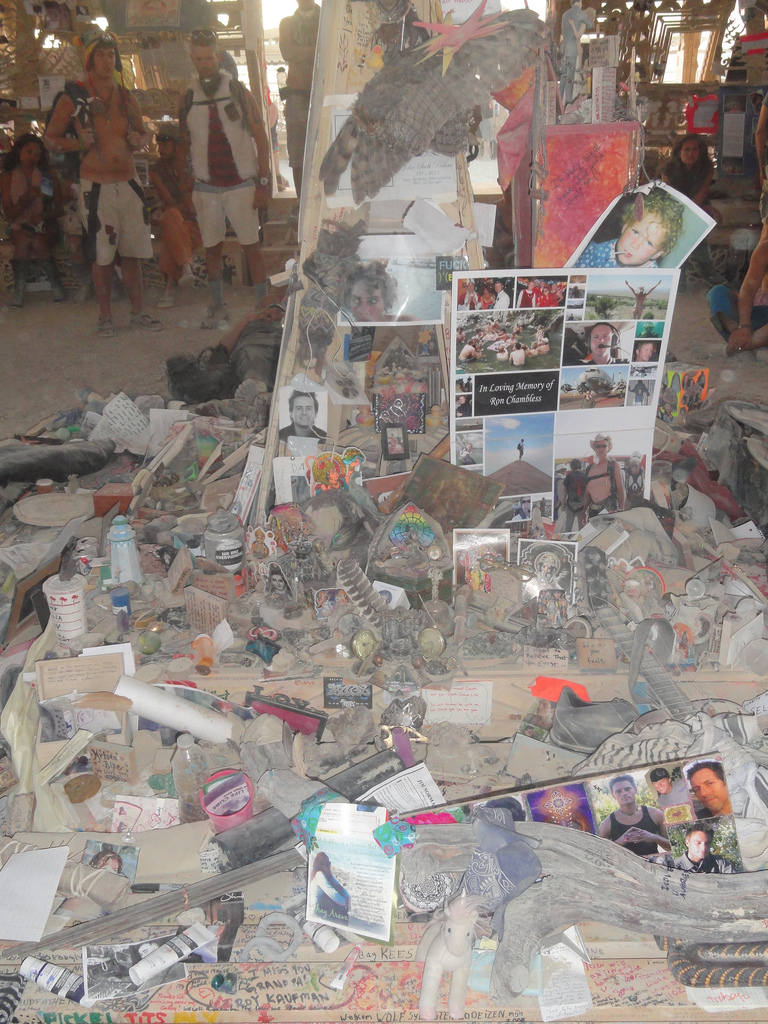
Interior del Temple of Juno (BM 2012)
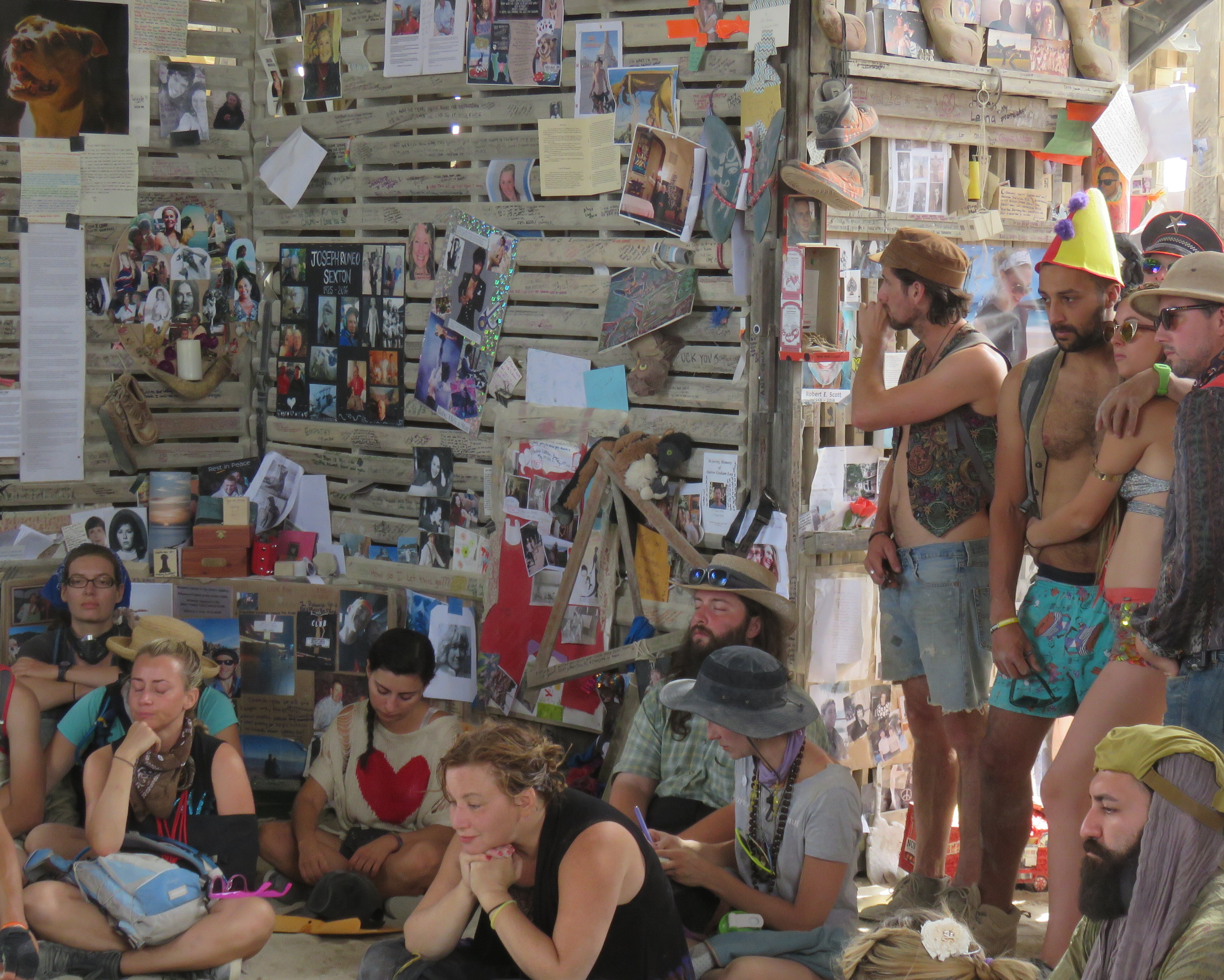
Interior de The Temple (BM 2016)

L'origen del Temple es remunta a l'edició de l'any 2000, quan l'artista estatunidenc David Best va construir el primer temple per commemorar la desaparició d'un amic seu, que va morir en un accident de moto mentre anava de camí cap a Burning Man.
En els anys següents el Temple va créixer i va acollir a tothom en la commemoració. El Temple s'ha convertit en un lloc espiritual. Alguns l'utilitzen com a lloc de contemplació, meditació, lloc de descans, reflexió, rituals, reunions, casaments, per plorar un ésser estimat, una mascota, etc. Alguns participants deixen cartes, objectes, en commemoració, en fan una mena de teràpia, ajuda i apaivagament de les situacions adverses de la vida. Per a molts, el Temple és realment un «temple».
És el diumenge quan s'incendia aquest edifici, la qual cosa marca el final de la festa. Els participants es reuneixen al voltant del perímetre segur del Temple en silenci. No es fa música durant aquest temps, que se sent com un moment de contemplació, de «depuració», d'alleujament per a tots els que han deixat alguna cosa enrere.
«Perquè la gent se senti segura, senti i expressi una emoció profunda i pugui guarir-se, els temples han de ser bonics i delicats però forts per oferir un suport reconfortant», va dir David Best.

### Els«Guardians del Temple»

Logotip dels Guardians del Temple

Un grup de voluntaris anomenats Guardians del Temple protegeixen el Temple.
«Els Guardians del Temple mantenen l'espai del Temple, mantenint un entorn que permet que tothom tingui un accés igualitari a l'experiència i expressió que necessiten. Asseguren la seguretat de l'espai i dels participants que el visiten.»
«…i sobretot… ser una força invisible que apareix quan es necessita però que deixa la gent amb la sensació que estan sols quan ho necessiten…»
L'any 2002, David Best i Termeh Yeghiazarian es van plantejar com prevenir possibles danys i incendis, així com prevenir lesions als que freqüenten el temple (per evitar, per exemple, que la gent escali l'estructura) o evitar que la gent pertorbi la contemplació de visitants. Se'ls va ocórrer la idea de crear «Àngels de la Guarda» voluntaris (primera denominació de Guardians) que vigilarien en silenci el Temple durant el dia, reconduint comportaments i actes perillosos que pertorben l'ambient sagrat del Temple. Així van néixer els Guardians del Temple.
Actualment, més de 400 persones s'ofereixen com a guardians durant l'esdeveniment. Una dotzena de Guardians del Temple el vetllen les 24 hores del dia. El temple és cremat la vuitena i última nit del festival, després de la «Crema de l'Home» la nit anterior. Fins i tot abans que les seves portes s'obrin, en controlen el perímetre. El mateix passa mentre l'equip de construcció l'està acabant, i després que tanqui diumenge al matí per als preparatius del foc. Un grup selecte de Guardians especialment entrenats porten les ofrenes dels visitants, sovint en memòria dels que han perdut, per col·locar-les en un lloc visible i per ser cremades amb el Temple.

### Cronologia del Temple
| Any                                                   | Nom                                                                  | Dissenyadors                                        | Notes | Imatge |
| ----------------------------------------------------- | -------------------------------------------------------------------- | --------------------------------------------------- | --- | ------ |
| 2000                                                  | Temple of the Mind                                                   | David Best, Jack Haye                               | Temple of the Mind estava dedicat a Michael Hefflin, un constructor del Temple que va morir en un accident de moto. Altres persones van deixar records al llarg de la setmana del festival, i va néixer la tradició del Temple a Burning Man. |        |
| 2001                                                  | Temple of Tears / Mausoleum                                          | David Best, Jack Haye                               | |        |
| 2002                                                  | Temple of Joy                                                        | David Best                                          | El Temple of Joy tenia 30 metres d'alçada. |        |
| 2003                                                  | Temple of Honor                                                      | David Best                                          | |        |
| 2004                                                  | Temple of Stars                                                      | David Best                                          | Temple of Stars va ser el primer temple que va permetre als participants passejar dins d'ell. |        |
| 2005                                                  | Temples of Dreams                                                    | Mark Grieve                                         | |        |
| 2006                                                  | Temple of Hope                                                       | Mark Grieve                                         | |        |
| 2007                                                  | Temple of Forgiveness                                                | David Best, Tim Dawson                              | David Best es fa càrrec de la construcció del Temple per al que creu que serà l'última vegada. Afirma que després del 2007 serà el moment de tornar el temple a la comunitat. |        |
| 2008                                                  | Basura Sagrada                                                       | Brent Allen Spears, Tucker Teutsch                  | «Basura Sagrada» significa «escombraries sagradas» en castellà i es va construir en gran part amb escombraries i materials reciclats. |        |
| 2009                                                  | Fire of Fires                                                        | David Umlas, Marrilee Ratcliffe                     | Fire of Fires es va construir a Austin, Texas. |        |
| 2010                                                  | Temple of Flux                                                       | Rebecca Anders, Jess Hobbs, Peter Kimelman          | Aquest temple està dissenyat pels artistes Rebecca Anders, Jess Hobbs i Peter Kimelman, de la Fundació Flux. El Temple of Flux trenca amb la tradició; de naturalesa molt abstracta, apareix com una sèrie de formes de relleu amb canons i espais semblants a coves. |        |
| 2011                                                  | Temple of Transition                                                 | Chris Hankins, Diarmaid Horkan, Ian Beaverstock     | És el primer temple construït a Reno, Nevada. L'International Arts Megacrew, liderat per Chris Hankins, Diarmaid Horkan i Ian Beaverstock, ha tornat a un estil més tradicional. El Temple of Transition pren la forma d'una torre central en grades hexagonals de 36 metres, envoltada per cinc torres hexagonals de 18 metres. Les torres són adovellades, altes, amb arcs d'estil gòtic. |        |
| 2012                                                  | Temple of Juno                                                       | David Best                                          | El Temple de 2012 torna a ser dissenyat per David Best. El Temple of Juno comprèn una gran torre central de 61 metres amb un altar, situada en un pati emmurallat, revestit de bancs, accessible per quatre entrades. Panells de fusta tallada i formes detallades cobreixen els murs del pati, així com l'espai interior i els altars. |        |
| 2013                                                  | Temple of Whollyness                                                 | Gregg Fleishman, Terry Gross, Melissa Barron        | Aquest temple ha estat creat per l'equip de The Otic Oasis, dirigit per l'arquitecte i artista Gregg Fleishman, Terry Gross i Melissa Barron. És el primer temple construït sense claus, cargols, ni fixacions de cap mena. Aquest temple inclou una enorme escultura d'Inukshuk de basalt negre de 17 tones creada per l'artista James LaFemina per servir d'altar central. |        |
| 2014                                                  | Temple of Grace                                                      | David Best                                          | Després de la retirada sobtada del 2014 del constructor del temple escollit, Ross Asselstine (que havia de construir el Temple dels Descendents però no va arribar a un acord contractual amb Burning Man Project), David Best surt de la jubilació per tercera vegada per construir el seu vuitè temple. El Temple of Grace serà un espai espiritual i sagrat per a les commemoracions, la reflexió, la celebració i la commemoració de les transicions vitals. L'estructura consta d'una cúpula interior central dins d'un cos corbat elegant fet de fusta i acer. Compta amb panells de fusta tallats de manera complexa per a revestiments exteriors i interiors. Vuit altars envolten el temple dins d'un pati de parets baixes, creant un gran terreny exterior per a la comunitat. |        |
| 2015                                                  | Temple of Promise                                                    | Jazz Tigan                                          | Aquest temple va creat per Dreamers Guild i construït principalment a Alameda, Califòrnia. El temple acull els participants a través d'un arc de 30 metres d'alçada. Continuant la seva corba, el camí s'obre a l'altar i al cor del temple, on hi ha un petit bosc de tres arbres esculpits. Els arbres estan inicialment nus i els participants escriuen missatges en llargues tires de tela que enganxen a les branques. |        |
| 2016                                                  | The Temple                                                           | David Best                                          | Simplement anomenada «The Temple», la novena estructura d'aquest tipus de David Best, està feta de fusta recuperada, mesura més de 24 metres d'alçada i 15 metres d'amplada. Es caracteritza per la fusta finament tallada inspirada en els llocs de culte tradicionals. Els components de fusta del Temple es tallaven a mà, sense utilitzar una màquina CNC. |        |
| 2017                                                  | The Temple                                                           | Marisha Farnsworth, Steve Brummond, Mark Sinclair   | El Temple feia 24 m d'alçada i 37 m d'ample. El Temple es va construir principalment en una serradora a Sonora, Califòrnia amb 2000 peces de fusta d'arbres morts dels boscos de l'oest americà a causa de l'atac dels escarabats de l'escorça, conseqüència del canvi climàtic i de l'activitat humana. |        |
| 2018                                                  | Galaxia                                                              | Arthur Mamou-Mani                                   | Dissenyat per l'arquitecte francès Arthur Mamou-Mani, Galaxia està formada per 20 encavallades de fusta que convergeixen en espiral cap a un punt del cel. Les encavallades triangulars formen diferents camins cap a un espai central. Dissenyat digitalment per a ser construir-se amb impressores 3D i talladores làser, el Temple demostra el poder de les eines robòtiques, d'acord amb el tema I, Robot. El Burning Man Journal escriu que «Galàxia celebra l'esperança en el desconegut, les estrelles, els planetes, els forats negres, el moviment que ens uneix a les galàxies remolins dels somnis». |        |
| 2019                                                  | Temple of Direction                                                  | Geordie Van Der Bosch                               | Dissenyat per Geordie Van Der Bosch, es tracta d'una estructura de 61 metres de llarg, 18 metres d'amplada i 14 s'alçada, amb quatre entrades orientades a les quatre direccions cardinals de Black Rock City conegudes: 12, 3, 6 i les 9 en punt. El Temple of Direction és un espai lineal, que captura l'elegància i l'austeritat de les portes torii del santuari Fushimi Inari-taisha (Japó), on va viure l'artista. |        |
| 2020                                                  | Bamboo temple (no oficial) Empyrean (temple virtual)                 | Desconegut                                          | |        |
| 2021                                                  | Temple of Constraints Luminous Lotus Virtual Temple (temple virtual) | Shipwreck, Kelsey Faery, Casey Sphinx, Monera Mason | El Temple of Constraints (Temple de les restriccions) es va inspirar en familiars, amics i artistes que havien mort recentment. Va ser dissenyat específicament per adaptar-se a les restriccions emeses pel BLM. El disseny consistia en una estructura d'ombra gran i acolorida que estava envoltada de petits altars amb barrils per poder cremar coses. |        |
| 2022                                                  | Empyrean                                                             | Laurence Renzo Verbeck, Sylvia Adrienne Lisse       | Empyrean va ser seleccionat originalment per al 2020, i de nou per al 2021. Però ambdós anys l'esdeveniment es va cancel·lar per les restriccions de la pandèmia de COVID-19 i Empyrean no es va construir al desert de Black Rock. El 2021, Empyrean Temple Crew va construir un prototip a Santa Rosa, CA. |        |
| Font: Temple History (Burning Man - Temple Guardians) |                                                                      |                                                     | |        |

## Art
Un segell distintiu de Burning Man és la instal·lació d'art interactiu a gran escala inspirat en la intersecció de la cultura del fabricant, la tecnologia i la natura. Moltes obres conviden a la participació a través de l'escalada, el tacte, les interfícies tecnològiques o el moviment. A la nit, gran part de les obres d'art s'il·luminen amb llums o LED. L'expressió creativa a través de l'art es fomenta a Burning Man de moltes formes. La música, l'art escènic i el teatre de carrer són formes d'art que es presenten habitualment als campaments i zones desenvolupades de la ciutat. Les obres d'art es col·loquen a la Playa oberta més enllà dels carrers de la ciutat. Cada any, centenars d'obres d'art, que van des de petites a molt grans, es porten a Black Rock City.

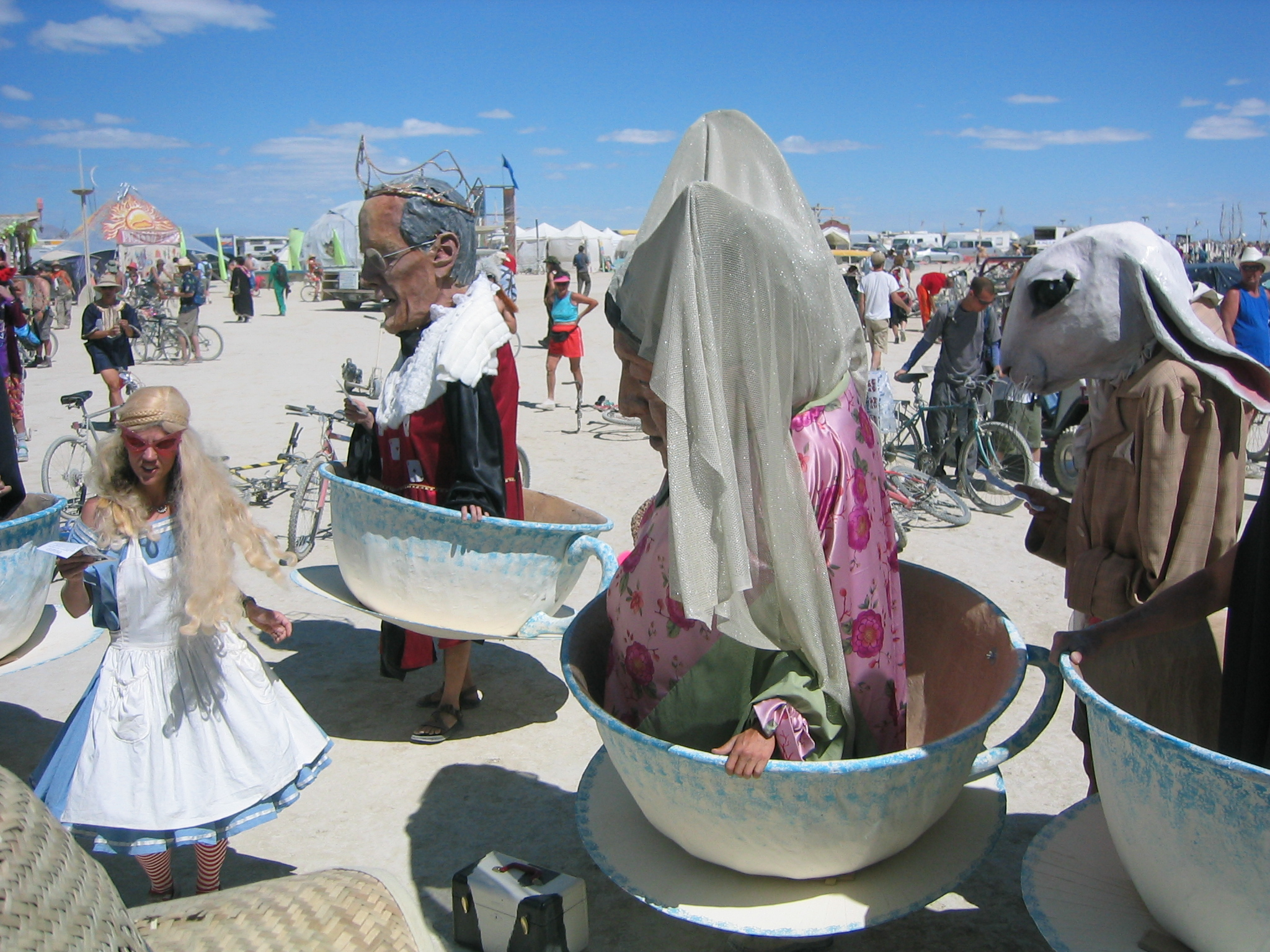
Actuació artística Triumvirate of evil (BM 2004)
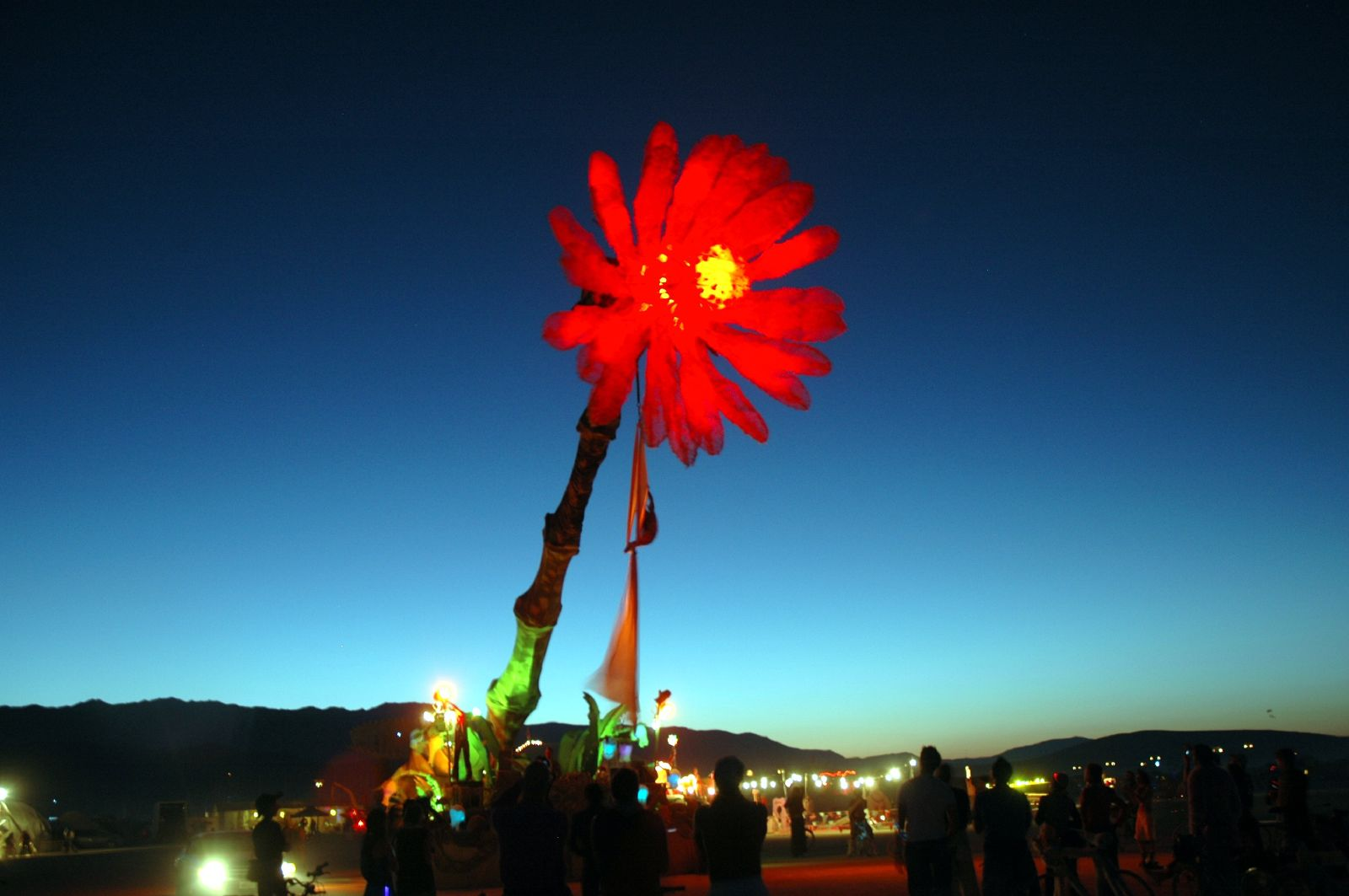
Flor lluminosa gegant (BM 2006)
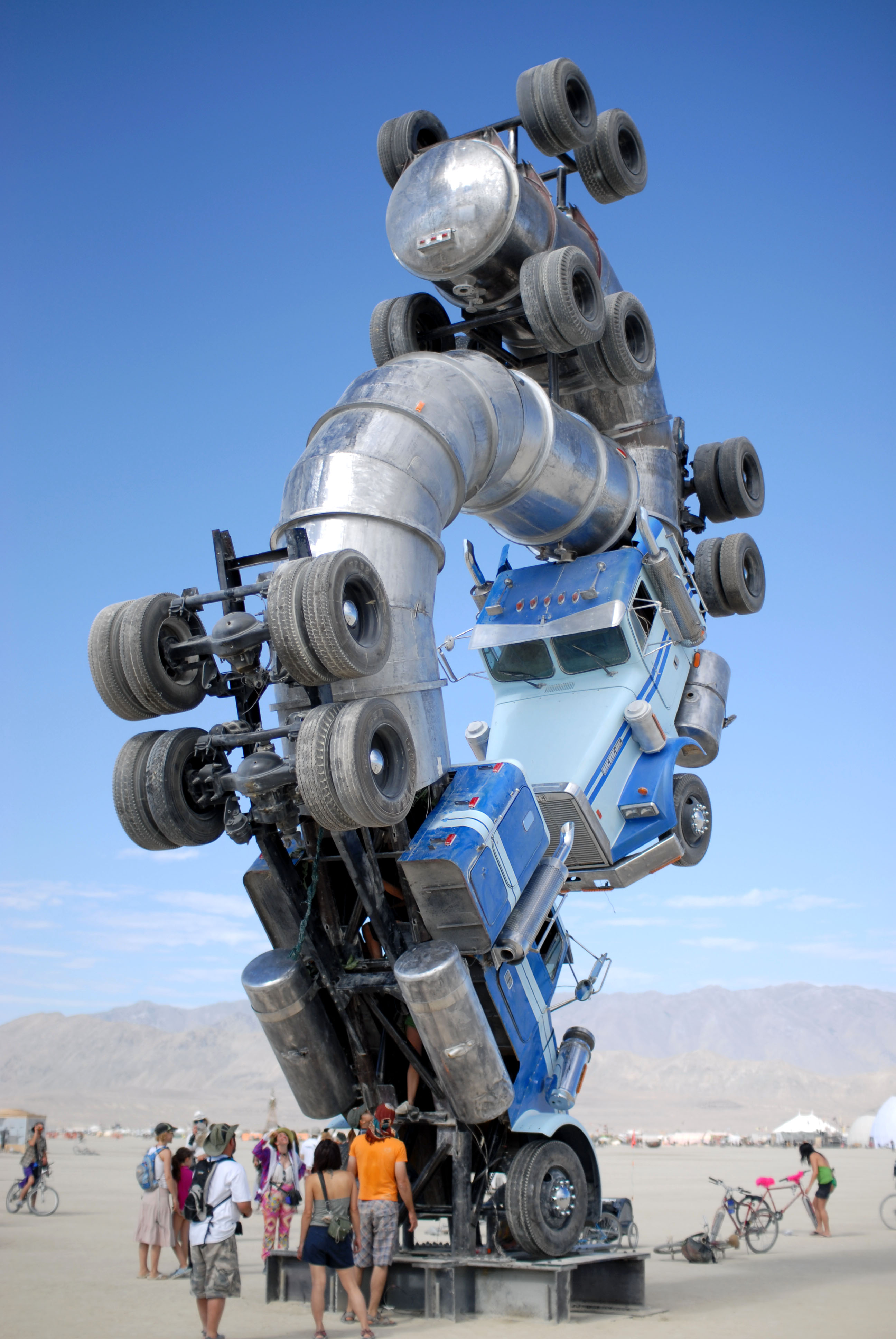
Big rig jig (BM 2007)

L'art a la Playa compta amb l'ajuda d'un departament del projecte Burning Man anomenat Artery, que ajuda els artistes a col·locar el seu art al desert i garanteix la il·luminació (per evitar col·lisions), la plataforma per cremar-les (per protegir la integritat del llit sec del llac), i que es compleixen els requisits de seguretat contra incendis.

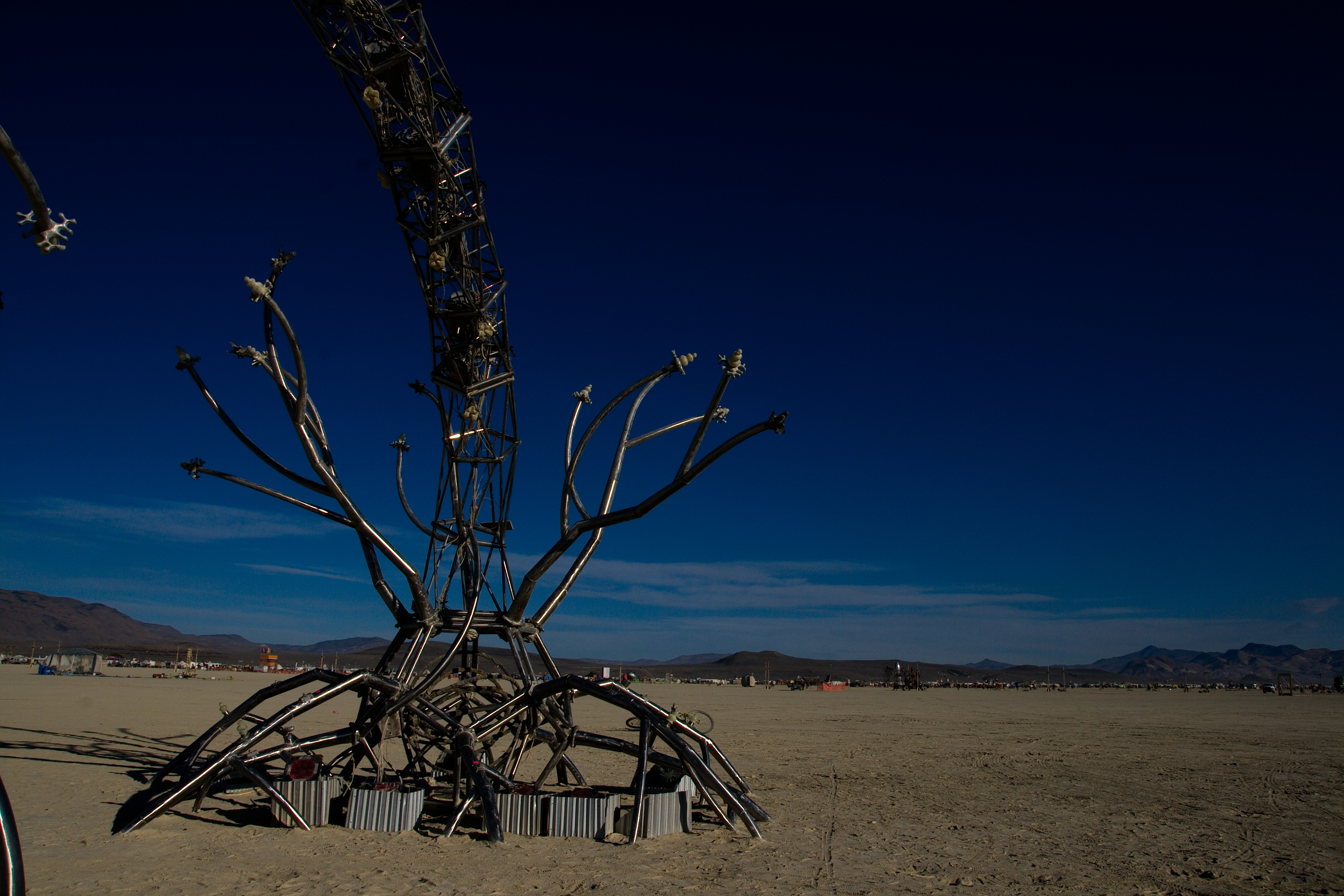
Synapse (BM 2009)
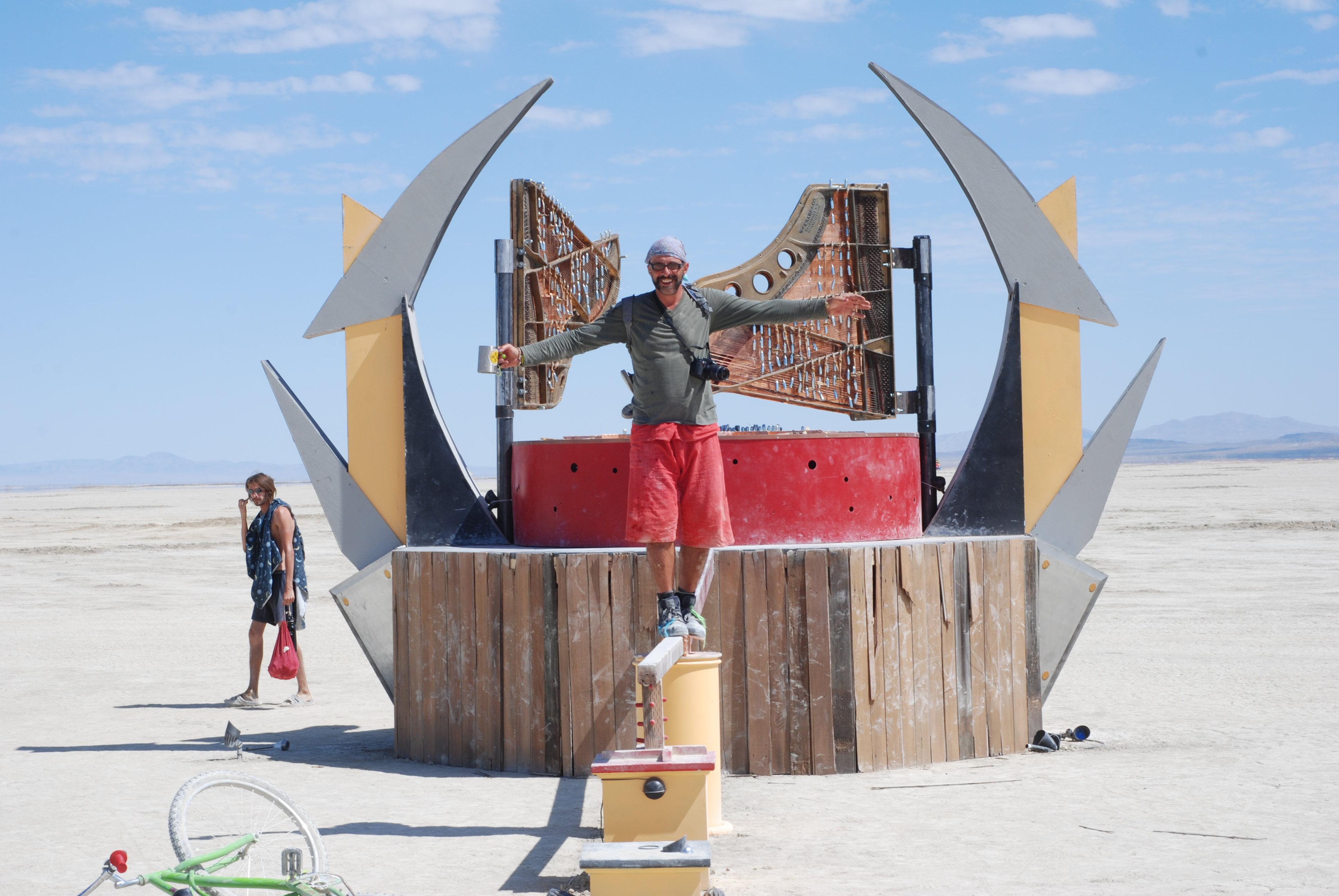
Balance Access (BM 2011)

Tanmateix, les beques d'art estan disponibles per als participants mitjançant un sistema de vigilància i supervisió, amb terminis de sol·licitud a principis d'any. Les subvencions estan destinades a ajudar els artistes a produir obres més enllà de l'abast dels seus propis mitjans i, generalment, estan pensades per cobrir només una part dels costos associats a la creació de les peces, que normalment requereixen una dependència considerable dels recursos comunitaris de l'artista. El finançament agregat de totes les subvencions varia en funció del nombre i la qualitat de les presentacions (generalment més de 100), però representa un percentatge (de l'ordre de 500.000$ en els últims anys) dels ingressos bruts de la venda d'entrades. L'any 2006 es van finançar 29 peces.

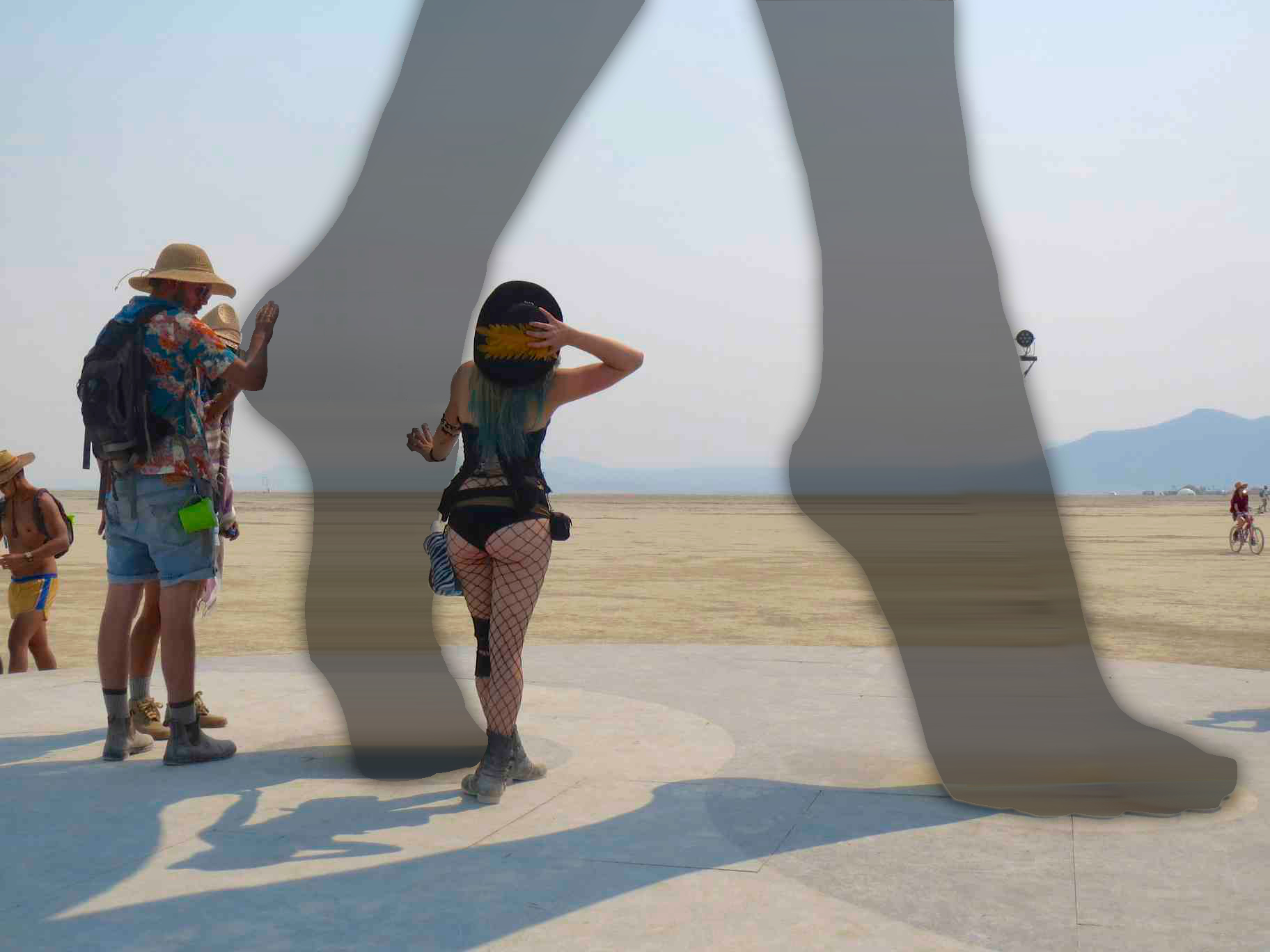
Escultura (BM 2013)
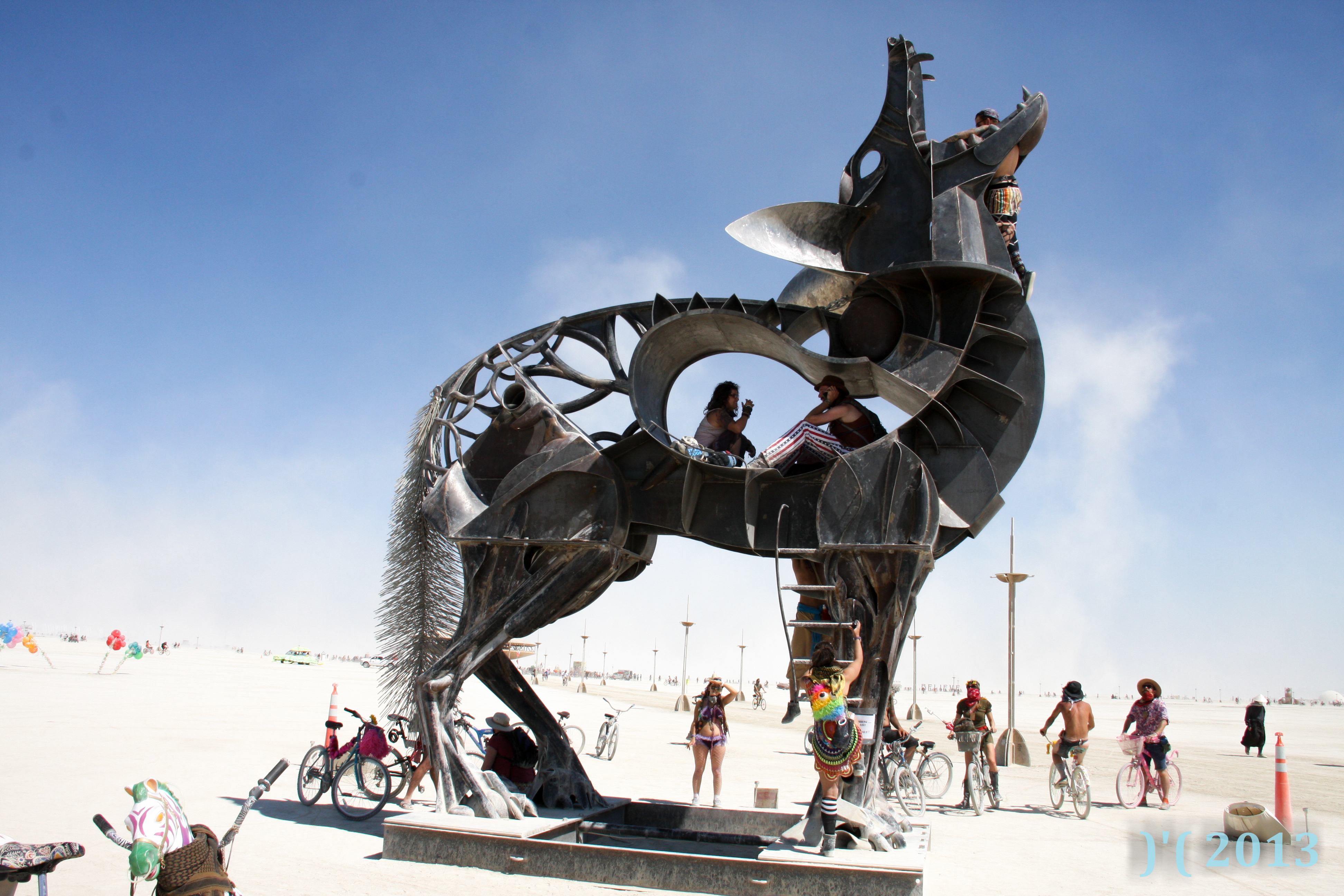
Escultura (BM 2013)

El Departament d'Art estableix diversos estàndards sobre la naturalesa de les obres d'art elegibles per a les subvencions, però el compliment del tema i la interactivitat són consideracions importants. Aquest finançament ha fomentat comunitats artístiques, sobretot a l'Àrea de la Badia de San Francisco, la regió que històricament ha proporcionat la majoria dels participants de l'esdeveniment. Hi ha esforços de divulgació actius i reeixits per ampliar l'abast regional de l'esdeveniment i el programa de subvencions.

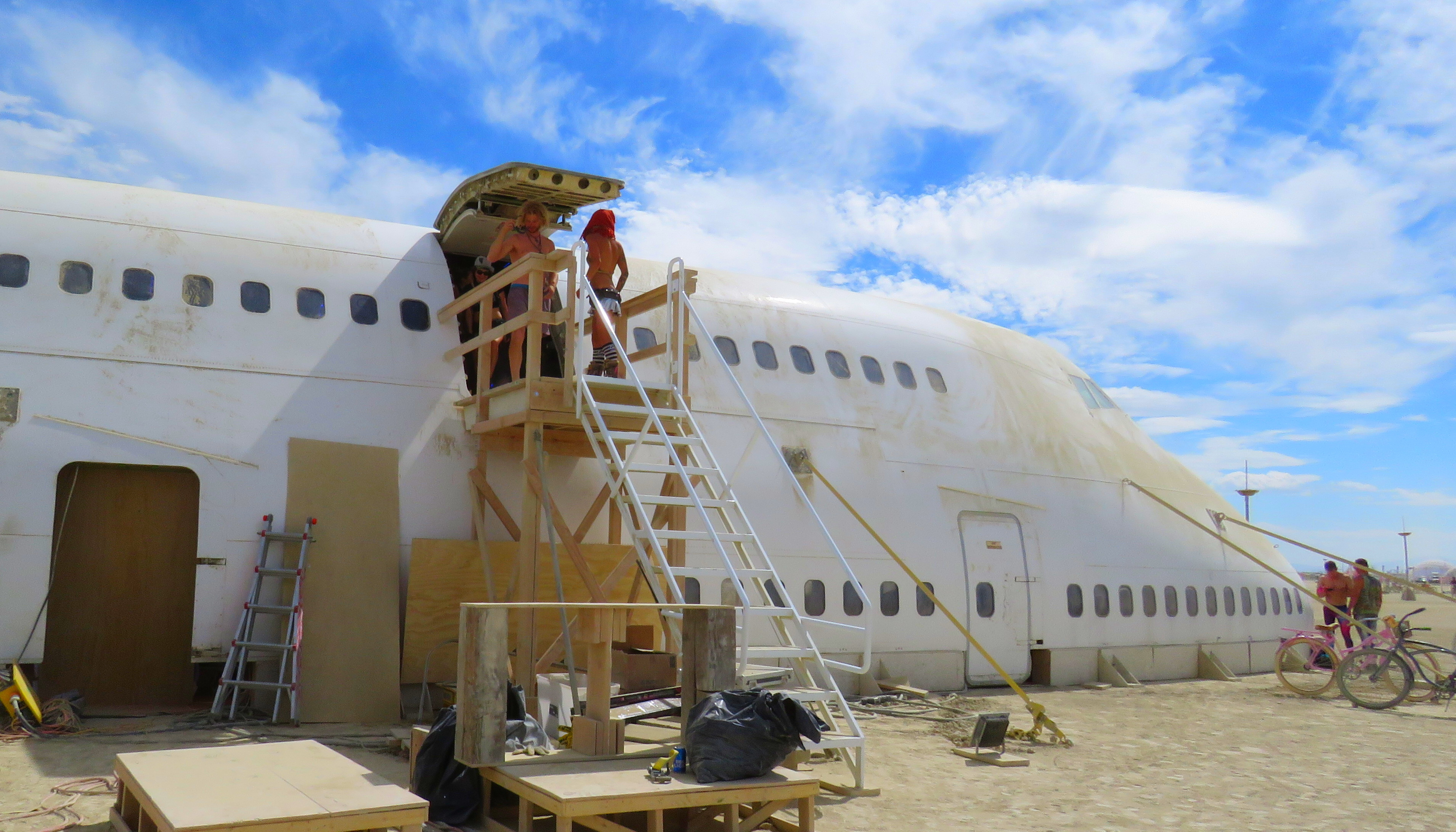
Escultura (BM 2016)

Tot i que durant l'acte hi ha present una gran varietat d'expressions artístiques, una de les vocacions del Burning Man és mostrar un art excepcional i un art visionari. A Burning Man es fomenta l'expressió creativa a través de l'art, així com l'art interactiu. Molts campaments temàtics estan dirigits per grans subcomunitats de participants i funcionen com a centres d'activitats i de vida que impliquen una àmplia gamma d'elements creatius i artístics.
Entre les «bases» artístiques presents cada any a les obres, el foc és un component important de Burning Man. S'hi cremen diverses obres (10% de la producció, de mitjana) a més del Temple i L'Home. L'acció de cremar és part integral de l'obra. El foc també és present en espectacles, processons, etc. Els artistes «juguen amb el foc» durant tot l'esdeveniment, fins i tot a través del Fire Conclave (Conclave del Foc).

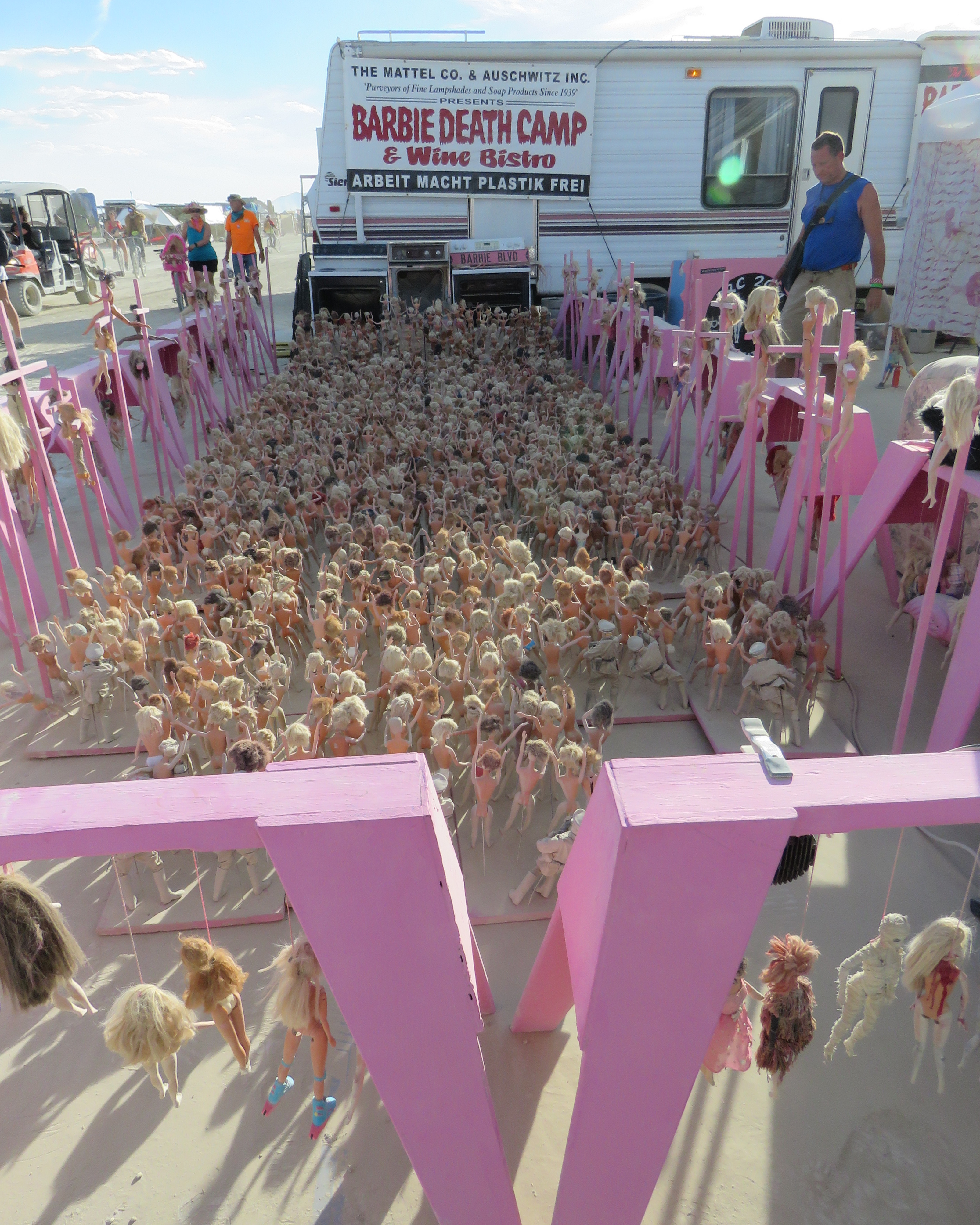
Barbie Death Camp (BM 2016)

Si l'obra d'art es considera generalment com un regal que l'artista fa a la comunitat, els participants poden, tanmateix, obtenir ajuda econòmica, a través del patrocini del Black Rock City Honoraria Program. Aquest programa forma part d'un programa de patrocini més global de beques d'art (Art Grants), que també subvenciona específicament els artistes seleccionats per al disseny del Temple (Black Rock City Temple Grant) però també art fora del Burning Man durant tot l'any (Global Art Grants). Durant el Burning Man, les subvencions del Black Rock City Honoraria Program estan destinades a ajudar els artistes que produeixen obres d'una magnitud més enllà dels seus propis mitjans econòmics i no impedeixen que els artistes aprofitin els recursos de la seva comunitat (es demanen contribucions a les persones que vulguin participar en un campament). L'import total de tots els fons atorgats d'aquesta manera varia segons el nombre i la qualitat dels projectes (el nombre dels quals acostuma a superar un centenar), però suposa un cert percentatge dels ingressos bruts de la venda d'entrades (al voltant de 500.000 dòlars en els últims anys). Les sol·licituds d'aquest ajut s'han d'haver presentat a l'inici de l'any en qüestió. Cada any es subvencionen una mitjana de setanta obres. Aquesta ajuda econòmica ha propiciat l'aparició de comunitats artístiques, especialment a l'entorn de la badia de San Francisco, una regió que històricament ha proporcionat la majoria de participants a l'esdeveniment. Tanmateix, s'estan fent esforços de divulgació actius i efectius per ampliar l'abast geogràfic de l'esdeveniment i el programa de patrocini.

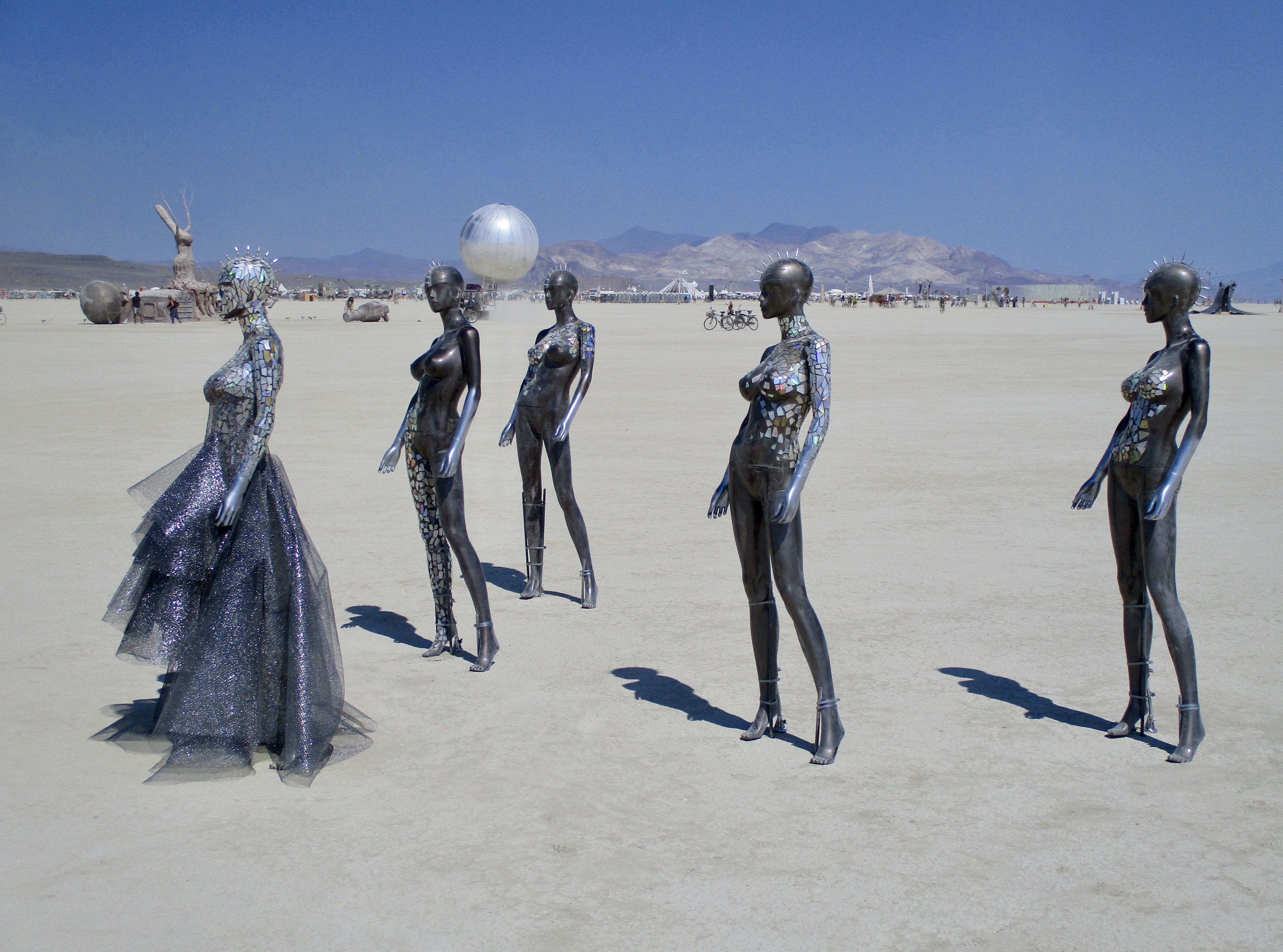
Escultures (BM 2018)
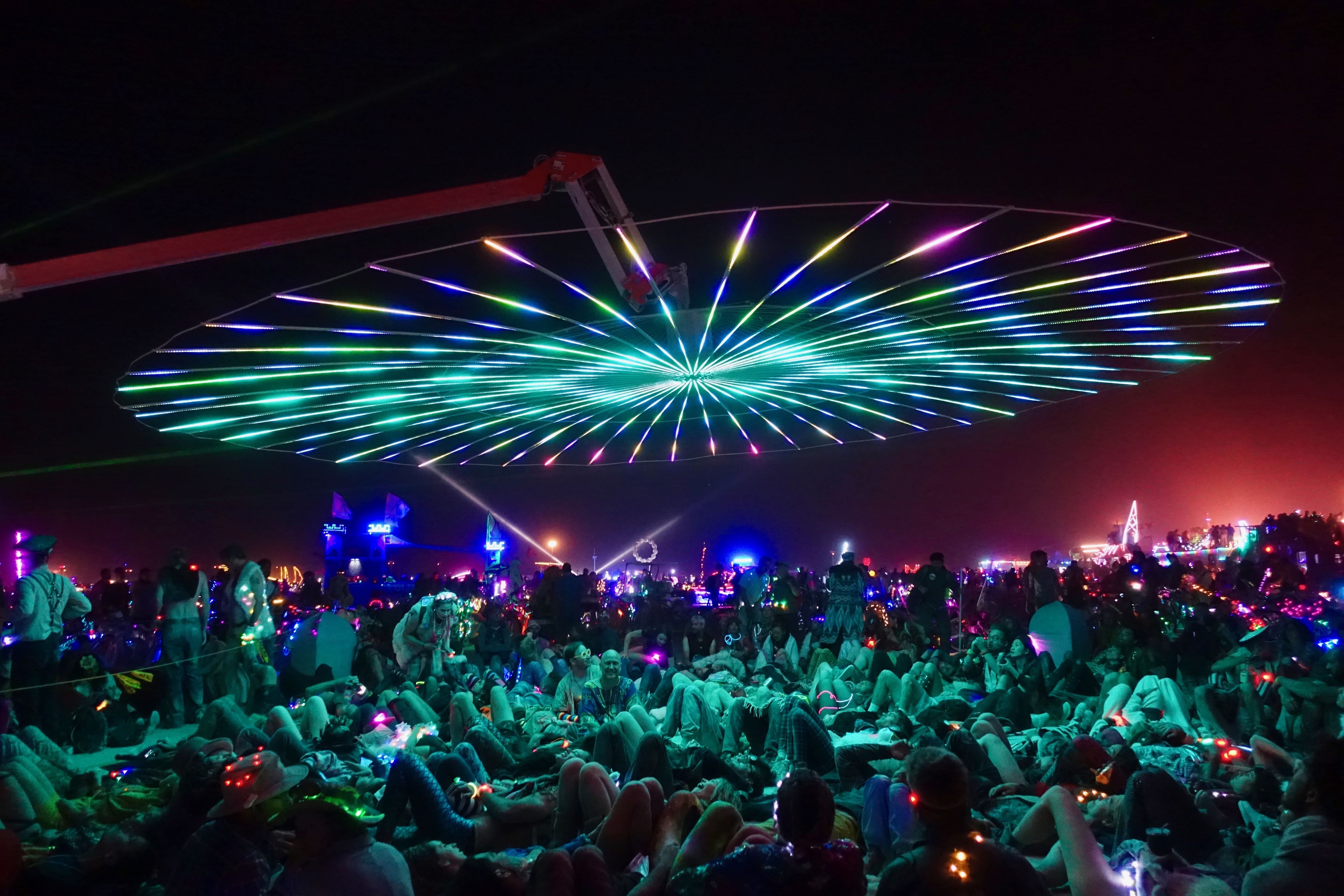
Paraluna Parasol (BM 2019)
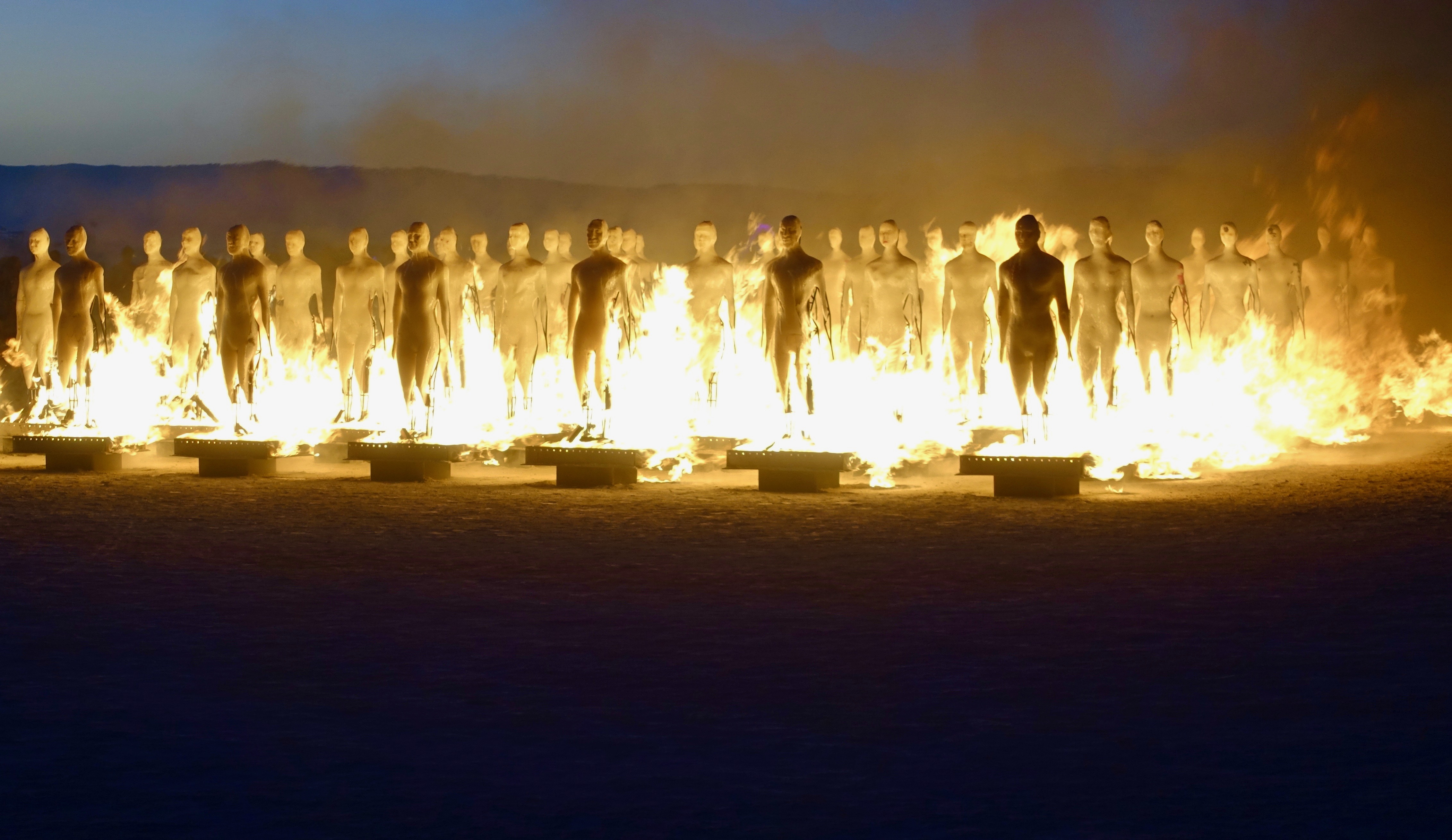
Escultures (BM 2019)
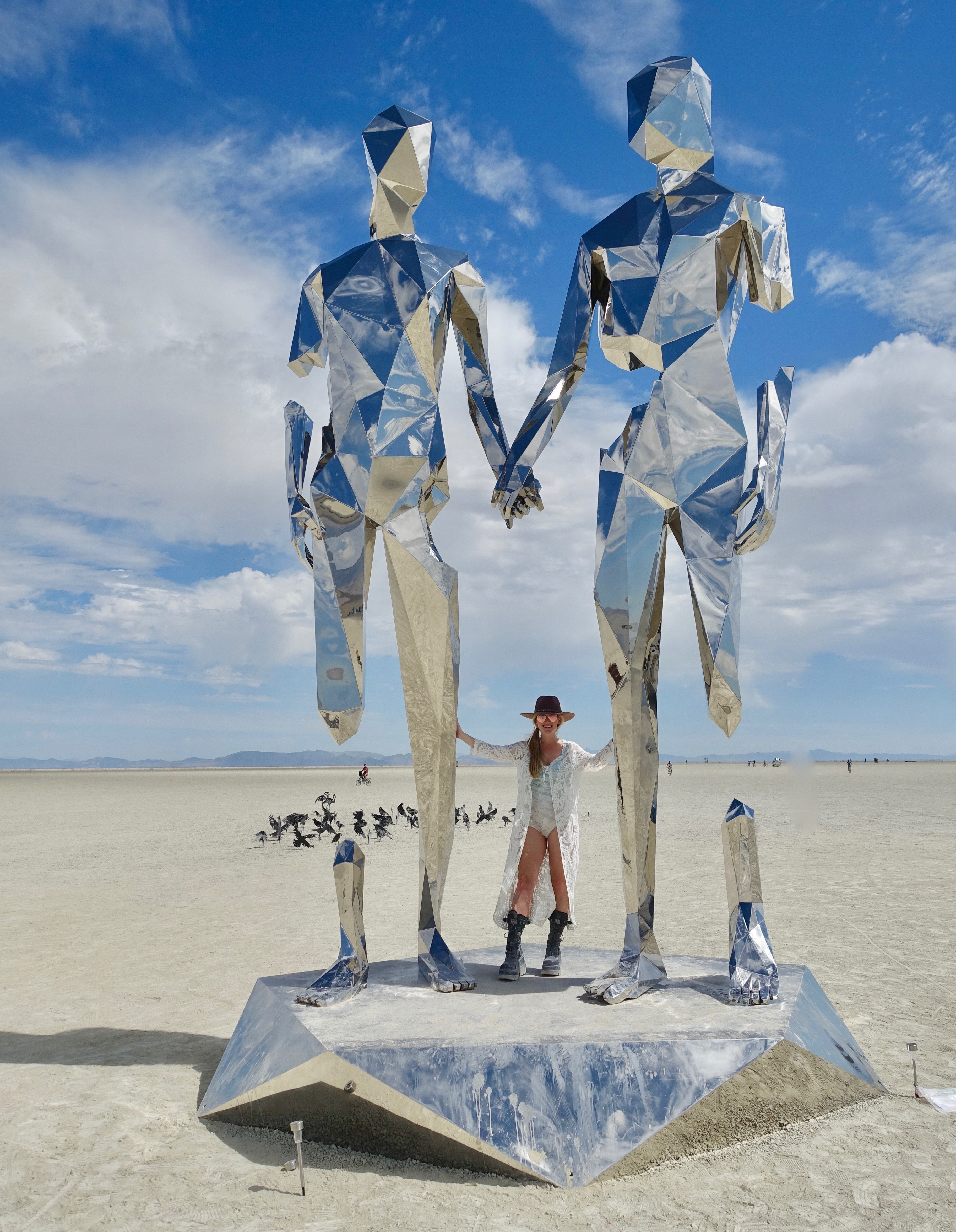
Escultura (BM 2019)

L'any 2014 es va crear la Black Rock Arts Foundation (BRAF), que no atorga cap ajut a les instal·lacions dissenyades pel mateix Burning Man. Depèn, per a una part important del seu fons d'ajuda, de les donacions del Black Rock City LLC, i assegura que les obres creades inicialment per a Burning Man es puguin tornar a exposar després. A més, concedeix, amb fons propis, ajuts per a obres d'art aplicant el principi d'interactivitat i altres principis i tradicions propis del Burning Man.

### No Spectators: The Art of Burning Man
El 2018, la Galeria Renwick del Smithsonian American Art Museum de Washington, D.C. va portar art de Burning Man a la capital del país. L'exposició es va fer càrrec de tot l'edifici de la Galeria Renwick i el barri dels voltants. L'exposició va comptar amb instal·lacions de la mida d'una sala, vestits i joies, mentre que les fotografies i els materials d'arxiu del Museu d'Art de Nevada mostren el creixement de Burning Man i les seves arrels bohèmes.
Les instal·lacions a gran escala formen el nucli de l'exposició. Entre els artistes i col·lectius individuals que es presenten a l'exposició hi ha David Best, Marco Cochrane, Duane Flatmo, Michael Garlington i Natalia Bertotti, Five Ton Crane Arts Collective, FoldHaus Art Collective, Scott Froschauer, HYBYCOZO (Yelena Filipchuk i Serge Beaulieu), Android Jones, Aaron Taylor Kuffner, Christopher Schardt, Richard Wilks i Leo Villareal.
A més, es van exposar múltiples instal·lacions d'art públiques de Burning Man a gran escala per tot el barri que envolta el museu, per a una extensió de l'espectacle No Spectators: Beyond the Renwick, que incloïa obres de Jack Champion, Mr. and Mrs. Ferguson, HYBYCOZO, Laura Kimpton, Kate Raudenbush i Mischell Riley. Totes les obres a l'aire lliure s'havien instal·lat com a obra d'art honorari a Burning Man en anys passats, excepte l'obra d'HYBYCOZO. Aquesta exposició a l'aire lliure va ser coproduïda per una primera col·laboració amb el Golden Triangle BID (Business Improvement District a Washington DC), comissariada per Karyn Miller.

## Vehicles mutants
Els «vehicles mutants», també coneguts com art cars (cotxes d'art), sovint motoritzats, són cotxes, furgonetes o camions construïts especialment o existents però transformats creativament. El terme «vehicle mutant» va ser encunyat pels organitzadors de l'esdeveniment Burning Man per delimitar un tipus de «cotxe d'art» que es va modificar de manera més radical que simplement decorar un vehicle existent.
Els participants que vulguin portar cotxes d'art motoritzats han de presentar, abans de la data de l'esdeveniment, el seu projecte per a l'aprovació i la inspecció tècnica al Departament de Vehicles Mutants (Department of Mutant Vehicles, DMV). Els vehicles que semblen insegurs, insuficientment transformats o la funció principal dels quals segueixi sent transportar participants són desaconsellats o rebutjats.

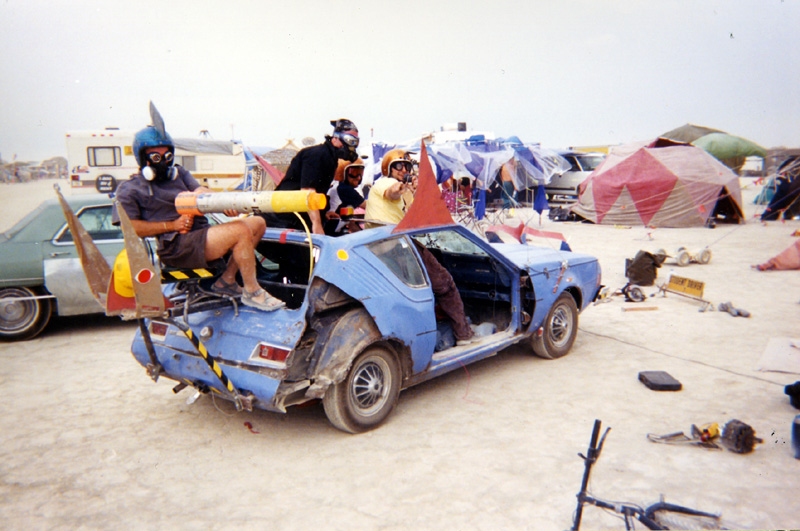
Vehicle mutant (BM 2002)
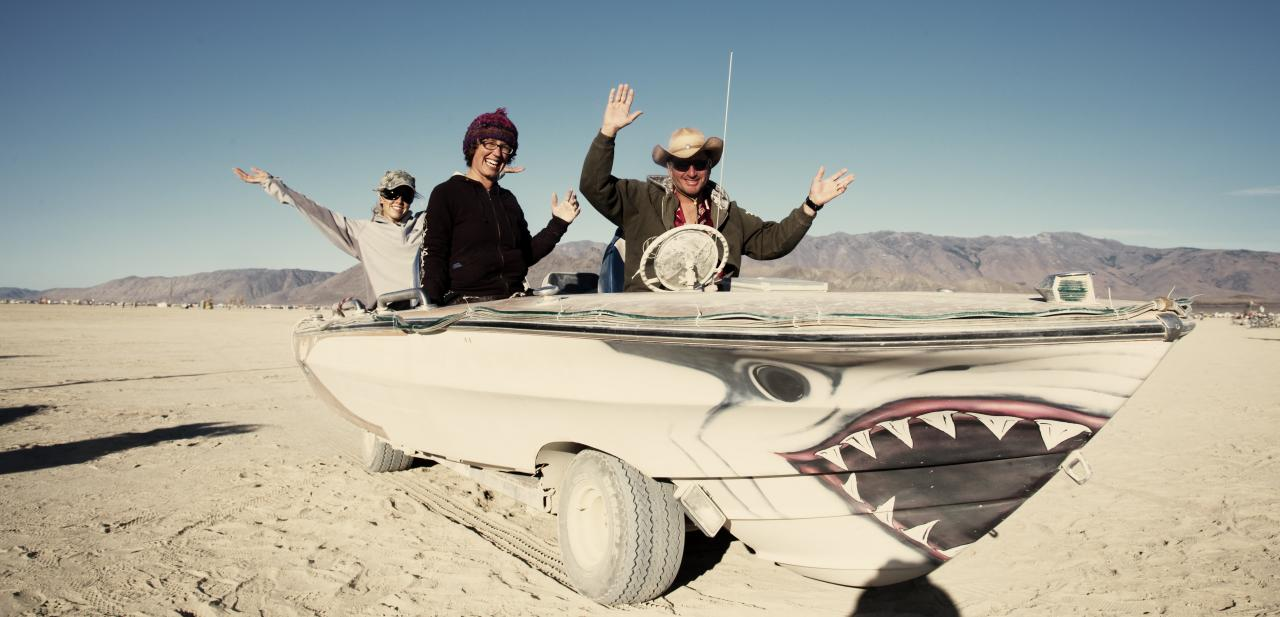
Vehicle mutant (BM 2009)
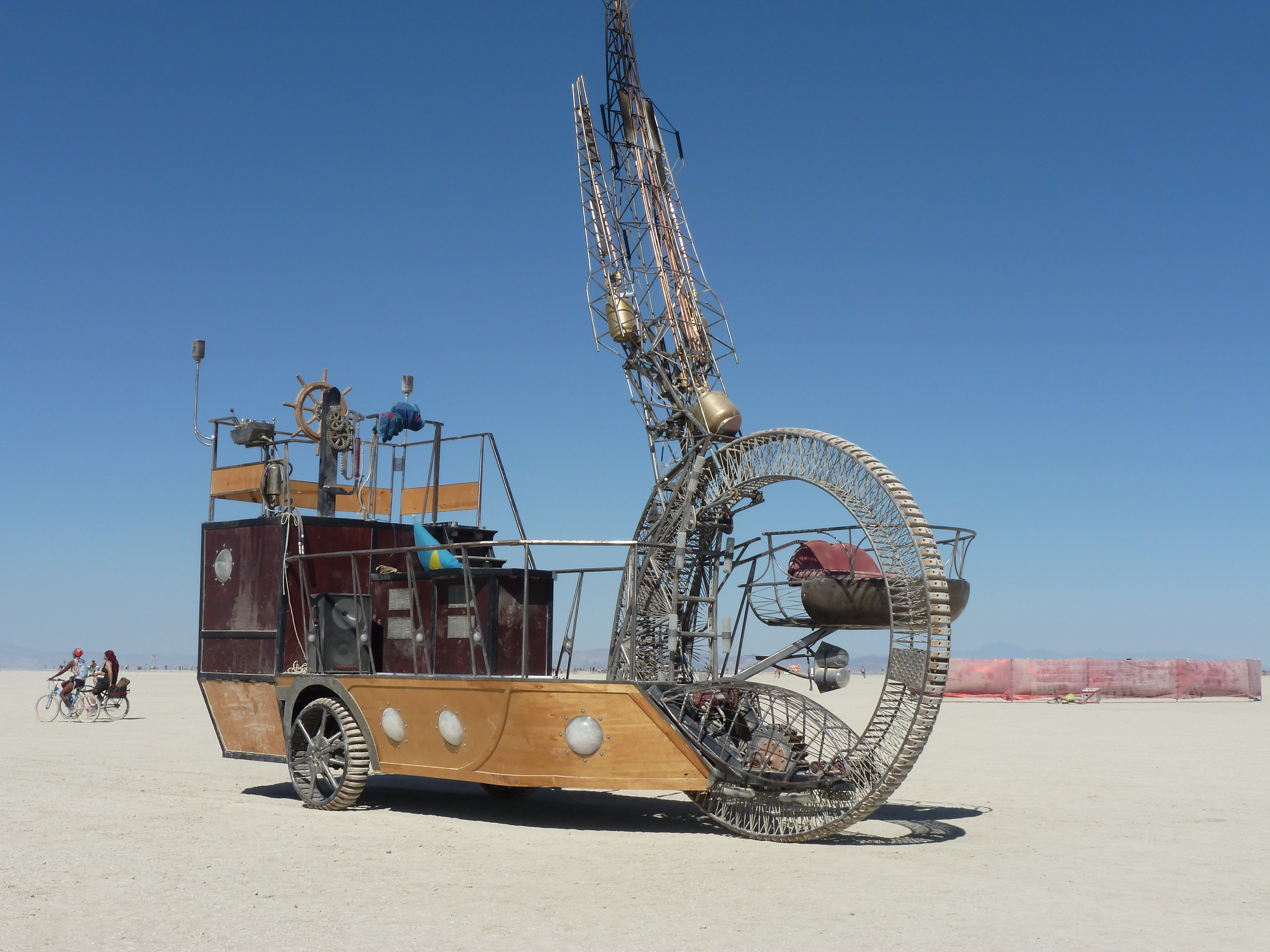
Vehicle mutant (BM 2011)

Si el disseny d'un vehicle compleix els «criteris del vehicle mutant» (Mutant Vehicle Criteria), el vehicle és convidat a l'esdeveniment per a una inspecció física final i l'obtenció del permís de circulació per a l'esdeveniment. No s'accepten tots els dissenys i propostes. Els organitzadors d'esdeveniments i el DMV han posat el llistó molt alt pel que consideren un vehicle mutant acceptable cada any, limitant el nombre de vehicles. Aquesta mesura respon d'una banda a les limitacions imposades pel BLM, que atorga els permisos per organitzar l'esdeveniment en propietat federal, i d'altra banda a l'organització que vol mantenir un entorn favorable als vianants.

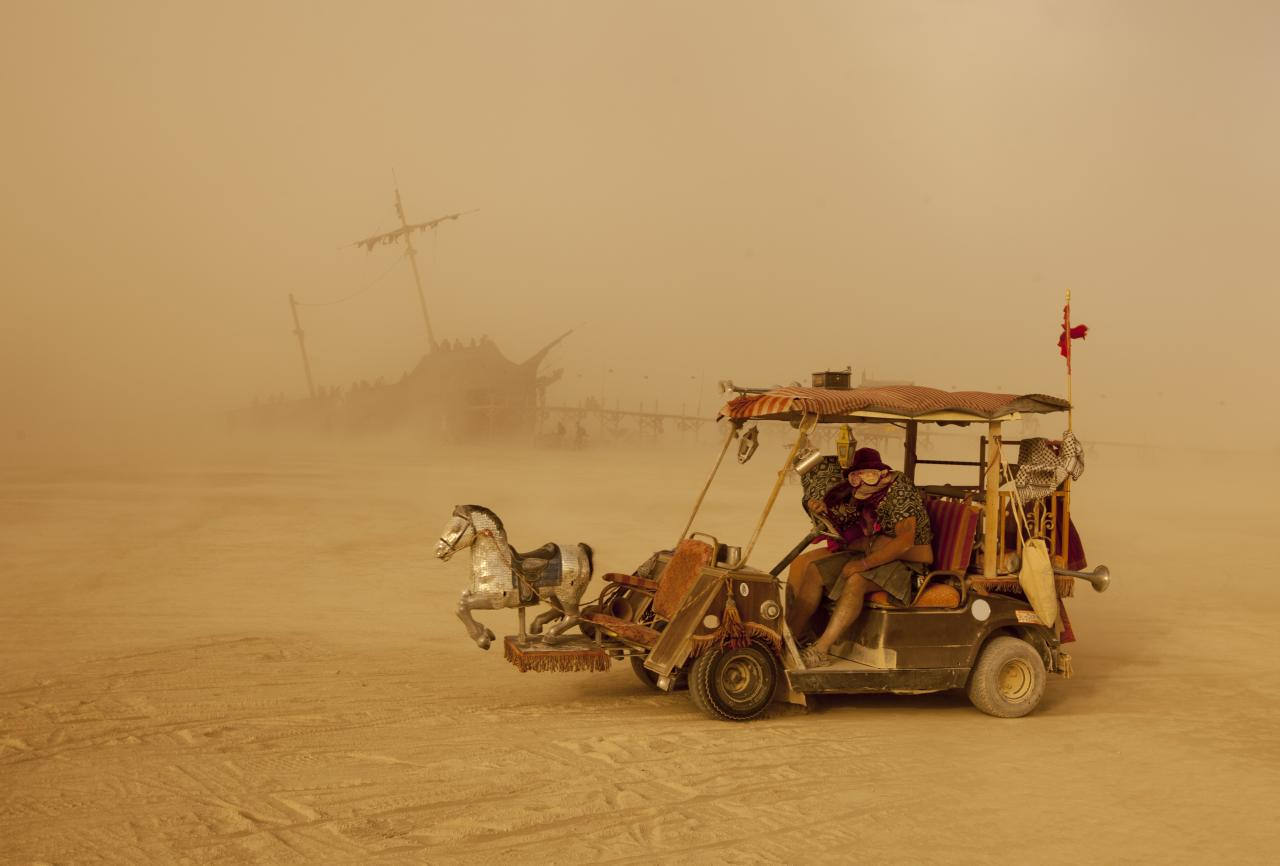
Vehicle mutant (BM 2012)
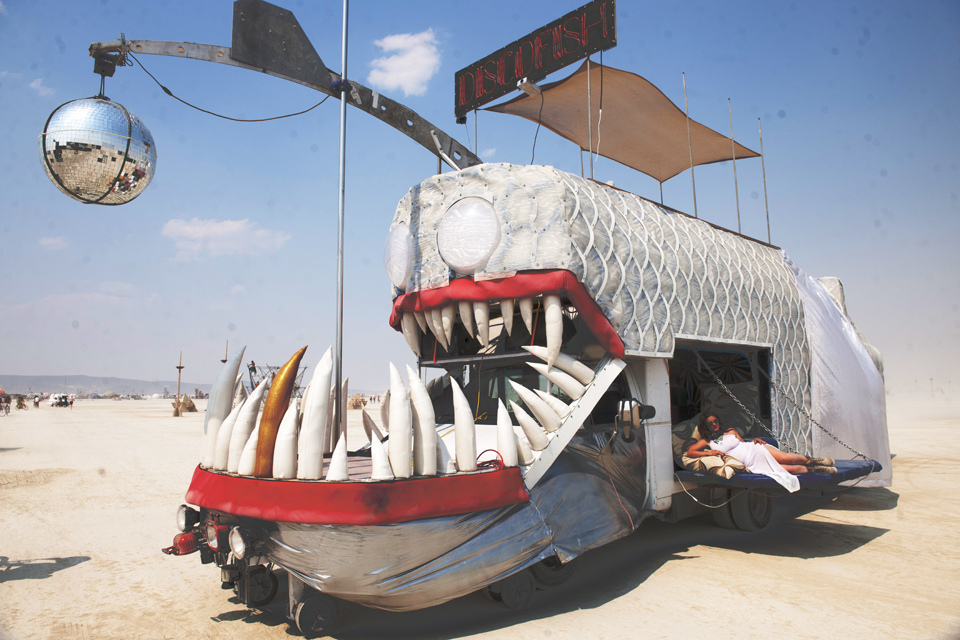
Disco Fish (BM 2013)
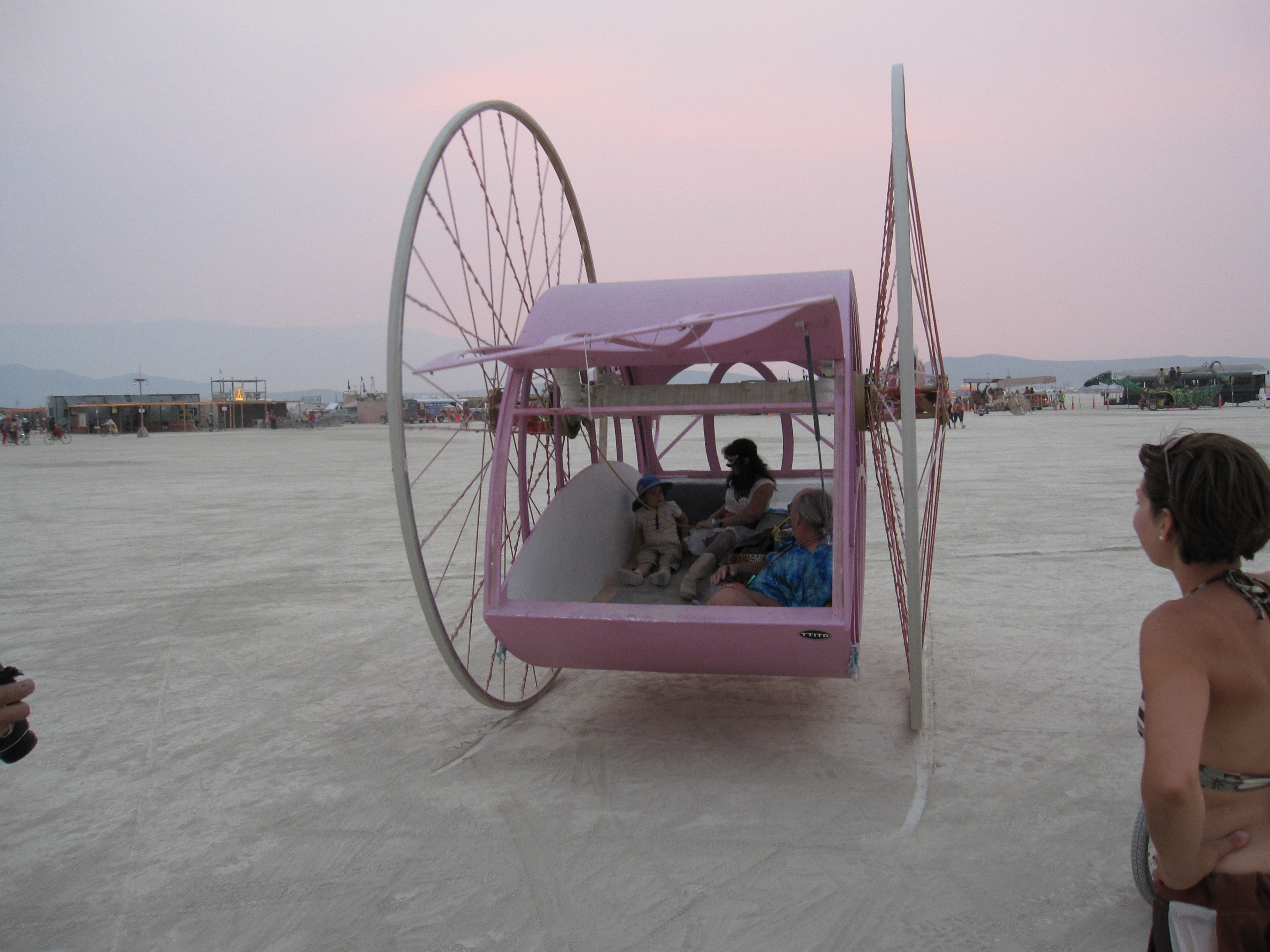
Badass Cinderella (BM 2013)

Els vehicles mínimament modificats i/o la funció principal dels quals és transportar els assistents es desaconsella i no es convida. Un dels criteris utilitzats pel DMV per aprovar un vehicle mutant és que el vehicle base no ha de ser reconeixible. Per exemple, si una camioneta Volkswagen de 1967 coberta de purpurina, caps de nines i estris de cuina vells encara es pot reconèixer com a camioneta Volkswagen, el DMV la considerarà un «cotxe d'art», però no prou modificat per complir els criteris del «vehicle mutant».

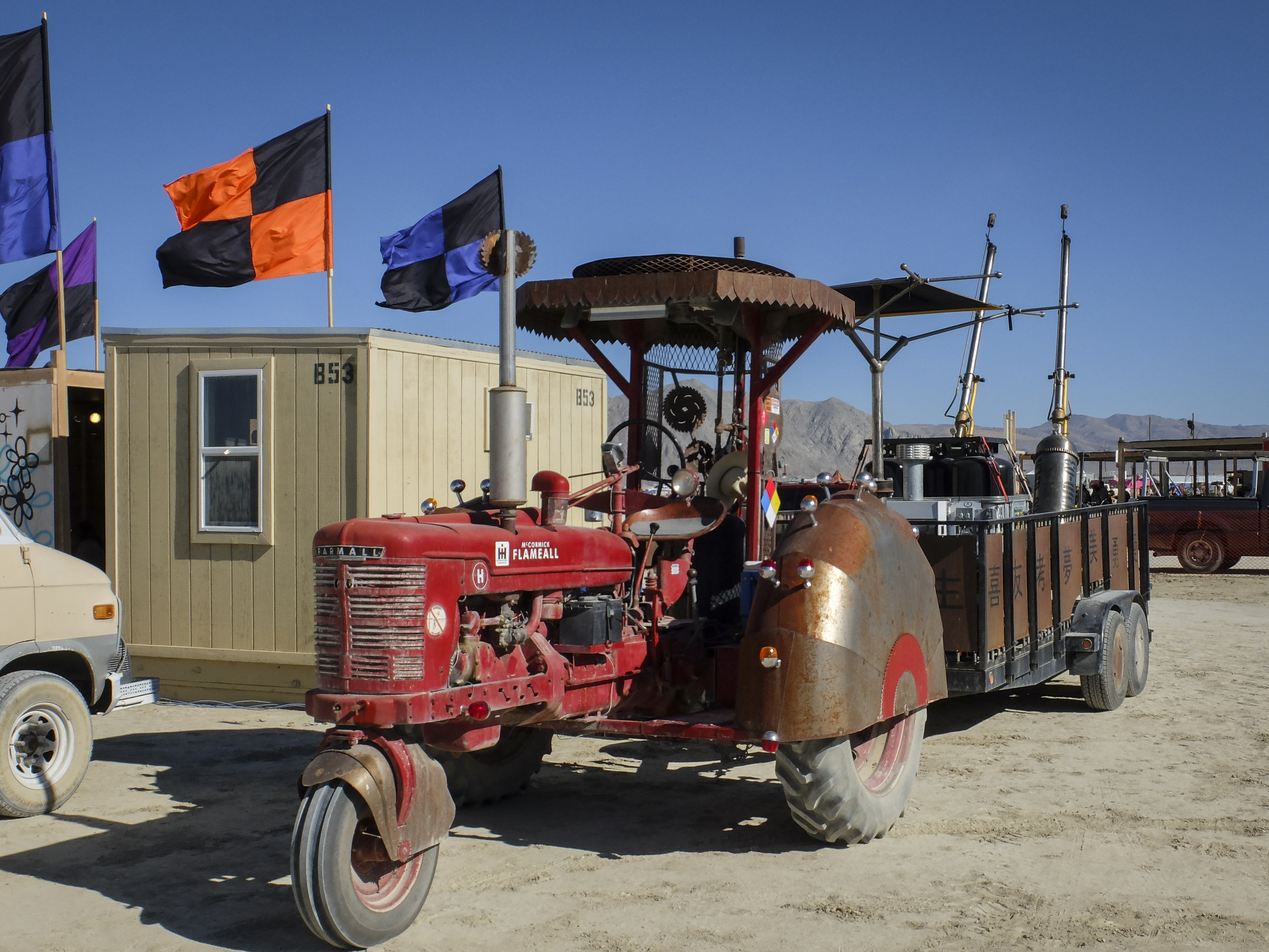
Vehicle mutant (BM 2014)
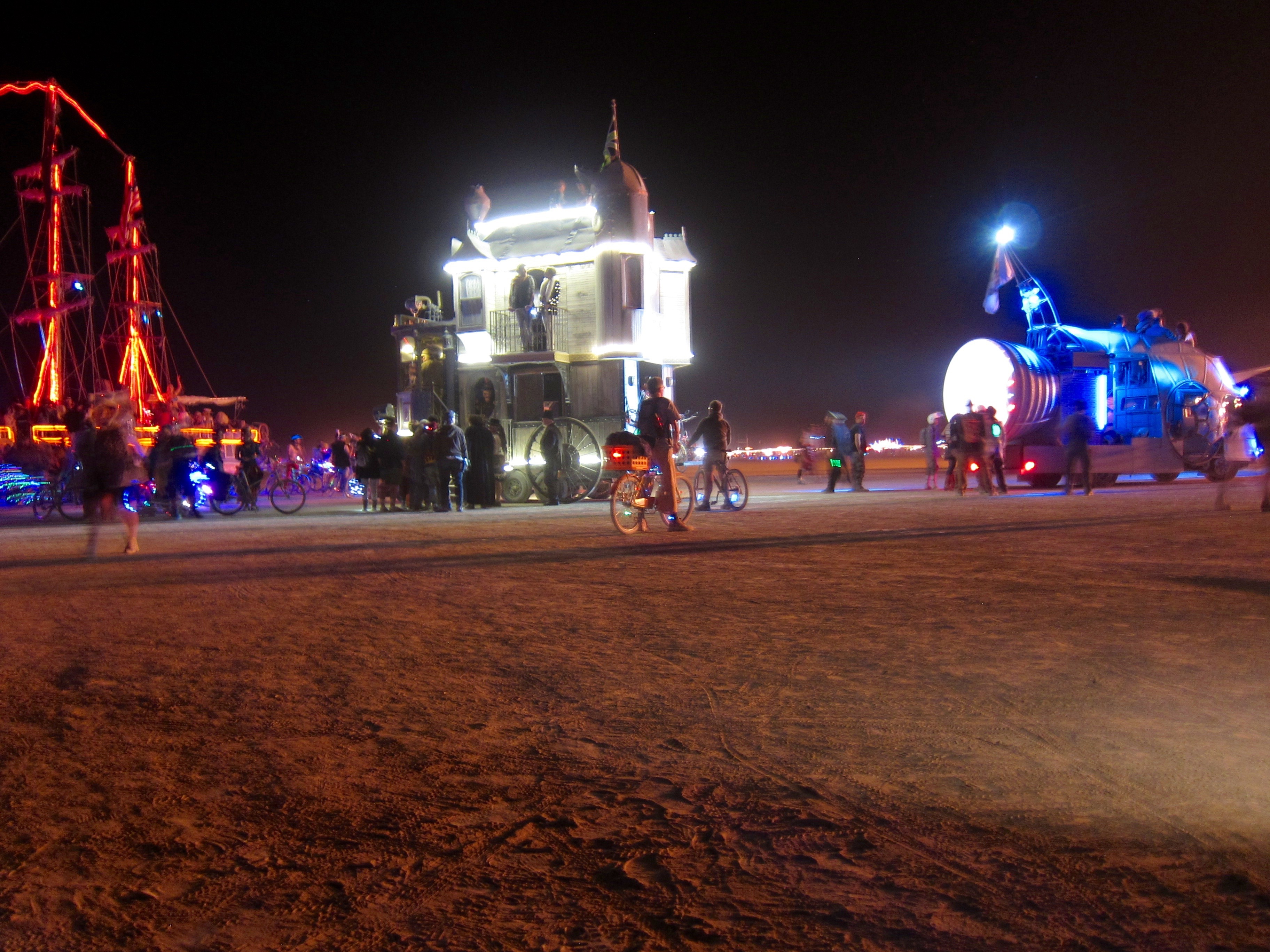
Vehicles mutants durant la nit (BM 2015)
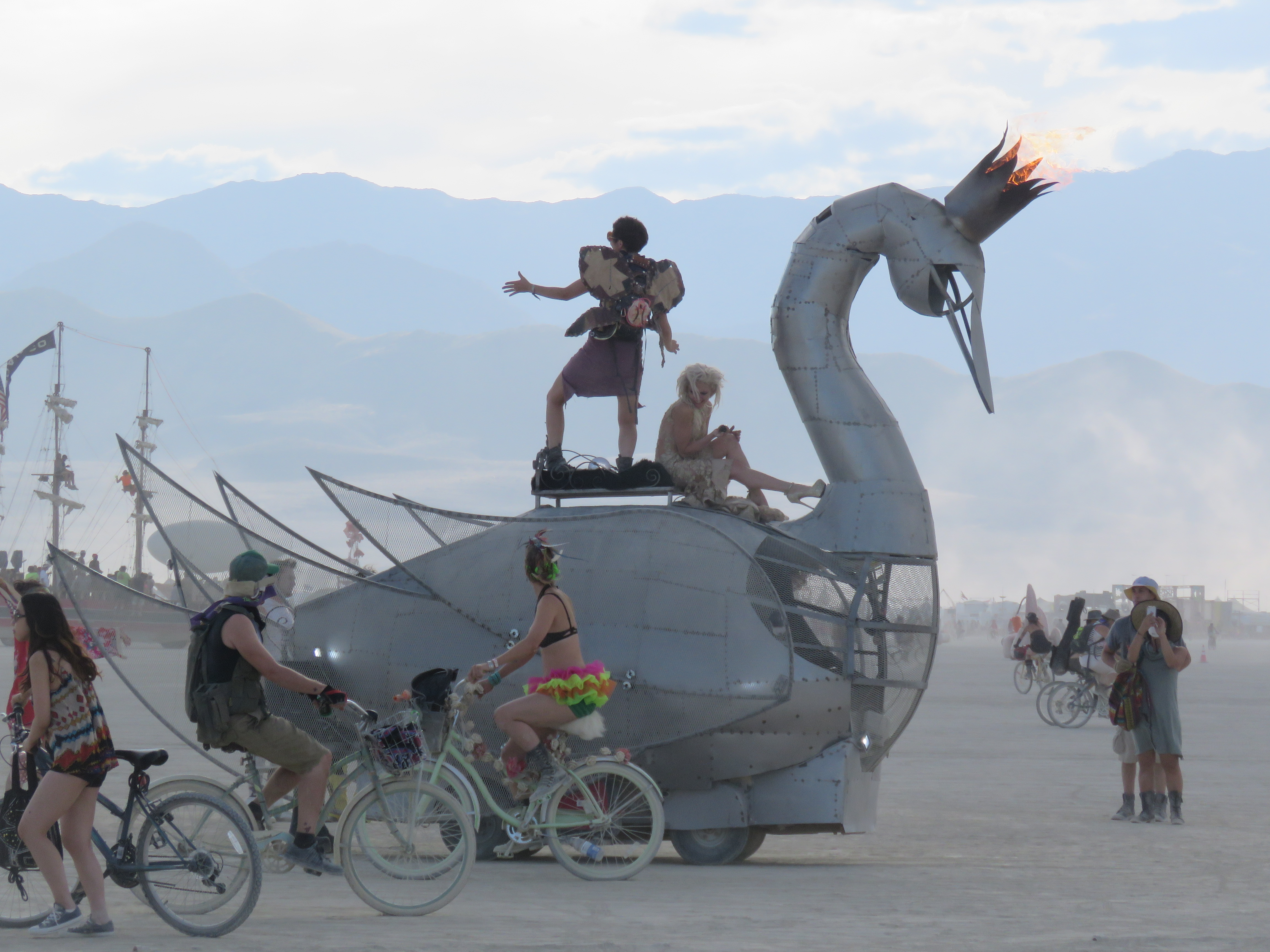
Vehicle mutant (BM 2016)

Hi va haver més de sis-cents vehicles mutants aprovats a l'esdeveniment el 2010.

## Bicicletes
Les bicicletes i els tricicles són populars per moure's pel llac sec. Les bicicletes de muntanya són generalment preferides a les bicicletes de carretera per circular sobre el llim sec, que normalment és dur, però s'afluixa amb el trànsit.
Els participants poden agafar en préstec bicicletes sense decorar posades a disposició per l'organització, o de vegades pels seus propis campaments si en formen part. És molt recomanable comprar o llogar una bicicleta abans de venir a Burning Man.

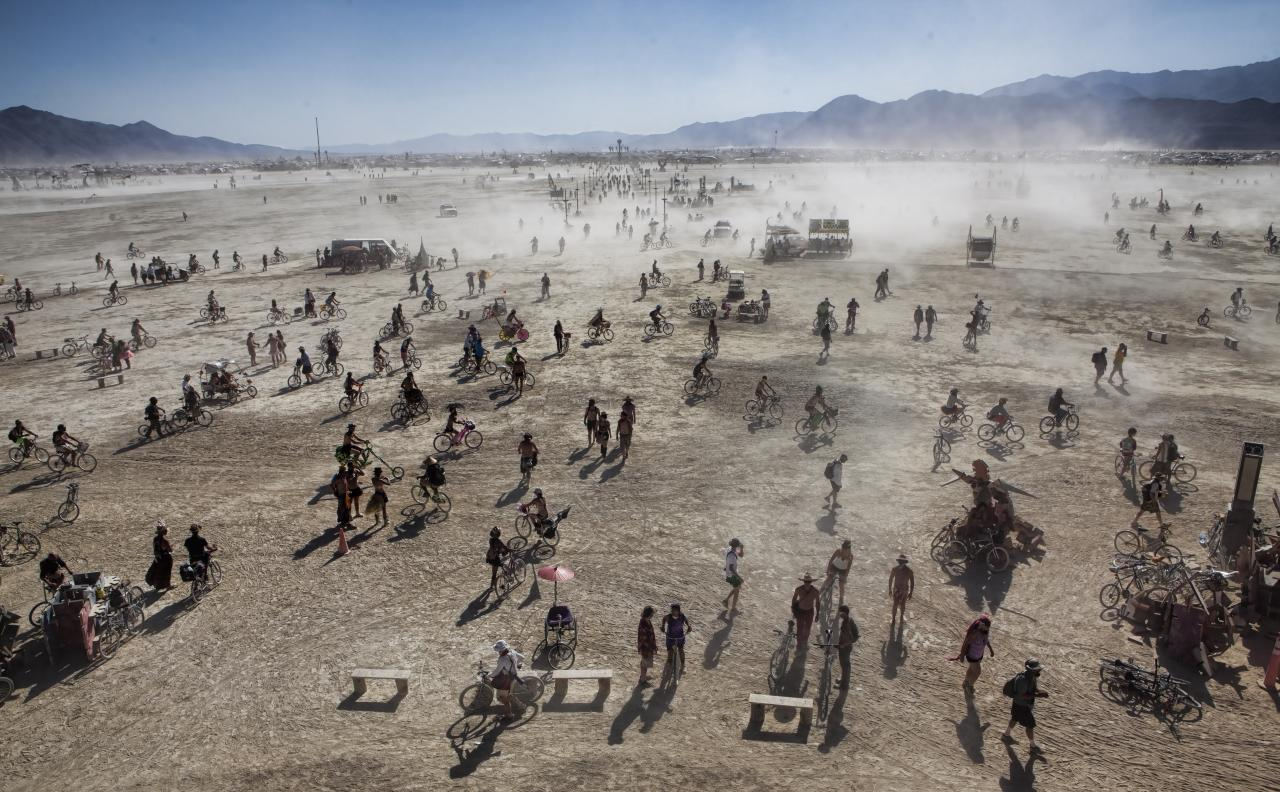
Ciclistes (BM 2010)
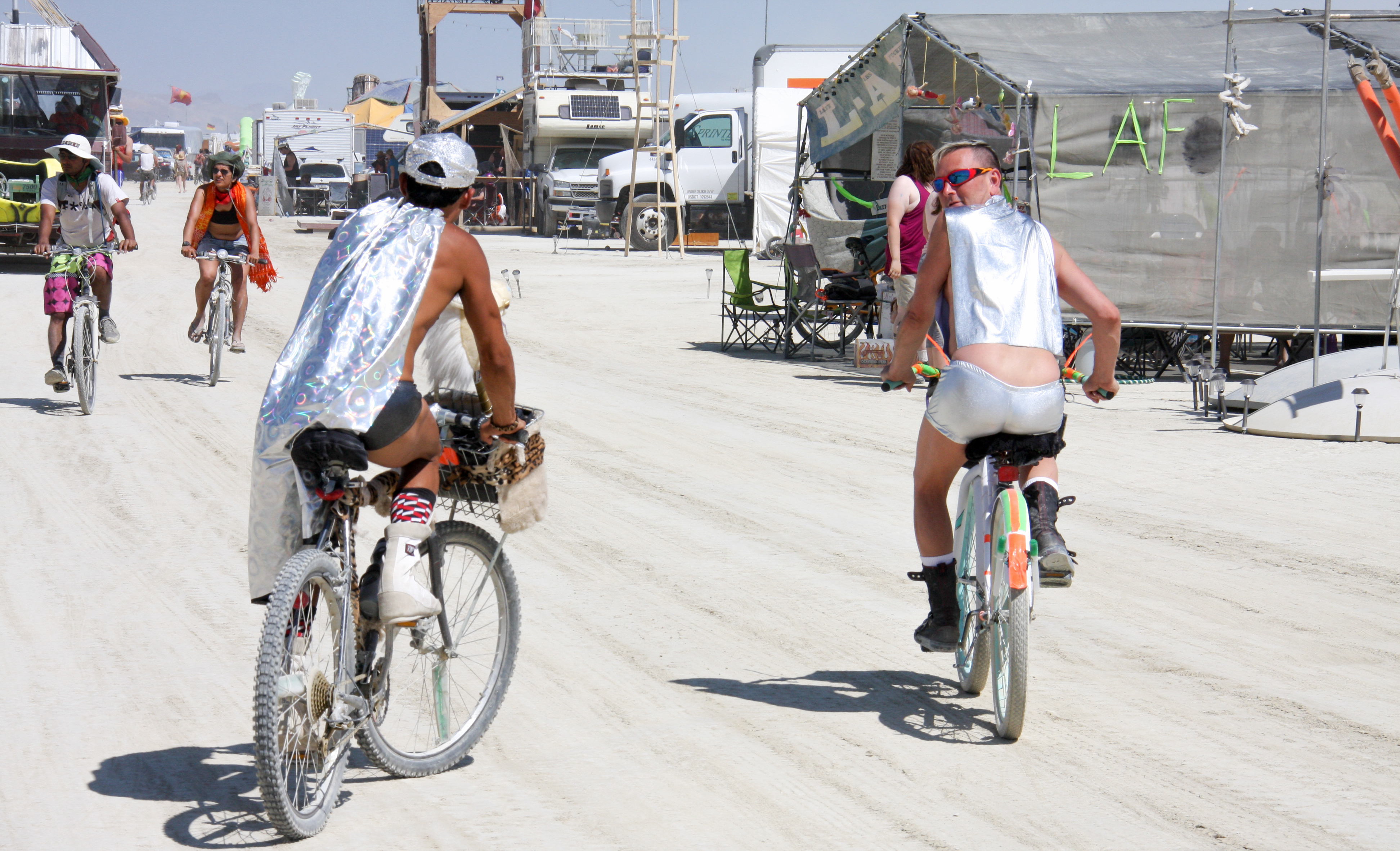
Un carrer de Black Rock City (BM 2014)
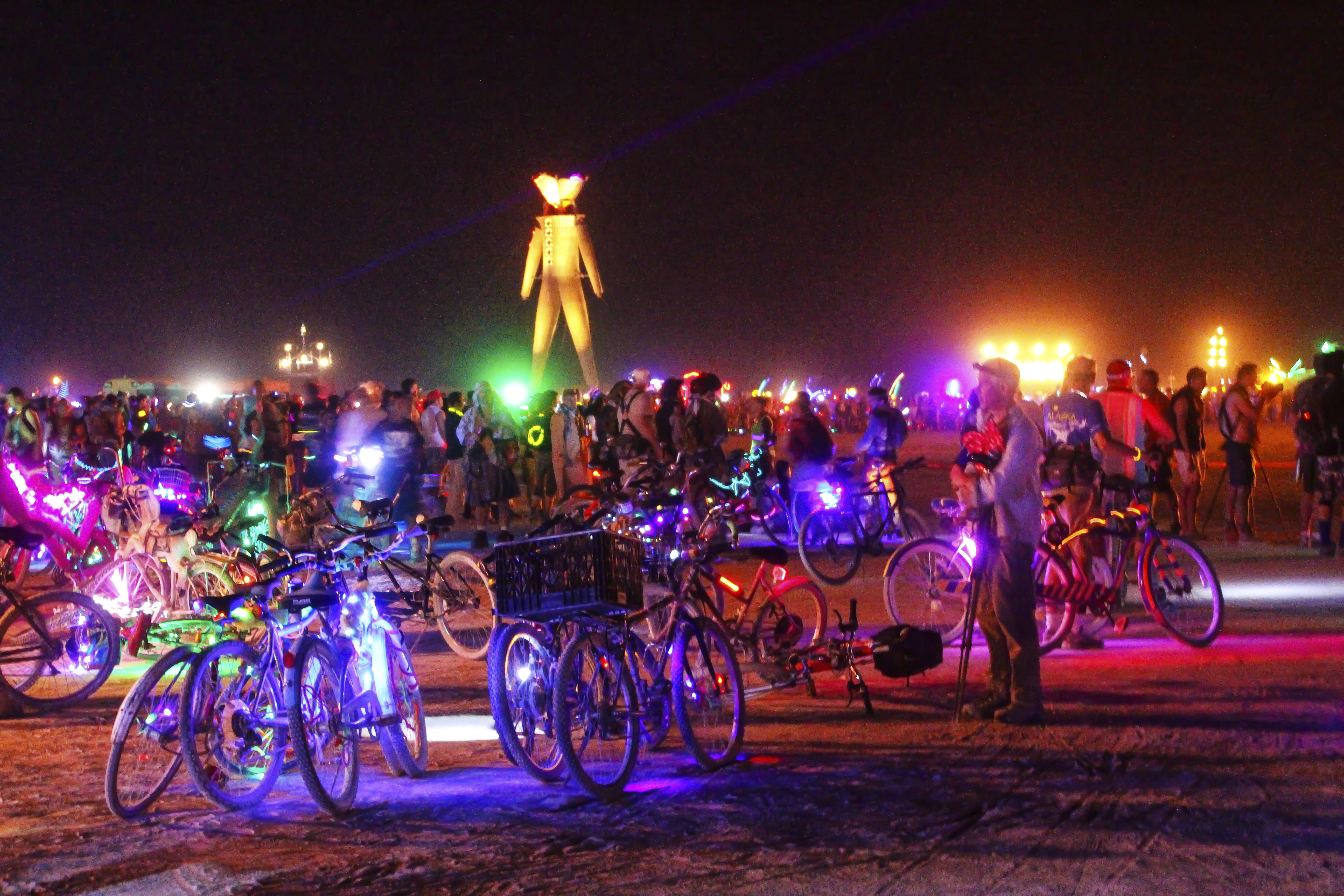
Bicicletes decorades amb llums (BM 2014)

Sovint els participants decoren les seves bicicletes per fer-les úniques. Atès que la il·luminació a les bicicletes és molt important per a la seguretat a la nit, molts participants incorporen la il·luminació a les seves decoracions, utilitzant filferro electroluminescent (un tub prim i flexible que brilla amb un efecte semblant al llum de neó quan s'activa amb electricitat) per crear patrons complexos sobre el quadre de la bicicleta. Altres participants van més enllà i transformen completament la seva bicicleta i la converteixen en una obra per si mateixa.
Cada nit durant Burning Man, milers de persones amb les seves bicicletes i cotxes d'art, escultures il·luminades i escenaris creen un efecte visual únic.

## Música electrònica
Els campaments centrats en la música electrònica, sovint interpretada per DJs en directe, van començar a aparèixer el 1992, una influència de la cultura rave de la zona de San Francisco. Terbo Ted va ser identificat com el primer DJ de la història de Burning Man, començant amb una cançó de Jean-Michel Jarre reproduïda en un disc de vinil. Els discjòqueis ocupaven normalment una zona als afores de la Playa anomenada «Techno Ghetto». En anys posteriors, certs radis del campament principal van ser designats per a «campaments sonors», amb límits de volum i posicionament dels altaveus (amb un angle lluny del centre de Black Rock City). Per evitar les regles, també van començar a aparèixer vehicles mutants amb DJ en directe i grans sistemes de so. Diversos campaments importants de música electrònica han tornat a fer-se a Burning Man, com Opulent Temple i Robot Heart. A Burning Man han actuat grans productors i discjòqueis que representen diferents èpoques i gèneres, com Armin van Buuren, Carl Cox, Markus Schulz, Paul Oakenfold, François Kevorkian i Freq Nasty entre d'altres.

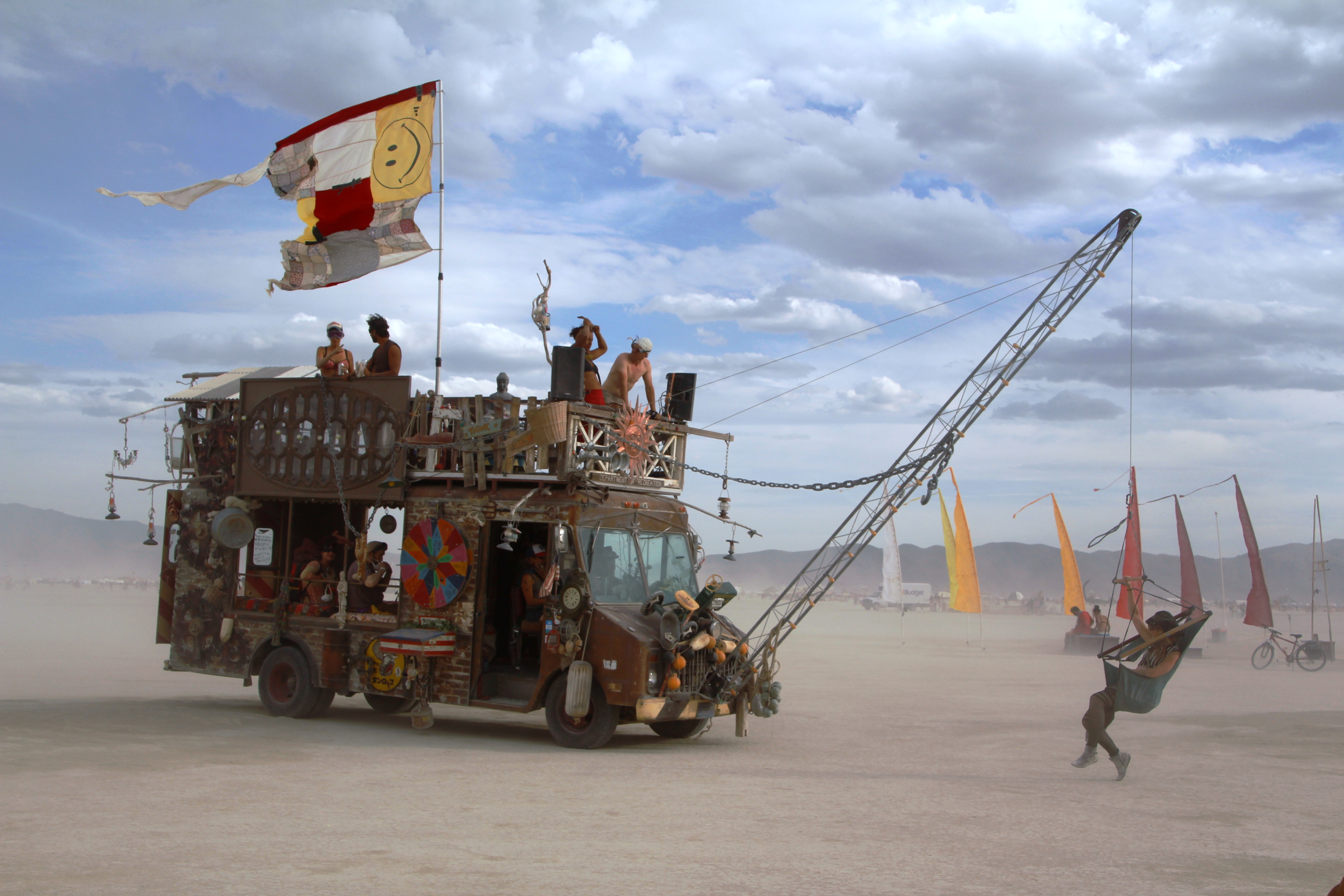
Discoteca mòbil (BM 2014)
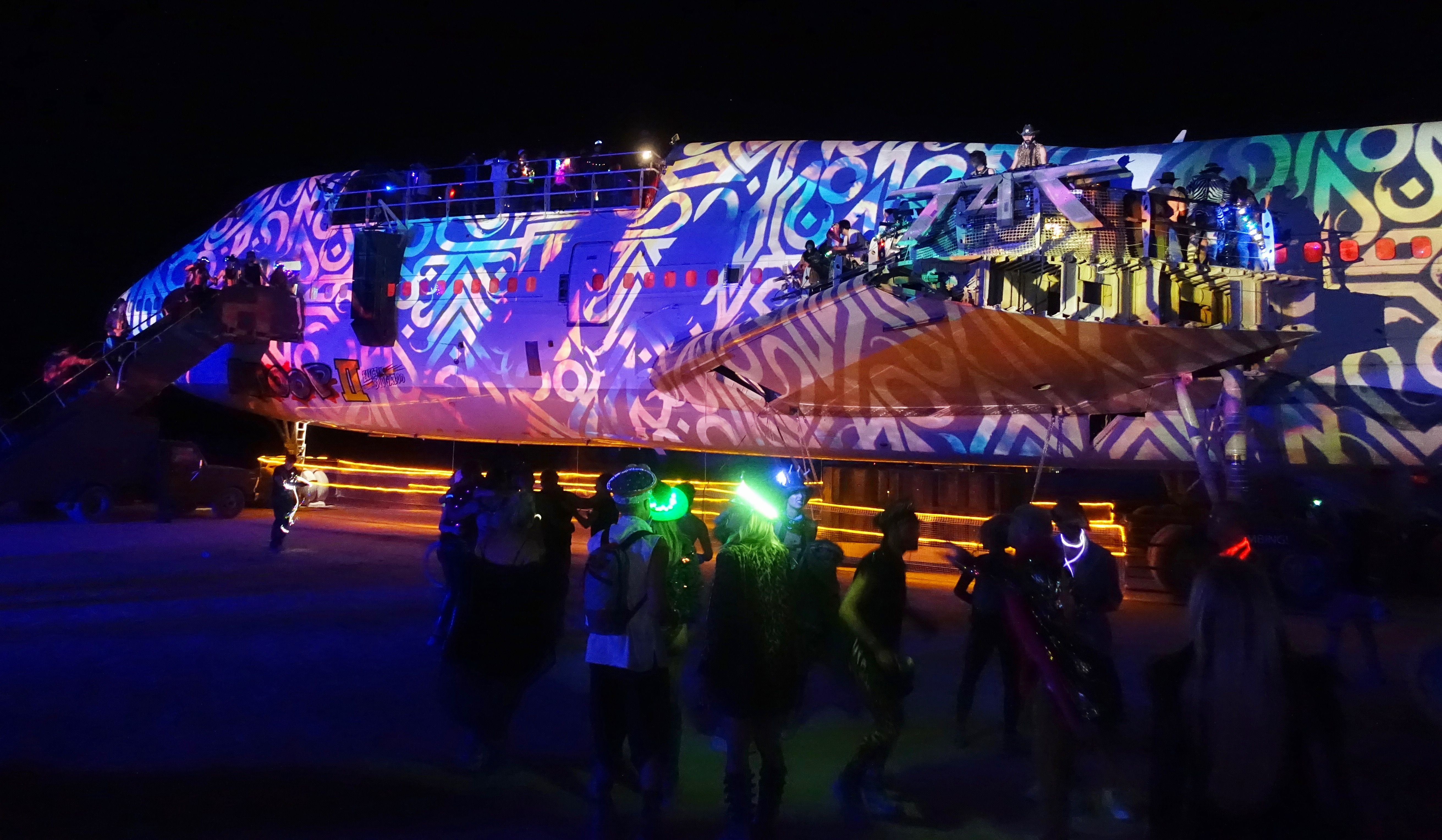
Burning Man 747, la discoteca mòbil mès gran del món (BM 2019)

En els darrers anys, els assistents van començar a preocupar-se pel fet que un nombre creixent d'actes de música electrònica dance «mainstream» (com Skrillex i Jack Ü de Diplo el 2014) havien començat a aparèixer. El 2015, els organitzadors van establir una nova àrea coneguda com a Deep Playa Music Zone (o DMZ), per servir com a nou amfitrió per a discoteques mòbils amb DJs en directe.

## Black Rock City
Black Rock City (sovint abreujat BRC), és el nom que rep la ciutat temporal creada des de zero cada any pels participants de Burning Man. La infraestructura general de la ciutat està en gran part creada per endavant per voluntaris del Departament de Obres Públiques (Department of Public Works, DPW), que sovint resideixen a la Playa durant diverses setmanes abans i després de l'esdeveniment. Tota la resta de la ciutat, inclosos els campaments temàtics, els pobles, les instal·lacions d'art i els campaments individuals, la fan els participants.

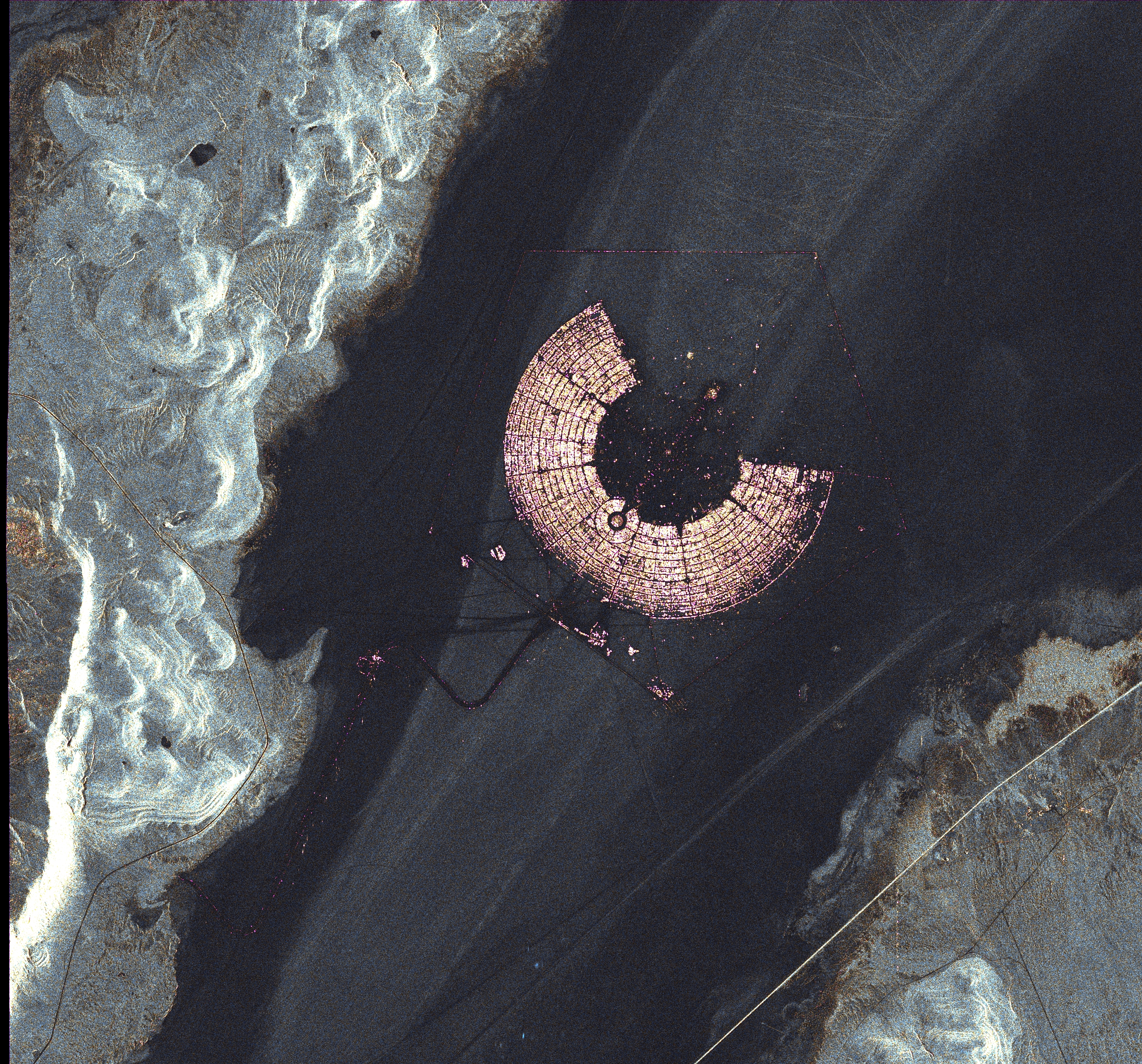
Imatge de satèl·lit de Black Rock City presa des del satèl·lit TerraSAR-X l'any 2011
- Vistes aèries de Black Rock City (BM 2012)
- Vistes aèries nocturnes de Black Rock City (BM 2014)

L'origen «històric» d'aquesta «ciutat del desert» es remunta a l'època en què va ser necessari traslladar l'aplec de Baker Beach, que havia quedat massa petit i problemàtic, l'any 1991. El nom prové del fet que la ciutat està construïda al desert de Black Rock.

### Evolució del disseny de Black Rock City

#### 1986-1991
Des del principi a Baker Beach, fins al 1991, quan Burning Man es va instal·lar al desert, no hi havia cap estructura organitzativa real a la ciutat. Segons Rod Garret, dissenyador de Black Rock City, «La forma original del campament era un cercle. Això no es va planificar especialment, sinó que es va formar instintivament a partir del cercle de foguera tradicional i la necessitat 'd'envoltar els carros' contra l'espai gairebé il·limitat». Això no funcionaria durant molt de temps, ja que l'assistència arribava als centenars i una reunió tan gran requeriria una mica de planificació.

#### 1992-1995
El BLM es va adonar de l'esdeveniment i va exigir que s'elaboressin plans per mantenir la seguretat. També van exigir que el Burn estigués registrat com a acte oficial. En resposta, es van afegir quatre carreteres cardinals que emanen del Center Camp (Campament Central). L'Home es trobava a 100 iardes (91 m) a l'oest del Campament Central, a causa que el campament estava orientat amb la trajectòria del Sol a través del cel, en lloc de nord-sud. Es va mantenir el cercle central des del naixement de l'esdeveniment.
L'any 1993 es va obrir el primer campament sonor. Era conegut com el Techno Ghetto, i es trobava a 2 milles (3,2 km) al nord del Campament Central. No era un campament temàtic habitual, sinó que era un mini centre per si sol. Hi havia un petit «campament central» amb un tauler de missatges i vàters portàtils. El centre estava envoltat per un cercle de zona d'acampada de 1.200 peus (370 m) de diàmetre. Sis sistemes de so massius s'enfrontaven al cercle. El Techno Ghetto es va col·locar per separat per mantenir el «rave» fora de l'esdeveniment principal, però a mesura que ha avançat el temps, la música s'ha lligat cada vegada més estretament a la cultura bàsica de Burning Man, fins i tot generant un gènere únic conegut com Playa Tech.

#### 1996
Amb la població creixent a 8.000 habitants el 1996, més estructura era essencial tant per apaivagar l'exigències el BLM com per mantenir la seguretat. Es va afegir un anell al voltant del Campament Central, anomenada encertadament Ring Road (carretera de circumval·lació), per oferir un segon cercle de campaments temàtics. A més, la secció est del cercle al voltant del Campament Central en forma de con va ser declarada «No Man's Land» (Terra de Ningú), desproveïda de tota instal·lació artística i càmping. L'objectiu era oferir una vista pintoresca des del Campament Central de l'Home a la llunyania. A més dels campaments que envoltaven el centre, també hi havia campaments a l'exterior del con de la Terra de Ningú.
El gueto techno es mantindria un darrer any el 1996, i no tornaria. Independentment, l'espurna de la música s'havia encès, i molts altres campaments sonors seguirien.

#### 1997
El 1997 Burning Man va ser traslladat. L'esdeveniment es va traslladar fora de Playa al Hualapai Flat, a causa de problemes polítics amb el comtat de Washoe. Black Rock City es va convertir realment en una ciutat el 1997, amb carrers formals, etiquetats, zonificació i registre de vehicles i campaments temàtics. Rod Garret va ser incorporat com a dissenyador principal de Black Rock City a partir d'aleshores. En el seu disseny, el Campament Central va continuar sent el punt de partida, amb dos braços angulars que s'estenen a banda i banda per formar una forma de «V» poc profunda al voltant de l'Home. Aquests braços principals constaven de sis carreteres anulars i dues places perifèriques. 1997 és el primer any d'un perímetre patrullat per Rangers, i també el primer any d'una porta d'entrada.

#### 1998

«12:14» tant en representacions analògiques com digitals. Al rellotge analògic, la busca dels minuts està en «14» minuts i la busca de l'hora es mou de «12» a «1», això indica una hora de 12:14.

Burning Man va tornar a Playa el 1998 i es va implementar la base del disseny modern. La idea era «recrear part de la intimitat del nostre cercle d'acampada original, però a una escala cívica molt més gran». El disseny de Rod Garret va suavitzar la «V» angular del 1997 i va implementar l'arc, tot i que el 1998, s'estenia a menys de la meitat del cercle. Els carrers radials es van numerar entre l'1 i el 20 del nord i el sud entre l'1 i el 20, en lloc del modern sistema de rellotge de noms com ara 11:30 o 5:15. Hi havia quatre grans places, cadascuna ocupada per un campament temàtic important.

#### 1999-2010
L'any 1999, pel tema «Wheel of Time» (Roda del temps), es va ampliar el gran arc de la ciutat fins als 240° (2⁄3 de cercle) que és avui. Els carrers es van tornar a numerar per correspondre a una esfera de rellotge, amb l'Home al centre, el Campament Central a les 6:00 i els carrers cada 30 minuts (15°) de 2:00 a 10:00.
El 2000 va veure la introducció del Temple com a element fix a Playa, i ha crescut fins a ser tan important com l'Home. Es va col·locar a les 12:00 a la Playa profunda del terç obert del cercle. L'any 2000 també va marcar l'any en què el concepte d'un costat molt actiu i un costat tranquil es va substituir per la regla que els campaments sonors a gran escala es col·locarien a les vores de les 10:00 i les 2:00, mirant cap a la Playa profunda.
S'han afegit carrers anulars addicionals a mesura que ha augmentat la necessitat.

#### 2011-present
El 2011, es van afegir carrers radials addicionals des del carrer principal per facilitar la navegació per l'exterior de la ciutat. Aquests carrers es van afegir a intervals de quinze minuts.

### Planificació de la ciutat
La part urbanitzada de la ciutat s'ordena actualment com una sèrie de carrers concèntrics en un arc que componen, des de 1999, dos terços d'un cercle de 1,5 milles (2,4 km) de diàmetre amb l'Home al centre. Els carrers radials, de vegades anomenats Avenues (Avingudes), s'estenen des de l'Home fins al cercle més exterior. Els contorns d'aquests carrers són visibles a les fotografies aèries. El terç «buit» del cercle, juntament amb l'interior obert, s'utilitza per mostrar instal·lacions d'art.

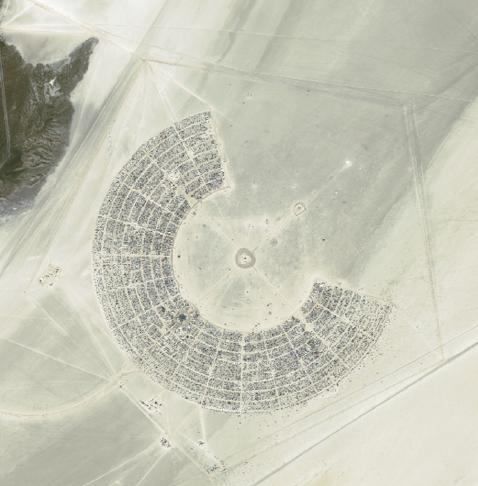
Imatge de satèl·lit de Black Rock City per a Burning Man 2005, presa de la NASA World Wind
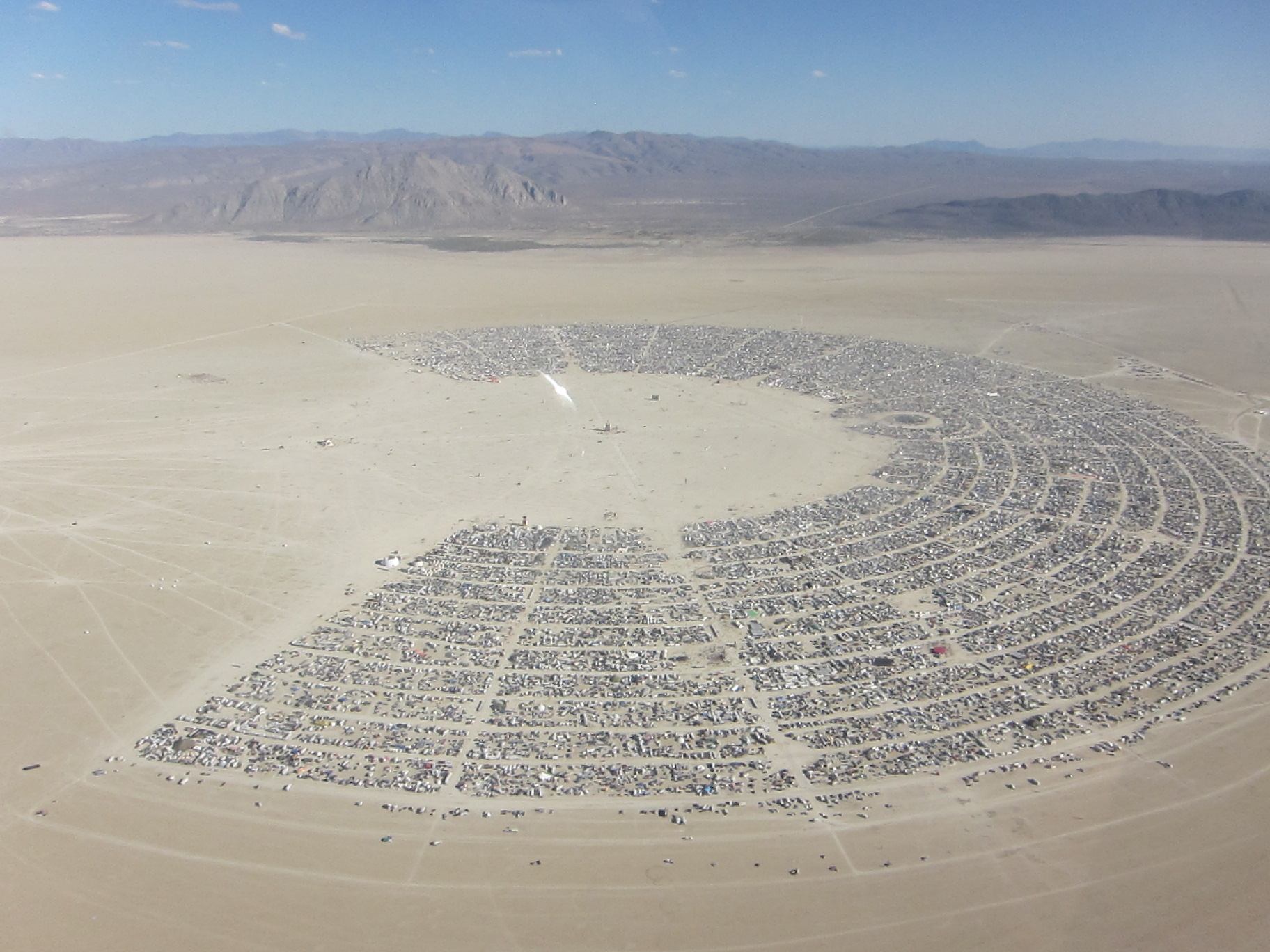
Foto aèria obliqua de Black Rock City que mostra el familiar patró en forma de «C» (BM 2010)

El carrer més interior rep el nom d'Esplanada (Esplanade), i els carrers restants reben noms que coincideixen amb el tema general de l'esdeveniment, i s'ordenen de maneres com ara l'ordre alfabètic o de proa a popa, per fer-los més fàcils de recordar. Per exemple, el 1999, pel tema Roda del temps, i de nou el 2004 pel tema La volta del cel, els carrers van rebre el nom dels planetes del sistema solar. Els carrers radials solen rebre una designació de rellotge, per exemple, 6:00 o 6:15, en què l'Home es troba al centre de la cara del rellotge i les 12:00 és al mig del terç de l'arc sense carrers (generalment a un rumb de 60° cert des de l'Home). Aquestes vies s'han identificat d'altres maneres, sobretot l'any 2002, d'acord amb el tema El món flotant, com els graus d'una brúixola (per exemple 175 graus), i el 2003 com a part del tema Increïble com a adjectius («Racional», «Absurd») que va fer que cada intersecció amb un carrer concèntric (anomenat així per conceptes de creences com «Autoritat», «Credo») per formar una frase com «Autoritat absurda» o «Credo racional». Tanmateix, aquests van resultar impopulars entre els participants a causa de la dificultat per navegar per la ciutat sense la disposició del rellotge familiar.
L'aeròdrom de Black Rock City està construït al costat de la ciutat, normalment al seu costat sud (Vegeu la secció Transport a continuació).

### Infraestructures

#### Campament Central
El Campament Central (Center Camp) es troba al llarg de la línia mitjana de Black Rock City, enfront de l'Home a la posició de les 6:00 a l'Esplanade. Aquesta àrea serveix com a punt de trobada central per a tota la ciutat i conté el Center Camp Cafe, Camp Arctica i diverses institucions de la ciutat.

#### Pobles i campaments temàtics
Els pobles i els campaments temàtics es troben als carrers més interiors de Black Rock City, sovint oferint entreteniment o serveis als participants.
Els campaments temàtics solen ser un col·lectiu de persones que es representen sota una mateixa identitat. Els pobles solen ser una col·lecció de campaments temàtics més petits que s'han unit per compartir recursos i competir per una millor col·locació.
Sovint es formen campaments temàtics i pobles per crear una atmosfera a Black Rock City que el seu grup imaginava. A mesura que Burning Man creix cada any, atrau una multitud encara més diversa. Les subcultures es formen al voltant dels campaments temàtics a Black Rock City semblants al que es pot trobar a altres ciutats.

#### ARTery
Centre de recursos i punt de contacte entre tots els artistes i l'organització del Burning Man. La missió de l'ARTery és servir i defensar l'expressió artística. La finalitat de l'ARTery és ser un centre de recursos per als artistes que faciliti la col·locació i exhibició d'obres d'art a la Playa durant l'esdeveniment.

#### Seguretat, policia i reglaments
Black Rock City està patrullada per diverses agències locals i estatals d'aplicació de la llei, així com per Bureau of Land Management Rangers (Rangers del BLM). La policia local emet multes de 1.500 dòlars per consum de drogues i servir alcohol a menors d'edat. Burning Man també té el seu propi grup intern de voluntaris, els Black Rock Rangers, que actuen com a mediadors informals quan sorgeixen disputes entre els participants.

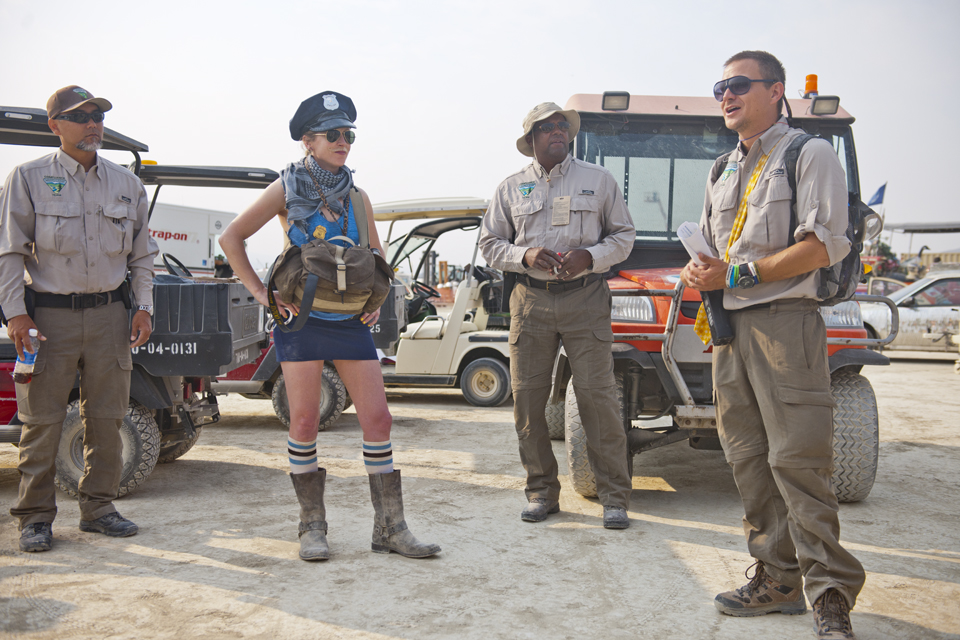
Rangers del BLM amb un enllaç civil (BM 2013)
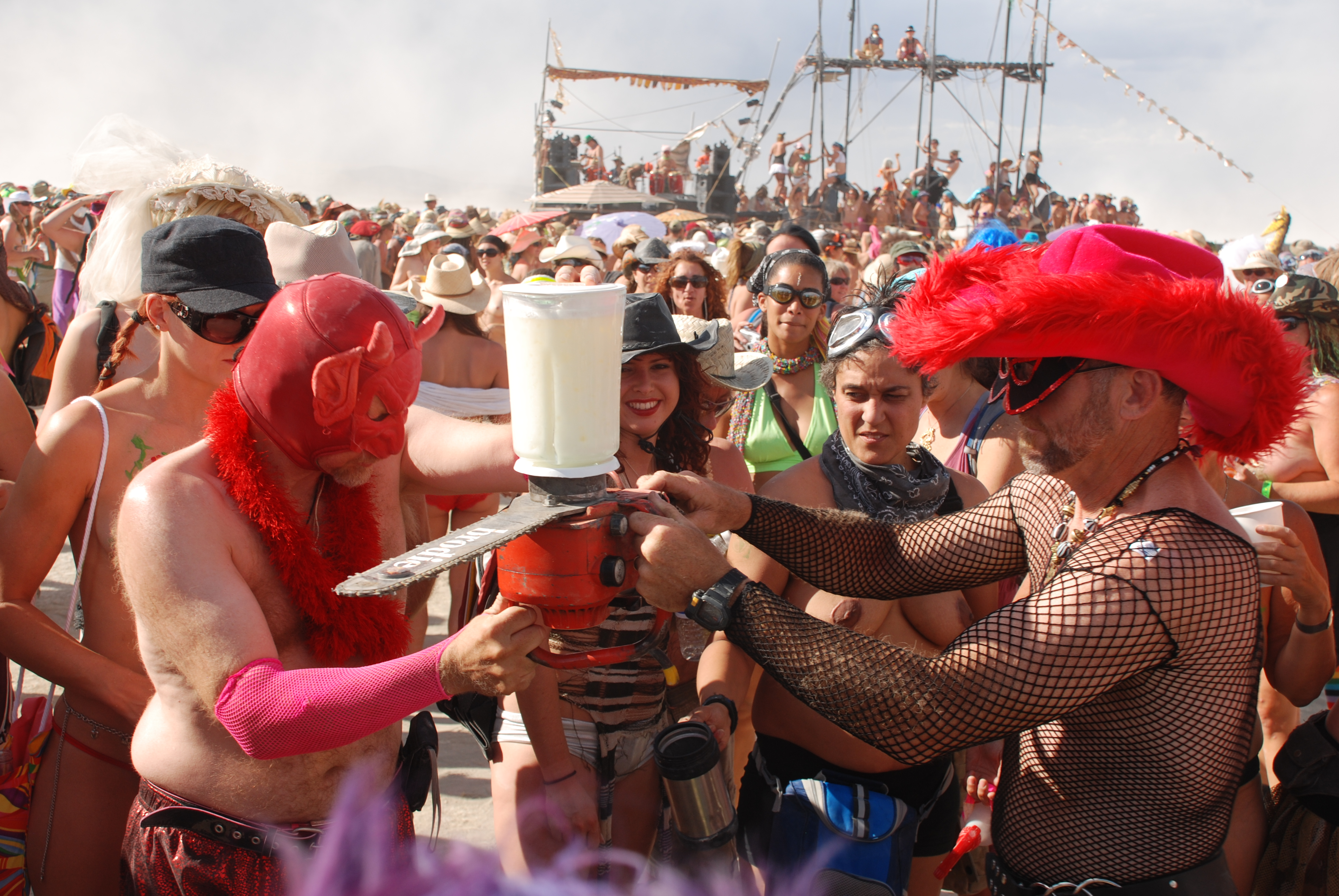
Margarides de motoserra a Critical Tits party (BM 2007)
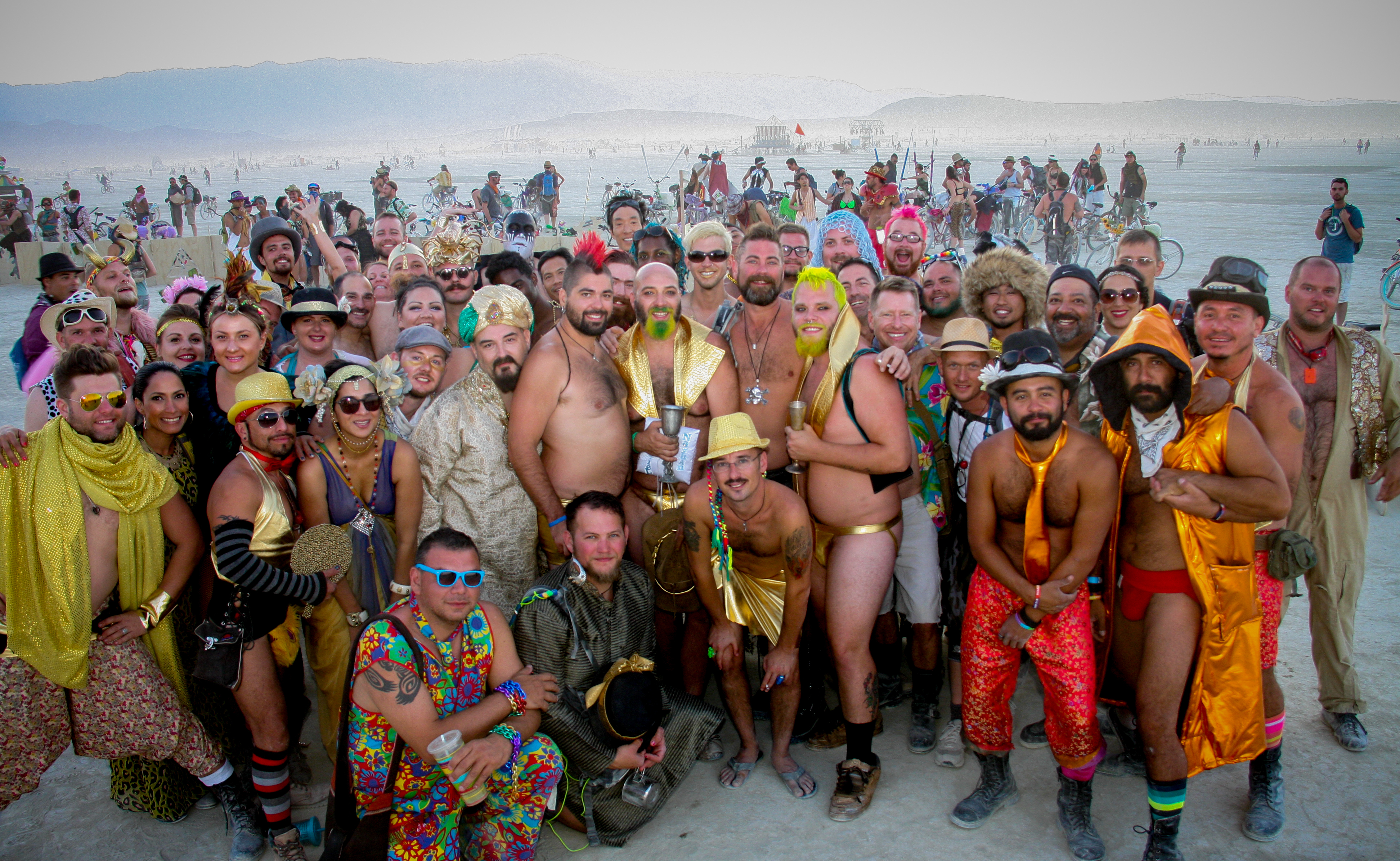
Participants de Burning Man (BM 2013)

Els bombers, els serveis d'emergència mèdica (SEM), la salut mental i el suport a les comunicacions el proporciona el Departament de Serveis d'Emergència (Emergency Services Department, ESD) de Black Rock City. A la ciutat s'instal·len tres estacions semblants a un MASH (Hospital Quirúrgic Mòbil de l'Exèrcit): les estacions 3, 6 i 9. L'estació 6 està formada per metges i infermeres que treballen amb un proveïdor mèdic de suport vital avançat contractat amb una llicència estatal, mentre que les estacions 3 i 9 estan a càrrec de personal d'ESD de Black Rock City. Mentre que les estacions 3 i 9 ofereixen serveis d'emergència i suport vital bàsic, els voluntaris són generalment metges, infermeres, conductors d'ambulàncies/paramèdics i bombers. Tant l'estació 3 com la 9 tenen un petit vehicle de bombers disponible a més d'un camió de material perillós/rescat i un vehicle de resposta ràpida per a emergències mèdiques.
En documents de febrer de 2013 que es van fer públics per primera vegada el 29 d'agost de 2015, es va revelar que l'agost de 2010, el FBI havia enviat una nota a les seves oficines de camp a Nevada en què deia que s'havia de patrullar Burning Man per «ajudar en la prevenció d'activitats terroristes i recollida d'intel·ligència». Tot i que una avaluació de l'amenaça realitzada pel FBI va determinar que el consum de drogues i el control de multituds eren les úniques amenaces importants per a Burning Man, el FBI encara va enviar un nombre no especificat d'oficials encoberts a l'esdeveniment.

#### Voluntaris

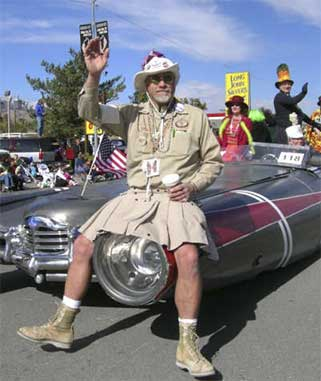
Membre dels Black Rock Rangers sobre un vehicle mutant durant la desfilada del Nevada Day

Burning Man depèn en gran manera d'un gran nombre de voluntaris disposats a dedicar el seu temps i energia a l'esdeveniment. Fer el voluntariat per a Burning Man és una forma de participació altruista i no està associada a cap recompensa material ni tan sols a la concessió d'un tiquet d'entrada.
L'esdeveniment necessita més de 2.000 voluntaris per dur a terme tot un seguit de tasques, en tots els àmbits de l'aplec. Hi ha molts equips de voluntaris (més de 25), des dels Guardians del Temple fins als equips de rescat, construcció...
Alguns exemples inclouen:
- abans de l'esdeveniment i durant tot l'any: els preparatius es fan a San Francisco i la majoria de grups de voluntaris (San Francisco Squad)[225] es reuneixen periòdicament. Els voluntaris del Departament d'Obres Públiques (Department of Public Works, DPW), que hauran d'estar disponibles durant diverses setmanes abans de l'esdeveniment, comencen la construcció de la ciutat aproximadament un mes abans de l'inici de l'esdeveniment. Els Rangers organitzen activitats especials (entrenament, caps de setmana de neteja, etc.) durant tot l'any per preparar els seus voluntaris
- durant l'esdeveniment: una sèrie d'equips, formats per voluntaris d'arreu del món, s'ocupen de les diferents tasques (recepció, taquilla, instal·lacions artístiques, autobús llançadora, reciclatge, ràdio informativa, il·luminació, aeròdrom etc.)
- després de l'esdeveniment: mentre un equip (Exodus Team) assegura que el retorn dels participants es faci sense problemes,[226] l'equip de voluntaris del DPW (transformat en un equip de netejadors), neteja la platja per treure el MOOP (matèria fora de lloc) per no deixar rastre de l'esdeveniment, d'acord amb la política «No deixar rastre».

### Transport

#### Carreteres d'accés

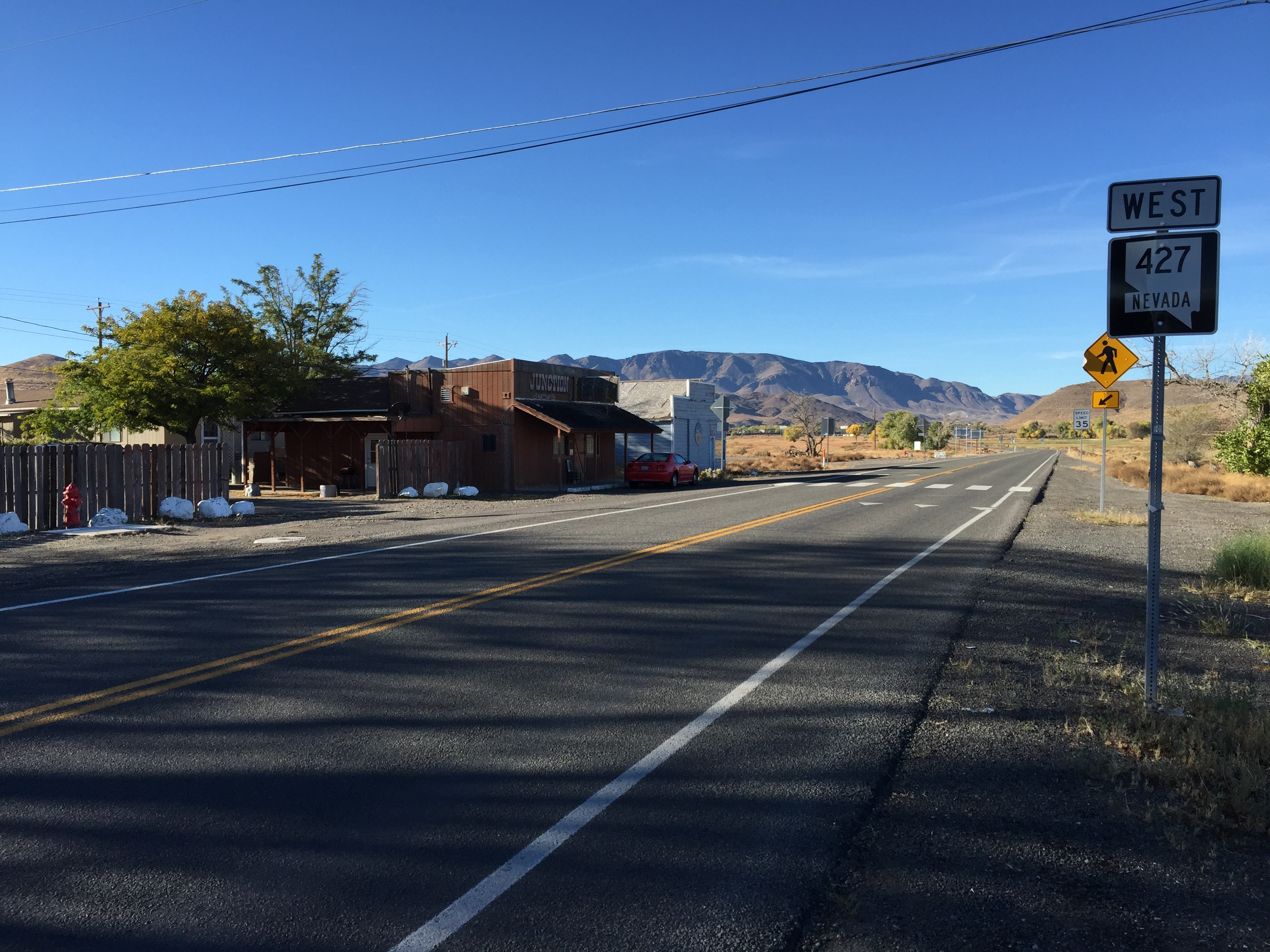
Vista cap a l'oest al llarg del carrer principal (SR 427) a la intersecció amb Washeim Street (SR 447) a Wadsworth, Nevada

La SR 34 ofereix accés a l'entrada principal de Black Rock City. La carretera connecta amb la SR 447 al nord de Gerlach, que després va cap al sud fins a la SR 427 a Wadsworth, prop de la I-80.
Els vehicles continuen des de l'entrada nord de la SR 34 fins a la porta principal a través de Gate Road, un camí de terra del desert amb un límit de velocitat de 10 mi/h (16 km/h). Tots els vehicles que circulen a la ciutat han de tenir el permís del vehicle corresponent i tots els ocupants han de tenir uns bitllets vàlids per poder entrar-hi. També s'escorcolla els vehicles per trobar qualsevol element prohibit a la ciutat. Per a aquells que tinguin les seves entrades a Will Call, les casetes es troben entre l'entrada de la SR 34 i la porta principal. Tots els bitllets i abonaments de vehicles s'han de comprar amb antelació; no es venen directament fora de la porta o a les casetes de Will Call. A més, tret que tinguin un passi d'arribada anticipada vàlid per a la configuració prèvia a l'esdeveniment, es rebutjarà qualsevol vehicle que arribi abans que s'obri la porta i se li dirà que torni a Reno i que no s'esperi al costat de la carretera a cap de les carreteres SR 34 o SR 447 (la qual cosa seria un perill per a la seguretat), ni quedar-se a Gerlach (per evitar sobrepoblar la petita ciutat).
Quan acaba el Burning Man i comença l'èxode massiu de Black Rock City, s'utilitza un procediment de control de trànsit per carretera anomenat «Pulsing» per dirigir els vehicles fora de la ciutat. A intervals regulars (normalment una hora durant els períodes punta), tots els vehicles són «impulsats» cap endavant alhora durant aproximadament una milla al llarg de Gate Road. Això permet que els vehicles s'aturin i apaguin els seus motors, mentre que els que es troben a la milla més al sud de la Gate Road de diversos carrils es fusionen lentament i després giren a la SR 34 de dos carrils.

#### Aeroports comercials
L'aeroport amb servei comercial regular més proper a l'esdeveniment és l'Aeroport Internacional de Reno-Tahoe a Reno, Nevada, a més de dues hores amb cotxe. Segons un portaveu de l'aeroport, el 2018 s'estima que 18.000 burners van arribar i van sortir per l'aeroport de Reno per a l'esdeveniment, donant-li així a l'aeroport un impuls d'11 milions de dòlars. A l'aeroport d'aquell any, es va crear una taula d'informació específica de Burning Man i es va col·locar a prop de l'àrea de recollida d'equipatge.
L'Aeroport Internacional de San Francisco, a gairebé sis hores en cotxe, és l'aeroport més proper amb un gran volum de servei internacional. Altres aeroports destacats, tot i que amb menys trànsit internacional de passatgers i més serveis nacionals, són l'Aeroport Internacional de Sacramento, que es troba a 4,5 hores amb cotxe de Black Rock City, així com altres aeroports de la zona de la badia com l'Aeroport Internacional d'Oakland i l'Aeroport Internacional de San Jose.
L'Aeroport Internacional de Salt Lake City, que dona servei a Salt Lake City, Utah, i l'Aeroport Internacional McCarran, que ofereix servei a Las Vegas, Nevada, es troben a 8,5 hores amb cotxe de Black Rock City.

#### Aeròdrom temporal
Una secció de Playa s'utilitza per a un aeròdrom no permanent, que s'instal·la abans de cada esdeveniment i desapareix completament després. Serveix tant a l'aviació general com a vols xàrter. Els pilots van començar a acampar allà cap al 1995 i, un cop obligats a afegir-se com una estructura de la ciutat, es va establir en una forma acceptable per al BLM el 1999 gràcies als esforços de Tiger Tiger (Lissa Shoun) i el membre de la junta de Burning Man City LLC, Mr. Klean (Will Roger).
El 2009 va ser reconegut per la FAA com a aeroport privat i designat amb el codi 88NV. Es troba al gràfic de seccions Klamath Falls, utilitzant un CTAF de 122,9 MHz. Black Rock UNICOM i l'aeroport estan operatius en aquesta freqüència de 6:00h. a 19:30h. PDT cada dia durant l'esdeveniment.
La pista és simplement una franja compactada de Playa i no està il·luminada. A causa dels problemes de seguretat i de trànsit aeri únics associats a l'aeroport, es recomana als pilots que es familiaritzin amb la informació i els procediments publicats proporcionats per, per exemple, AOPA (Aircraft Owners and Pilots Association). A causa dels canvis de superfície cada any, la informació sobre l'aeroport està subjecta a canvis.

#### Vehicles llançadores
Hi ha transports de prepagament, amb origen a Reno i San Francisco, que traslladen els participants cap a i des de l'esdeveniment. Durant l'esdeveniment també hi va vehicles llançadores de pagament entre l'esdeveniment i les ciutats properes de Gerlach i Empire, però aquests s'han interromput. Sortir i tornar a entrar a l'esdeveniment requereix una tarifa addicional i es desaconsella molt.

#### Altres
Els participants també van a peu en grups o fent autostop, tot i que no està permès anar a peu o en bicicleta a l'esdeveniment.

## Política de«no deixar rastre»
Burning Man té lloc al mig d'una gran playa desèrtica i, tot i que no està habitada pels humans, la zona al voltant de Playa acull molts animals i plantes, i les desenes de milers de participants, i tots els vehicles, instal·lacions, infraestructures, obres d'art, cremades, deixalles... tenen un impacte evident en aquest fràgil entorn.
Els partidaris de Burning Man assenyalen que es recomana als participants que no deixin cap rastre (leave no trace) de la seva visita a Black Rock City i que no contaminin la zona amb deixalles, comunament conegudes com MOOP (Matter Out of Place). Malgrat la insistència de BLM i Burning Man City LLC en la pràctica de «no deixar rastre», la quantitat d'escombraries residuals al lloc ha augmentat amb els anys,
| « | ... el nombre d'elements per parcel·la a la ciutat va augmentar constantment durant el 2006 al 2009 ... Tot i que la tendència observada no va ser estadísticament significativa, l'anàlisi de regressió va indicar que la tendència prevista explicava més del 97% de la variància de les dades. | » |

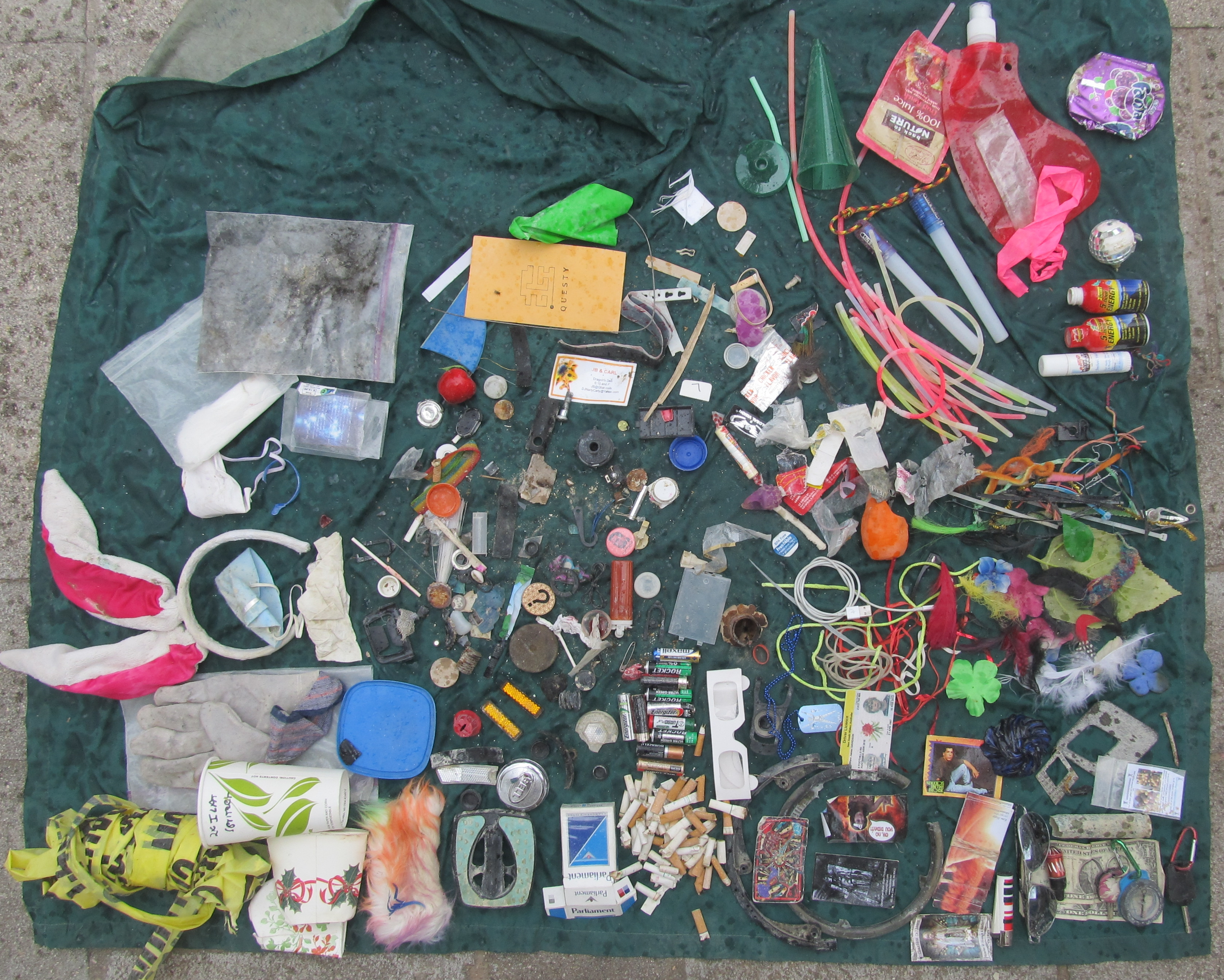
Una col·lecció de «matèria fora de lloc» (MOOP, Matter Out of Place) (BM 2013)

Des de l'inici de l'esdeveniment sobre aquesta playa, els organitzadors han tingut en compte aquest problema. Tot tipus de residus podrien contaminar el desert: restes d'obres d'art, focs artificials, objectes perduts, restes de fusta, plàstic, burilles... La llista és llarga del que constitueix el concepte de «matèria fora de lloc» (MOOP, Matter Out Of Place).
L'any 1998, Burning va posar en pràctica la política « Leave No Trace», inspirada en la Cacophony Society i el Desert Siteworks: retornar els locals al mateix estat en què els van trobar, eliminant tots els rastres de l'esdeveniment. Amb aquesta finalitat es crea un equip de voluntaris, l'Equip de Restauració de Playa (Playa Restoration Team), que es queda unes setmanes després de la finalització del Burning Man per netejar-ho tot, seguint un protocol minuciós per deixar, si no cap, el mínim rastre possible. Realitza una autèntica neteja del terreny per equips, per sectors, sobre la immensa superfície utilitzada per l'esdeveniment. A continuació, el treball realitzat per aquest equip és avaluat i validat per l'autoritat del BLM. D'aquesta validació depèn la celebració del Burning Man l'any següent. Els estàndards del BLM són extremadament alts. De fet, durant la inspecció, la densitat màxima de residus residuals no ha de superar 1 peu quadrat de runa per acre, en unitats americanes, o 0,09 m² de runa per a 4.046 m² (aproximadament, un quadrat de 10 cm de costat de runa per a una àrea de mitja hectàrea). És a dir, traduït en un percentatge, un 0,002% de residus (o un 99,998% de terreny net). Aquest requisit es compleix anualment
Si bé el foc és un component principal de moltes exposicions i esdeveniments d'art, els materials s'han de cremar sobre una plataforma. Des de 1990 fins a 1999, es va permetre que la crema tingués lloc directament a la superfície de Playa, però això va deixar marques de cremades a la superfície de Playa semblant a una argila rosada. Quan finalment es va determinar que no es van dissipar amb les pluges i les inundacions anuals de l'hivern, l'any 2000, l'organització va declarar que s'havia de separar els focs de la superfície de Playa per a la seva protecció. Dos dels fundadors dels Friends of Black Rock / High Rock (Garth Elliott i Sue Weeks) i el director del districte de BLM Winnemucca, Terry Reid, van descobrir que encara quedaven les marques de cremades dels llocs anteriors (un total de 250), que finalment es van erradicar el 2000 pel personal de neteja del Departament d'Obres Públiques encapçalada per Dan Miller. L'últim dia de l'acte es preparen zones de cremades públiques compartides perquè les puguin utilitzar els participants. És un procés educatiu continuat cada any per informar a la ciutadania de no cremar materials tòxics per a la protecció del medi ambient i els participants.
Fins i tot les aigües grises no s'han d'abocar a Playa, i l'aigua de la dutxa usada s'ha de captar i evaporar, o recollir i portar a casa amb cada participant o eliminar-la amb camions de bombeig sèptic, que també donen servei a vehicles recreatius. Els mètodes utilitzats per evaporar l'aigua normalment inclouen una làmina de plàstic amb un marc de fusta.
El BLM, que manté el desert, té requisits molt estrictes per a l'esdeveniment. Aquestes estipulacions inclouen la neteja d'escombraries, l'eliminació de marques de cremades, la reducció de pols i la neteja de degoteigs de líquid dels vehicles participants. Durant quatre setmanes després de la finalització de l'esdeveniment, l'equip de restauració de la platja del Departament d'Obres Públiques de Black Rock City (Black Rock City Department of Public Works, BRC - DPW) roman al desert, netejant després de la desaparició de la ciutat temporal per tal d'assegurar-se que no quedi cap evidència de l'esdeveniment.

## Crítiques
Durant molts anys, Burning Man ha estat molt criticat. Ja sigui en qüestions mediambientals, conductuals (drogues, sexe, alcohol), sospites de deriva financera, o fins i tot pura i simplement la pèrdua de l'esperit original. La voluntat de llibertat original total es planeja a poc a poc, a mesura que passen els anys, per l'escala i la fama creixent. Alguns burners van passant d'actors a espectadors de l'esdeveniment. Les transformacions, les adaptacions, els canvis són evolucions inevitables d'aquest tipus d'esdeveniments, però no són unànimes, ni molt menys, dins la comunitat, en particular amb alguns dels burners més antics. L'any 2007, per denunciar aquest fet, i per reactivar l'anarquia original, un participant va calar foc a L'Home abans de l'hora, «en un intent de reviure l'actitud de recerca del caos que s'ha reduït en gran manera».

### Efectes negatius a l'entorn
Moltes crítiques s'han alçat al llarg dels anys per denunciar l'impacte negatiu del festival en el medi ambient. Un grup de científics de San Francisco es va proposar calcular fins a quin punt Burning Man podria agreujar l'escalfament global. Després d'haver creat l'organització CoolingMan, van dissenyar un sistema capaç de calcular la quantitat de gasos amb efecte d'hivernacle que produiran els participants, incloses les instal·lacions d'art i les cremacions.
El projecte ha inspirat a moltes persones a buscar maneres d'emprendre accions positives contra l'escalfament global i el canvi climàtic, i a intentar imaginar solucions. El lloc web de CoolingMan ofereix accions que permeten als burners compensar els efectes nocius de les seves activitats plantant arbres o invertint en fonts d'energia alternatives.
La petjada de carboni i la contaminació que genera Burning Man es deu en part als mateixos participants, molts dels quals no semblen fer els esforços suficients per minimitzar el seu impacte negatiu. Així, el seu transport a una regió tan allunyada del seu lloc de residència, ja sigui amb cotxe o autocaravana, sembla ser la major font de CO₂. La presència d'un aeròdrom i molts jets privats que hi aterren durant el festival augmenta encara més aquesta petjada. L'organització CoolingMan va estimar que Burning Man l'any 2006 va ser responsable de produir 27.000 tones de diòxid de carboni, el 87% de les quals provenien d'aquests transports. El 2014, el diari LA Weekly va estimar, entre altres coses, que un participant va produir el doble de diòxid de carboni que un estatunidenc mitjà durant el mateix període.
Sierra Club va criticar Burning Man pels «centenars de milers» d'ampolles d'aigua de plàstic que acaben als abocadors, així com l'ús de substàncies inflamables i focs artificials en ostentoses exhibicions de foc i explosions.
Diverses instal·lacions i «incendis» també han aixecat protestes i semblen estar en completa contradicció amb els principis ecològics del «no deixar rastre». Hi va haver una època en què es permetia cremar les obres d'art, el Temple i L'Home directament al terra de Playa, però com aquesta pràctica era susceptible de causar «cicatrius» al sòl degut al foc, es va posar fi. Es va decidir que els objectes s'havien de cremar sobre unes bases previstes a aquest efecte. Tot i que Burning Man ha desenvolupat unes directrius específiques sobre com instal·lar una base per a cremar objectes i què no cremar, encara es preocupa que alguns assistents no les segueixin, en detriment del medi ambient i d'altres participants.

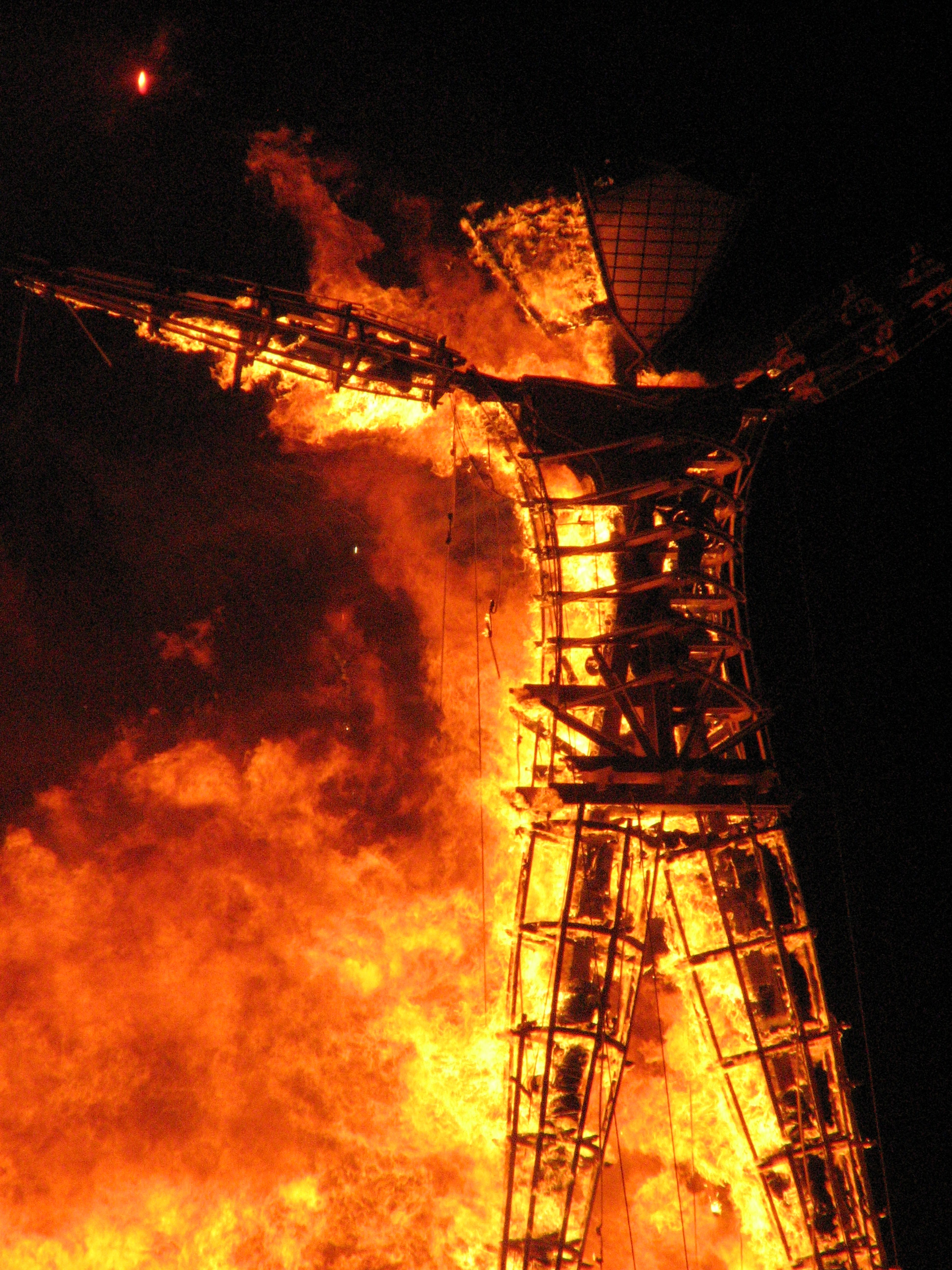
Crema de L'Home (BM 2006)
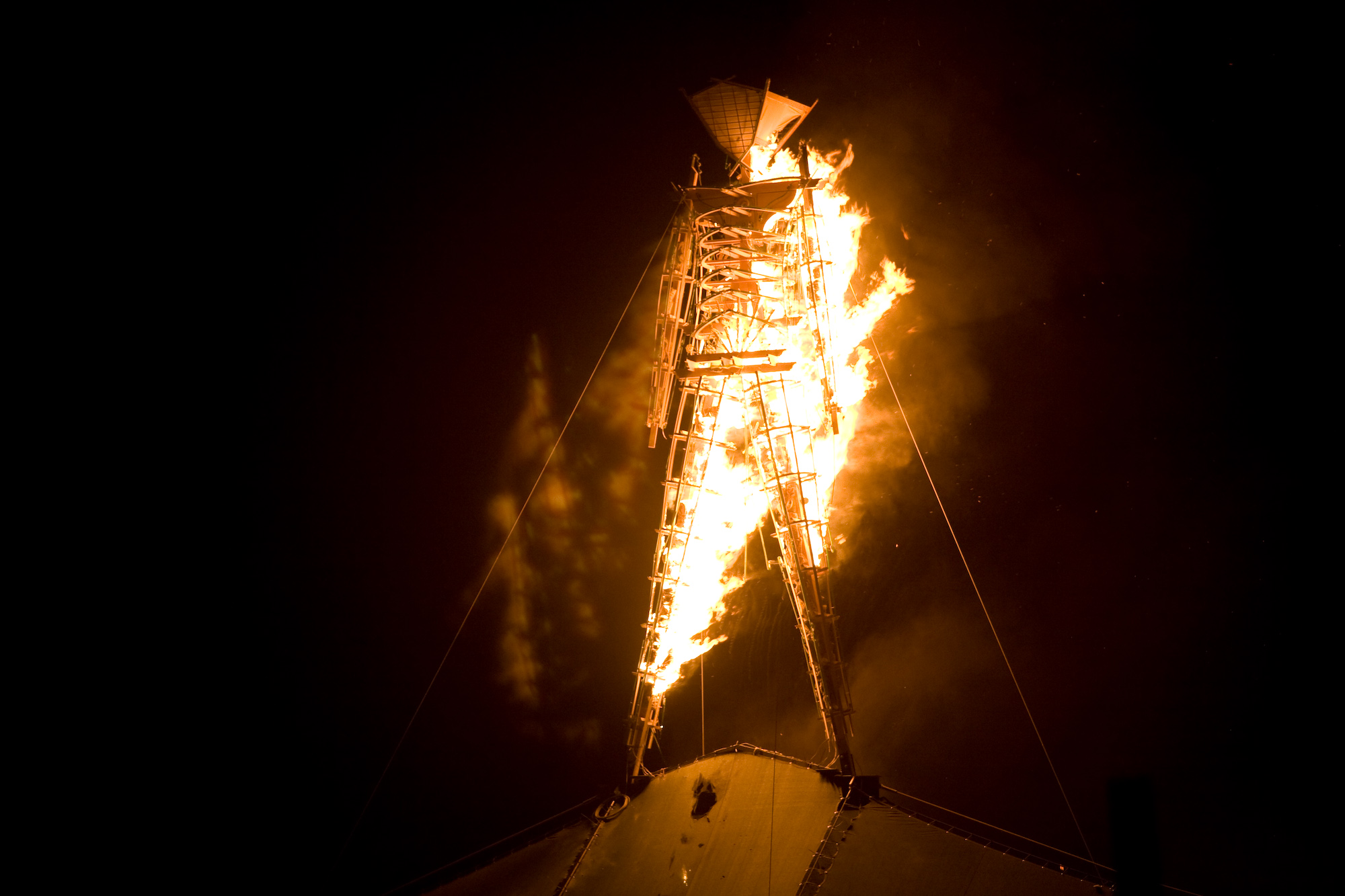
Crema de L'Home (BM 2007)
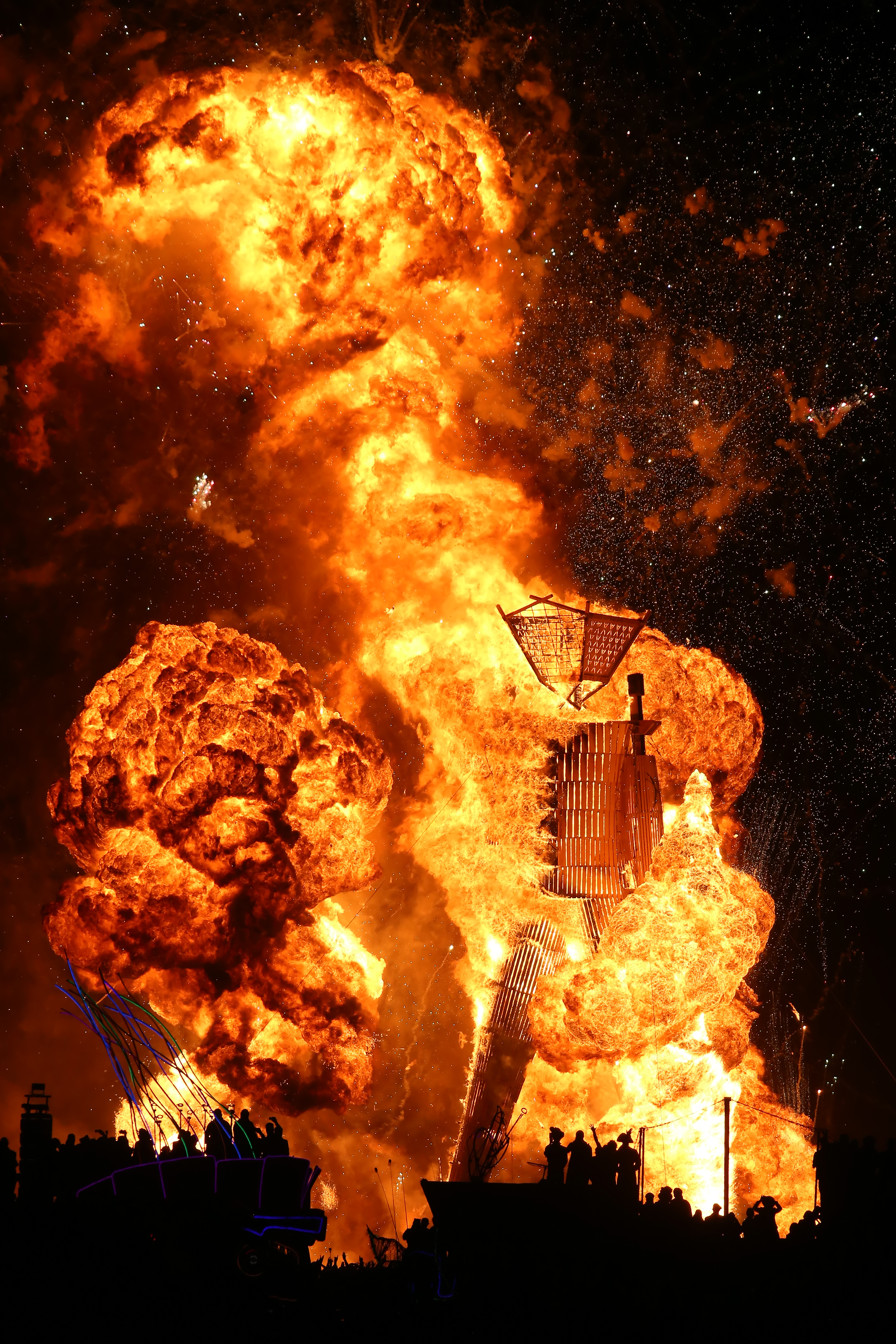
Crema de L'Home (BM 2014)
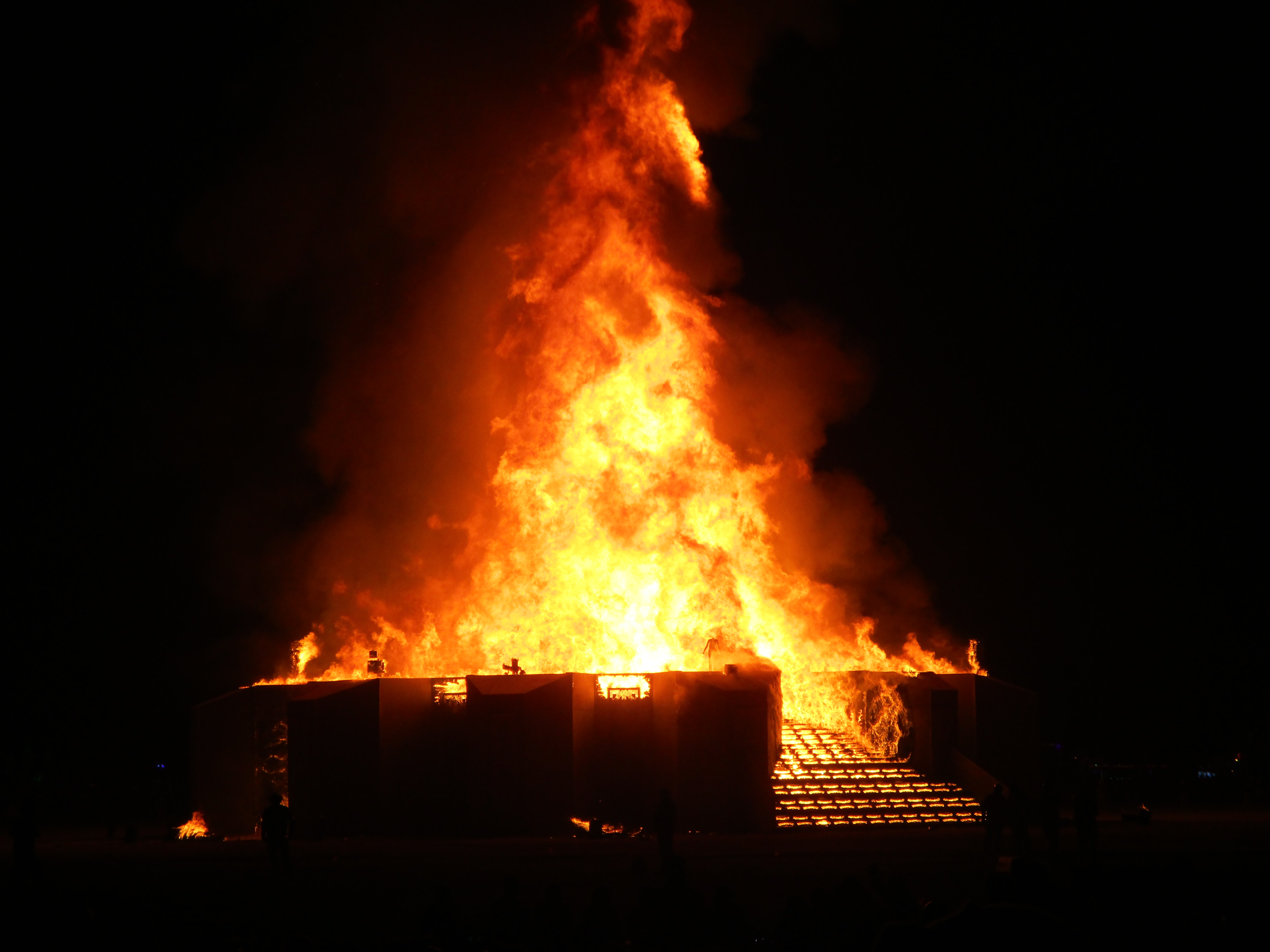
Crema de L'Home (BM 2018)

Alguns treballs en si mateixos plantegen preguntes sobre la seva ètica ambiental. Per exemple, l'any 2007, Burning Man (el tema del qual era Green Man) va rebre crítiques de premsa i grups ecologistes per la instal·lació de Crude Awakening, una plataforma petroliera de 30 metres d'alçada que va consumir prop de 3400 litres de combustible per a avions i 8.800 litres de propà líquid per detonar una bola de foc en forma de bolet de 90 metres d'alçada amb la temàtica de conscienciar sobre els danys causats per la indústria del petroli.
Altres crítics assenyalen que la neteja de Playa al final del festival només es fa només a l'espai que ocupava Black Rock City, malgrat que es poden trobar residus a més distància, en particular al costat de la carretera i als jardins dels veïns de les poblacions properes, pel pas dels participants abans, durant i després de l'esdeveniment.
Moltes veus encara s'alcen regularment per denunciar la suposada hipocresia, veure la paradoxa de l'esdeveniment en matèria mediambiental.

#### Conscienciació i implementació d'una política mediambiental
Des de l'any 2007 s'han posat en marxa molts projectes ecològics a Burning Man en matèria d'energies renovables, reciclatge de residus, educació ambiental, etc. Gràcies al projecte Black Rock Solar, s'han instal·lat plaques solars de 30 Kw per subministrar electricitat a l'Home; altres panells van ser donats a l'escola de Gerlach i l'Hospital General del Comtat de Pershing a Lovelock, Nevada. Burn Clean Project és una organització de voluntaris que ha ajudat a substituir l'ús de combustibles fòssils per biodièsel.
L'any 2019, el BLM va revisar a l'alça els seus requisits ambientals (des de la qualitat de l'aire fins a la contaminació lumínica, les males herbes, la seguretat dels ocells migratoris i l'acumulació de residus) així com els costos d'obtenció de l'autorització per ocupar el domini públic. També va endurir la normativa imposada a Burning Man, fins al punt que l'organització declara que està amenaçada la realització del festival; malgrat això, el juliol de 2019 es va concedir de nou el permís.
Aquell mateix any, l'organització Burning Man Project va establir un full de ruta per fer negativa la petjada de carboni de Burning Man abans de la dècada del 2030. Així, es defineixen els primers objectius a assolir amb, per exemple, els punts següents:
- crear un marc d'emissions negatives
- treballar amb personal, campaments i socis sobre gestió de residus
- organitzant una sèrie de trobades de sostenibilitat

L'any 2021, Projecte Burning Man, després d'haver assolit els seus primers objectius, inicia una nova etapa amb nous objectius a assolir en matèria de sostenibilitat ambiental.
L'any 2022, aquest projecte se centra directament en el Burning Man, amb canvis directes a Black Rock City com la reducció del 10% del consum de combustibles fòssils de les infraestructures de l'organització, l'electrificació solar de l'Home, i l'establiment d'infraestructures d'emmagatzematge permanent per a vehicles mutants i obres d'art al mateix Gerlach, per tal de reduir la necessitat d'utilitzar combustibles fòssils quan es traslladin a Black Rock City.

### Aspectes econòmics
L'impacte econòmic positiu del festival a la regió és evident. Ja sigui per a l'aeroport de Reno, que veu augmentar la seva assistència, com si és per a comerços locals que es beneficien de les despeses dels participants, que venen a proveir-se de provisions, material d'acampada, bicicletes i begudes als bars de la població de Gerlach. Es calcula que s'injecten 60 milions de dòlars a l'economia local (50 dels participants i 10 del festival).
Tanmateix, la necessitat de fons és tan gran que han sorgit excessos. L'augment perpetu del nombre de participants comporta l'augment perpetu del preu del bitllet d'entrada, que ha passat de 15$ el 1991 a 575$ el 2022. També s'afegeixen costos addicionals gairebé obligatoris, que els participants han de pagar per entrar amb un vehicle al lloc. A més, no queda clar l'aspecte no comercial de l'esdeveniment, on se suposa que tot és gratuït (ja que cal ser autònom i, per tant, portar-ho tot). Es pot comprar cafès, begudes i gelats. Tanmateix, aquestes vendes es redistribueixen i se suposa que no són rendibles per a Burning Man.
Des de fa uns quants anys, s'ha esclatat una polèmica sobre els «Turnkey Camps» (Campaments clau en mà) venuts a empreses privades (de vegades a un preu de 25.000 dòlars per persona, que «inclouen jet privat a Black Rock City i Wi-Fi, prohibida en altres parts de l'indret») per a participants rics que no necessàriament volen fer l'esforç de fer-ho tot ells mateixos (vegeu més avall l'apartat Gentrificació). L'organització de Burning Man pretén limitar-los, no podent o no volent prohibir-los, destacant que aporten fons i permeten la inclusió de participants d'orígens diferents als habituals dels burners tradicionals, i que també permet a alguns d'ells dirigir el seu temps i esforços cap a la creació. L'organització també insisteix que ara es diferencia els campaments «bons» (adventure outfit) i els «dolents», arran de les crítiques i polèmiques.
D'altra banda, existeixen zones grises pel que fa a la relació entre Burning Man i els diners. Així, des de l'any 2013 els «balanços» publicats després de cada Burning Man es publiquen a través del Formulari 990, un model del servei d'impostos sobre la renda dels Estats Units d'Amèrica destinat a organitzacions sense ànim de lucre. Per tant, aquestes xifres són el mínim estricte i no revelen tota la informació financera de l'organització. El seu pressupost (xifres del 2018) depèn de la venda d'entrades (43 milions de dòlars) i de les subvencions, entre d'altres. El 2018 van ser 46 milions de dòlars, dels quals 44 només per a l'organització del Burning Man. Hi ha més d'un centenar d'empleats a temps complet que treballen com a voluntaris mentre els sous dels organitzadors augmenten (2007-2008) i poden semblar molt importants per a una organització sense ànim de lucre.
L'any 2020, algunes autoritats locals deploren l'opacitat del funcionament financer intern de Burning Man i declaren que no recapten els impostos a l'altura que els corresponia, acusen l'organització de falsejar el nombre d'entrades de pagament jugant amb la definició de «participant». El BLM, sota la pressió d'aquestes autoritats, es prepara per revelar les xifres confidencials que li facilita l'organització, malgrat un acord de confidencialitat. Per evitar-ho, l'organització va presentar una demanda contra BLM, argumentant que «Burning Man patirà un dany irreparable si BLM revela al públic els documents en qüestió i la informació financera o empresarial confidencial que contenen, i aquesta informació esdevé accessible d'aquesta manera a competidors comercials».
La lectura de l'evolució de la relació del Burning Man amb els diners posa de manifest aquests excessos. Ja l'any 2009, el director de cinema Olivier Bonin, en el seu documental Dust & Illusions. 30 years of Burning man history (Pols i il·lusions. 30 anys d'història de Burning Man), va expressar aquesta crítica preguntant-se si Burning Man no estava perdent el seu esperit.
Hi ha un aspecte positiu innegable que aporta Burning Man, com les donacions a comunitats locals de la propera ciutat de Gerlach. Burning Man fa donacions regularment a organitzacions benèfiques, escoles, museus, residències d'avis... Des de 2003, Burning Man Project va donar una mica més de 1,5 milions de dòlars a l'estat de Nevada, l'àrea de la badia de San Francisco i 468.350 dòlars a organitzacions i obres benèfiques del comtat de Pershing.

### Gentrificació
Burning Man ha atret una sèrie de multimilionaris i celebritats, molts d'ells de Silicon Valley i Hollywood. Per a ells, s'ha convertit en un esdeveniment de fer contactes (networking). El CEO de Tesla Motors, Elon Musk, que va afirmar una vegada que Burning Man «és Silicon Valley».
Els darrers anys, aquests multimilionaris han pagat per instal·lar campaments més luxosos. Anomenats amb un to de burla «Plug-n-play Camps» (campaments de connectar i jugar) o «Turnkey Camps» (campaments claus en mà), en general consisteixen en autocaravanes luxoses i remolcs de bany de luxe que es condueixen a la ciutat i es connecten entre si per formar zones tancades de facto. Després, aquests multimilionaris volen cap a l'aeroport amb avions privats, són conduïts als seus campaments, atesos per ajuda contractada (anomenats «xerpes») i dormen en llits amb aire condicionat. Un multimilionari de capital de risc va organitzar una festa de 16.500 dòlars per cap al seu campament. El 2017, els empleats de Google van demanar una caixa de llagostes per menjar.
Tot i permetre que els rics participin a Burning Man segons el «principi d'inclusió radical», molts assistents tradicionals s'han pronunciat en contra de les seves pràctiques exclusives. Larry Harvey va escriure que també entren en conflicte amb la «autosuficiència radical» i altres principis, però també ha afirmat que permetre que els rics assisteixin és molt beneficiós per a Burning Man. Es va dir que el vandalisme que es va produir al campament sonor de White Ocean el 2016 va ser una «revolució» contra aquests assistents, descrivint-los com una «classe de paràsits» o «paràsits rics».
Mentrestant, el preu de l'entrada habitual ha augmentat al llarg dels anys. A més, els legisladors de Nevada han modificat el codi d'impostos d'entreteniment i vendes de l'estat per incloure organitzacions sense ànim de lucre com Burning Man que venen més de 15.000 entrades. Com a resultat, un bitllet individual (inclosos els impostos) va costar 424 dòlars el 2016. Fins i tot les entrades venudes amb el programa d'ingressos baixos de Burning Man estan subjectes a aquests impostos. Incloent el transport, el menjar, les quotes del campament, la roba i els vestits i els regals, la CNBC (Consumer News and Business Channel) va estimar el 2016 que el cost total d'assistència podria oscil·lar entre els 1.300 i els 20.000 dòlars. El 2017, la revista Money va estimar un cost total mitjà per assistir a 2.348 dòlars.
Segons la composició racial dels assistents a Burning Man el 2014, el 87% d'ells es van identificar com a blancs, el 6% com a hispans/llatins, el 6% com a asiàtics, el 2% com a nadius americans i l'1% com a negres (xifres arrodonides). Quan va ser entrevistat per The Guardian sobre aquestes xifres, Harvey va respondre: «No crec que als negres els agradi tant acampar com als blancs... No establirem quotes racials... Això mai s'ha imaginat per nosaltres, com a societat utòpica».
Tot i que hi ha hagut crítiques que Burning Man «ja no és el mateix», aquesta proposta va ser criticada per l'antropòleg cultural Graham St John, que va dir que «en primer lloc, Burning Man mai va ser una utopia».

### Restriccions d'imatges
Les condicions del bitllet de Burning Man requereixen que els participants que vulguin utilitzar equips de gravació de fotografia i vídeo comparteixin un dret d'autor conjunt de les seves imatges de Black Rock City amb Burning Man, i els prohibeixin utilitzar les seves imatges amb finalitats comercials. Això ha estat criticat per molts, inclosa la Electronic Frontier Foundation (EFF). La quantitat de nuesa casual a l'esdeveniment ha disminuït significativament al llarg dels anys, a causa de l'augment de les càmeres omnipresents dels telèfons mòbils i la capacitat de pujar fàcilment fotografies a Internet.
Una portaveu de Burning Man va respondre que les polítiques no són noves, van ser escrites per un antic cap de l'EFF, van ser utilitzades quan es va demanar per bloquejar vídeos pornogràfics i, finalment, va sorgir de les preocupacions dels participants: «Estem orgullosos que Black Rock City (un esdeveniment privat celebrat en terrenys públics) és àmpliament reconegut com un bastió de la llibertat creativa. Però aquesta protecció [de les llibertats dels participants] sí que requereix l'acceptació d'alguns termes generals de compromís quan es tracta de càmeres... EFF sembla pensar que qualsevol persona que assisteixi a qualsevol esdeveniment té d'alguna manera el dret absolut a fer fotografies, i després per fer el que vulguin amb aquestes imatges sense cap restricció efectiva ni forma d'execució. Tot i que creiem que aquests drets tenen sentit per a qualsevol de nosaltres fent fotografies en espais purament públics, això no és cert a l'espai privat de Burning Man; si fos així, significaria que Burning Man no podria protegir la privadesa dels participants ni evitar la comercialització d'imatges».
L'organització Burning Man ha treballat des de llavors amb l'EFF i amb Creative Commons i altres parts, i ha revisat i aclarit les polítiques d'imatges.

### Conductes de risc a Burning Man
Burning Man prové de San Francisco, la ciutat que va veure desenvolupar el moviment hippie a la dècada del 1960, especialment al districte de Haight-Ashbury. La primera trobada es va celebrar a la platja nudista de Beaker Beach.
Aquest esdeveniment es basa en diversos principis que s'inspiren directament en corrents contraculturals com el moviment hippie i la subcultura rave present al Burning Man gairebé des dels seus orígens. Aquests contracorrents porten amb ells pràctiques de risc com el consum de drogues, el consum d'alcohol i el sexe.

#### Les drogues
Com en moltes grans concentracions, concerts, festivals, la presència de psicotròpics legals o il·legals sembla inevitable al Burning Man. Fins i tot és «més fàcil de trobar que els dolços a Halloween», gairebé des dels seus inicis al desert.
Els periodistes locals van cercar els registres de confiscacions de drogues de Burning Man (2016) de l'oficina del xèrif del comtat de Pershing i van trobar llistats, entre d'altres (en ordre decreixent de quantitat): Psilocybe (bolets al·lucinògens), marihuana, èxtasi, cocaïna, LSD, ketamina i metamfetamina.
Si ens atenim a aquestes xifres, les drogues «naturals» (marihuana, bolets al·lucinògens) representen dos terços de les confiscacions, i les drogues sintètiques (èxtasi, MDMA, etc.) l'últim terç; no obstant això, no són perfectament representatius, algunes substàncies es troben en quantitats i qualitats desconegudes o estimades de diferents maneres segons les confiscacions.
El cànnabis és una de les substàncies més utilitzades durant el Burning Man. L'estat de Nevada autoritza, sota determinades condicions, el consum de determinades substàncies psicoactives. Així, el consum de cànnabis és legal per a adults, en espais privats, però està prohibit a la via pública així com en terrenys de jurisdicció federal, com el desert de Black Rock. Per tant, el seu consum està teòricament prohibit durant el festival, encara que les autoritats locals mostrin una certa tolerància, aplicant les lleis de Nevada (2017). No obstant això, és molt recomanable que els burners no consumeixin cànnabis ni a la Playa, ni en llocs públics, ni en els seus vehicles, ja siguin en cotxe o parats.

#### El sexe
Un altre tema delicat pel que fa a Burning Man és el sexe. Hi ha tota una mitologia sobre aquest tema, i convé examinar-lo per parts.
Alguns participants fan del sexe un component inseparable de la seva visita a Burning Man i hi conviuen les més variades pràctiques, des del simple coqueteig, massatges eròtics, passant per relacions «clàssiques», fins a pràctiques més «exòtiques» (sadomasoquisme, bondage, fetitxisme, orgies, intercanvi de parelles...).
Aquesta «vaguetat artística», retransmesa per la premsa, dona lloc a informacions sorprenents; es diu que les pràctiques sexuals desenfrenades són «recomanades»: «Es fomenta activament la nuesa pública, especialment entre les dones, mentre que les orgies, o si més no l'intercanvi de parella, fins i tot els trios, s'han tornat... freqüents a Burning Man...», «hi ha no hi ha regles, hi ha orgies per tot arreu, es practiquen actes sexuals en públic, tothom està nu, allà és molt fàcil tenir relacions sexuals». Però aquesta informació sembla molt exagerada i contradita per altres mitjans.
La desinhibició per consum d'alcohol i drogues a vegades facilita conductes inadequades. Com a qualsevol ciutat, Black Rock City no està lliure de delictes. Malgrat les declaracions dels organitzadors, explicant que el Burning Man és un lloc segur i que les agressions sexuals són rares, les agressions sexuals encara es produeixen. Des del simple fregament fins a la violació, passant per l'intent de violació. Aquests crims han passat abans, sobretot contra dones solteres.
Els registres de l'oficina del xèrif del comtat de Pershing mostren 62 agressions sexuals, incloses violacions i intents de violació, a Burning Man des del 2002.
El festival, conscient d'aquests problemes, dona assessorament, salut i suport legal a les persones que han patit atacs i volen ajuda.

### Condicions laborals
Per a la construcció de BlackRock City, i per a tota la feina relacionada amb l'esdeveniment efectuada durant tot l'any, l'empresa Black Rock City LLC dona feina a empleats i gestiona els voluntaris.
Diversos d'ells van denunciar abusos en les relacions jeràrquiques, la manca de seguretat i suport a l'obra durant la construcció de Black Rock City, diferències salarials, el tracte entre homes i dones (fins i tot misogínia per part dels directius, bretxes salarials injustes) i acomiadaments injustos.
Els periodistes van descobrir diversos suïcidis relacionats amb el DPW (Departament d'Obres Públiques) el 2009 i el 2015. «Aquestes morts s'atribueixen directament a salaris injustos, maltractaments, i condicions laborals estressants i extremadament perilloses». Resulta que la taxa de suïcidi més alta (3%) entre el personal/voluntaris és tretze vegades més alta que la dels veterans de guerra estatunidencs que tornen d'operacions de combat. En un any en què només es produeix un suïcidi, aquesta taxa encara és quatre vegades més alta.
El 2014, un voluntari Ranger va quedar encegat en un accident amb làser durant la crema de L'Home. Considera que no va rebre cap ajut econòmic ni indemnització arran d'aquest accident. Diu que tot i que encara creu en els principis de Burning Man, ara veu una desconnexió entre els treballadors i voluntaris i aquells que organitzen i dirigeixen el festival.
L'any 2017 es va acomiadar un empleat que volia constituir un sindicat per defensar els drets dels empleats i voluntaris. Arran de la demanda que presenta contra Black Rock City LLC, se signa un acord entre les dues parts en el qual Black Rock City LLC es compromet a tornar-lo a contractar i pagar-li una indemnització. També es compromet a emetre un avís oficial als seus empleats per afirmar que tenen dret legal a formar sindicats.

### Burning Man i els mitjans de comunicació
Si els participants de Burning Man són lliures i benvinguts per fer fotografies (d'acord amb les normes habituals), aquest no és necessàriament el cas dels periodistes, fotoperiodistes i, de manera més àmplia, totes les persones que fan públic o intercanvien imatges de Burning Man.
Com qualsevol esdeveniment d'alt perfil, molts articles de premsa, fotografies i mitjans graviten al voltant de l'esdeveniment. Això, amb totes les desviacions i dreceres possibles (vegeu, per exemple, l'apartat anterior Sexe), així com la informació més neutral o entusiasta.
Burning Man té ganes de controlar la seva imatge, o almenys evitar errors flagrants, com qualsevol organitzador de manifestacions, i per això disposa d'un servei de premsa (Media Mecca) al qual els periodistes han de contactar per obtenir l'autorització.
No obstant això, sembla que diversos periodistes han hagut de fer front a les sol·licituds de verificació dels seus escrits i fotografies, i fins i tot a les denegacions a publicar, sobretot pel que fa a determinats temes «sensibles» (com els temes tractats en aquest apartat de Crítiques), que certament no donen bona publicitat a l'acte. Alguns fotògrafs i periodistes autònoms denuncien la contradicció, si no la hipocresia, de l'organització que dificulta l'ús del seu treball amb finalitats comercials, mentre que moltes petites empreses estan autoritzades, així com mitjans més importants com els mitjans de comunicació.
L'any 2015, la cadena de restaurants Quiznos va anar al festival i hi va rodar un anunci paròdic, on es poden veure obres d'art i L'Home rodats sense autorització. Malgrat l'aspecte humorístic del vídeo, amb el reconeixement de Burning Man, l'organització, ansiosa per protegir la seva imatge i la propietat intel·lectual dels participants, arran de les queixes dels artistes i participants, va demanar oficialment al canal als restaurants que eliminessin aquest vídeo. Burning Man es plantejava, en aquesta fase, presentar una denúncia contra la cadena de restaurants.
En diverses ocasions, Burning Man ha presentat una denúncia contra empreses que han filmat sense autorització, amb la intenció de treure profit de l'esdeveniment. En particular, un vídeo pornogràfic va donar lloc a un judici i una condemna.

## Esdeveniments regionals

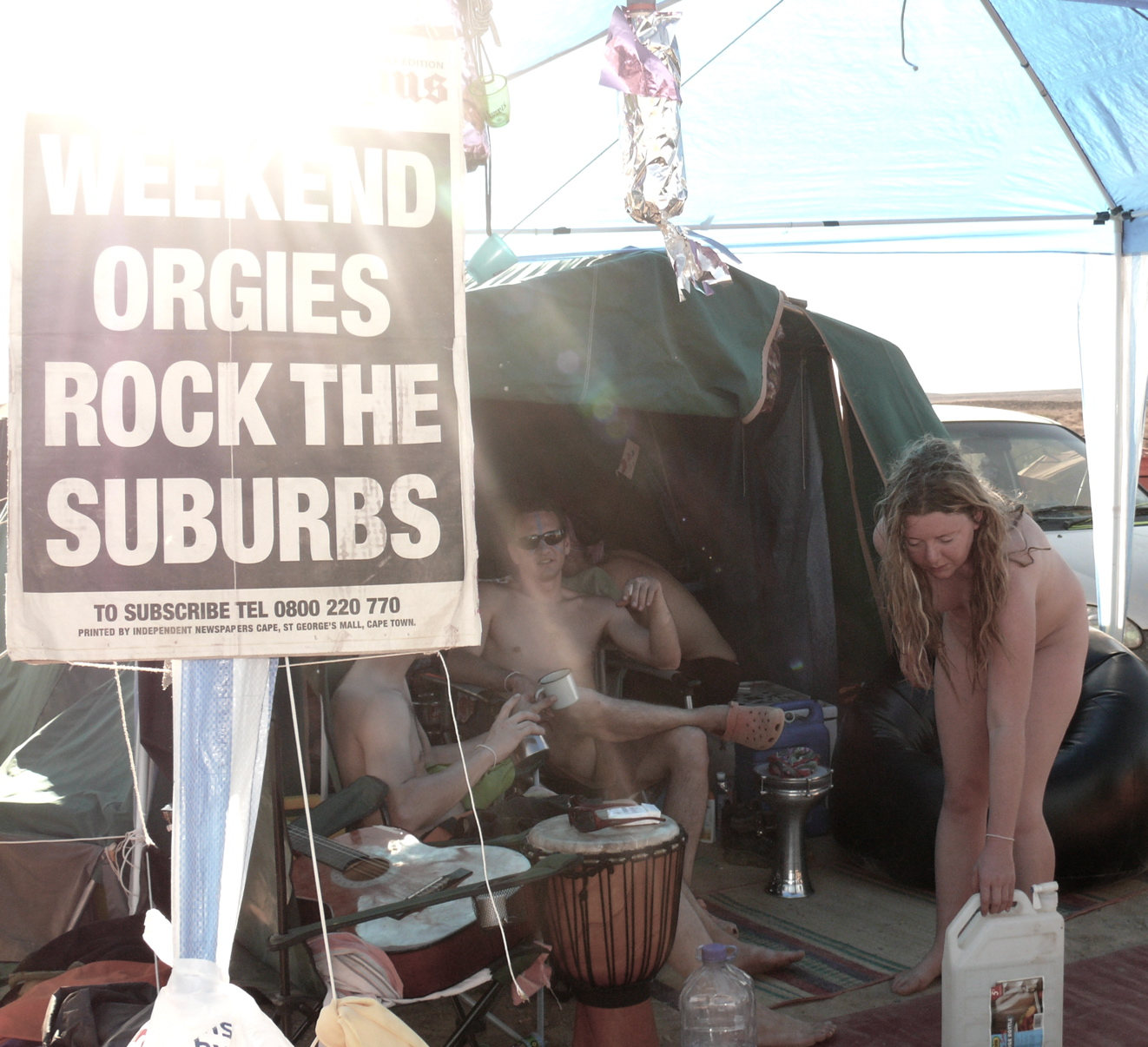
Un campament en un burn regional a Sud-àfrica

La popularitat de Burning Man va impulsar altres grups, ja el 1997, a organitzar esdeveniments similars en altres llocs. Així doncs, en els últims anys, els burners que volen una experiència semblant Burning Man més a prop de casa s'han unit per organitzar esdeveniments regionals a les seves regions.
Els primers grups regionals van aparèixer a Austin, North Bay, i al Canadà. El 1998, el grup d'Austin va organitzar el primer esdeveniment regional «real» de Burning Man, el Burning Flipside. A partir d'aquest moment es creen altres esdeveniments alternatius com el Burning Moose Man, a Ontario (Canadà), el Burning Toast a Arizona, etc. Així, els representants locals del Burning Man que eren a l'inici només centres d'informació sobre el Burning Man esdevenen organitzadors (community builders)
Alguns d'aquests esdeveniments estan oficialment afiliats a Burnign Man a través de la Burning Man Regional Network, la xarxa de Burning Man regionals. Per a la concessió d'aquesta adscripció oficial, cal que l'esdeveniment en qüestió compleixi uns estàndards definits per l'organització, en particular l'acceptació de les responsabilitats que això comporta i el compliment dels deu principis. Els representants regionals, mitjançant una «Carta de comprensió» es comprometen a complir aquests principis. A canvi, se'ls permet celebrar esdeveniments sota el títol Burning Man Regional. Les reunions i altres esdeveniments organitzats per grups regionals es poden publicar en un calendari d'esdeveniments regionals.
Els contactes regionals i els líders comunitaris regionals o nacionals d'arreu del món es reuneixen, al llarg de l'any, en reunions supraregionals/nacionals per compartir coneixements, aprendre junts i ampliar la xarxa:
- Global Leadership Conference, San Francisco Bay Area.
- European Leadership Summit, Berlin, Amsterdam, Barcelona, Estocolm i Nantes.
- Southeastern Leadership Roundtable, Estats Units d'Amèrica.
- Multi-Regional Summit, Califòrnia i Nevada.
- Mid-Atlantic Leadership Conference, Washington DC i Baltimore.
- Australia/New Zealand Leadership Summit, Melbourne.
- Rocky Mountain Burning Arts Summit.
- Jozi Burner Summit, Johannesburg.

Aquestes reunions se centren no només en els coneixements i les habilitats necessàries per organitzar esdeveniments sense problemes, sinó també en l'aprenentatge de nivell superior, inclosa la creació d'empreses, assegurances i gestió de riscos, redacció de peticions de subvencions i altres qüestions organitzatives importants.
A més, hi ha diversos grups de suport per a grups regionals, creats pel Burning Man: Regional Events Committee, Conflict Support Meta Regionals Subcommittee, Meta Regionals Committee…
Al 2020 hi havia més de 100 grups regionals afiliats i llistats pel Burning Man a tot el món. Principalment a Amèrica del Nord (principalment als Estats Units d'Amèrica, però també al Canadà) i a Europa. També s'organitzen esdeveniments a Àsia i Austràlia. Uns quants també, a Amèrica del Sud, Índia, Orient Mitjà. Al lloc web de Burnging Man, un mapa interactiu permet trobar contactes a cada país (però no inclou necessàriament esdeveniments de Burning Man).
A continuació es mostren alguns grups i esdeveniments.

### Àfrica
- Sud-àfrica: AfrikaBurn.[315] És el Burning Man regional més gran fora dels Estats Units d'Amèrica. Situat al Parc Nacional de Tankwa Karoo des de 2007, assiteixen unes 11.000 persones cada any.

### Amèrica

#### Canadà
- Alberta: Freezer Burn.
- Colúmbia Britànica: Recompression.
- Ontario: Hyperborea.
- Quebec: L'Osstidburn.

#### Estats Units d'Amèrica
- Arizona Toast.
- Colorado: Apogaea.
- Delaware: Playa del Fuego.
- Indiana: AuraMa.
- Missouri: InterFuse.
- Nova Anglaterra: Firefly Arts Collective .
- Oregon: SOAK,[316] del grup regional Precipitation.[317]
- San Diego: Xara Dulzura.
- Texas: Burning Flipside.

### Àsia
- Israel: Midburn.[318] Des de 2014, és segon Burning Man regional més gran després d'AfrikaBurn a Sud-àfrica.

### Europa
A Europa, des del 2014 (excepte el 2020, ajornat per la pandèmia de COVID-19) se celebra cada any una trobada «supranacional», l'European Leadership Summit, «l'objectiu de la qual és fomentar una atmosfera de co-aprenentatge inspirador dins d'una comunitat internacional diversa.inspirador dins d'un grup internacional divers de líders culturals. Els participants compartiran entre ells les seves experiències, l'experiència, els èxits i els reptes que han guanyat amb esforç, fruit dels seus esforços al llarg de l'any per fomentar esdeveniments i iniciatives de la comunitat local inspirats en els 10 principis de Burning Man».
Els esdeveniments (comitès regionals i esdeveniments combinats) a Europa són força nombrosos. També existeixen esdeveniments tipus Pure Burning Man. A continuació s'enumeren els que se celebren regularment:
- Espanya: NoWhere,[321][322] prop de Saragossa.
- França: Crème Brûlée.[323] prop de París el 2016 i després a Creuse
- Països Baixos: Where the Sheep Sleep.[324]
- Suècia: Borderland.[325][326]
- Ucraïna: Magic Forest.[327][328]

### Oceania
- Austràlia: Existeixen diversos grups regionals.[329]
- Nova Zelanda: Kiwiburn[330]

### Realitat virtual
Els anys 2020 i 2021, la pandèmia de COVID-19 té com a efecte la cancel·lació de la celebració de la històrica de Burning Man al desert, així com totes les trobades internacionals. L'organització crea un «Virtual Burning Man» a Internet, el Multivers.
S'ofereixen vuit universos interactius als burners d'arreu del món, alguns gratuïts, altres de pagament, a través d'una plataforma de realitat virtual i una pàgina web creada especialment per a l'ocasió.

## Estudis científics
La investigació de camp dels estudis etnogràfics i culturals ha tractat com es produeix la formació de la comunitat i la identitat social al festival. S'ha arribat a preguntar fins a quin punt Burning Man es pot considerar una alternativa a la societat fora del festival.

## En la cultura popular

### Novel·la
- The Man Burns Tonight: A Black Rock City Mystery, una novel·la de Don DeBrandt de 2005, ambientada en el Burning Man 2003.
- Homeland, una novel·la de Cory Doctorow de 2013, ambientada en un Burning Man d'un futur proper.[338]
- El festival és un dels escenaris principals de la novel·la en llengua francesa del 2011 Tuer le père de l'escriptora belga Amélie Nothomb.
- La novena i última novel·la de la sèrie Tales of the City d'Armistead Maupin acaba amb molts dels personatges de la saga reunint-se a Burning Man.

### Música
- La cançó Burningman de Jeff Wittek, Simon Rex i Jonah.
- El primer CD del grup Third Eye Blind contenia la cançó Burning Man.
- El 1999, Queensrÿche va cantar la cançó Burning Man al seu àlbum Q2K.
- L'àlbum Remission de Mastodon conté la cançó Burning Man.
- L'àlbum Flash de Fünf Sterne deluxe conté la cançó Inspector Jabidde. L'escenari de la causa penal és, entre altres coses, la Festa del Pernil Ardent, on es crema un pernil de fusta.

### Reportatges i documentals
- Working for the Man: The Building, Burning and Disappearance of Black Rock City 2000 (2001), 65 min; Susan Barron.
- Burning Man: The Burning Sensation (2002), 75 min; Alex Nohe.
- Modern Tribalism (2002), 77 min; Mimi George i Rick Kent.
- Dust & Illusions (2009), 80 min; Olivier Bonin. Documental sobre 30 anys d'història de Burning Man des de la perspectiva de 20 entrevistats
- Into the Zone: The Story of the Cacophony Society (2012), 87 min; Jon Alloway.
- The Burning Man Festival (1997), 45 min; Joe Winston.
- The Temple Builder (2006), 54 min; Dearbhla Glynn.
- Journey to the Flames: 10 Years of Burning Man (2001); Doug Jacobson.
- Gifting It: A Burning Embrace of Gift Economy (2002), 74 min; Renea Roberts.
- Firefall: Road to Burning Man (2004), 88 min; Alessandro Gentile.
- Das Burning Man Festival (1997), 45 min; Johannes Beckermann.
- Burning Man: Beyond Black Rock (2005), 105 min; Damon Brown.
- Spark: A Burning Man Story (2013), 90 min; Steve Brown i Jessie Deeter
- As the Dust Settles: A Participatory Documentary Shot at Burning Man (2013), 85 min; Jamie Dee, Roger Ingraham, Jeremy Lubman, Katheryn Mcgaffigan i Tarynn Wiehahn. Documental sobre Burning Man, que inclou imatges d'entre bastidors i entrevistes amb els fundadors.
- J'irai dormir (et plus!) chez l'homme qui brûle (2014), 84 min; Antoine de Maximy.
- Burning Man 2020 (1998); Christoph Gampl.
- Burning Man: Rites of Passage (2012), 77 min; Joseph G. Quinn.
- Burning Man 2.0 (2013), 71 min; Joseph G. Quinn.
- Burning Man: Metropolis (2012), 77 min; Joseph G. Quinn.
- Taking My Parents to Burning Man (2014), 82 min; Joel Ashton McCarthy i Bryant H. Boesen. Documentant les aventures i les desventures mentre Bryant Boesen porta els seus pares al seu primer Burning Man.
- Art on Fire (2020); Gerald Fox. Documental produït per Burning Man Project, basat en el llibre de Jennifer Raiser.[339]

### Sèries de televisió
- A l'episodi 2 de la minisèrie The Billion Dollar Code, els dos personatges principals van a l'esdeveniment.
- L'episodi 1 de la temporada 7 (Burning Man) de la sèrie Malcolm in the Middle, està dedicat a Burning Man.[340]
- L'episodi 8 de la primera temporada (Escape from Squatopian Freedom) de la sèrie Xavier: Renegade Angel, presenta el protagonista Xavier assistint a un esdeveniment conegut com «Burning Person».[341]
- L'episodi 10 de la temporada 3 (Janet(s)) de la sèrie The Good Place, referència a Burning Man com un esdeveniment on tenen lloc un gran nombre de noves «coses sexuals estranyes».

### Animació
- Episodi 4 de la primera temporada (Francine's Flashback) d'American Dad!
- A l'episodi 2 de la temporada 9 (Die Hippie, Die) de la sèrie South Park, veiem una efígie humana de fusta sobre la qual apareix «Drum Man».
- A l'episodi 13 de la temporada 14 (Coon vs. Coon and Friends) de la sèrie South Park, es presenta a Cartman manipulant el Senyor Fosc Cthulhu per obeir les seves ordres, que inclou destruir Burning Man.[342]
- A l'episodi 7 de la temporada 26 (Blazed and Confused) de la sèrie The Simpsons, inclou «Blazing Guy», un esdeveniment basat en Burning Man, amb un personatge fins i tot fent referència a «Burning Man» abans de corregir-se a «Blazing Guy».[343]

### Videojocs
- El videojoc Watch Dogs 2 (2016) presenta els personatges que visiten un esdeveniment temàtic de Burning Man.[344]

### Internet
- El primer Google Doodle, una adaptació lúdica del logotip de Google, va anunciar l'assistència dels seus fundadors a Burning Man el 1998.[345][346]

### Festes relacionades amb el foc
- Böögg
- Holika Dahan
- Lohri
- Nit de Sant Joan
- Vijayadashami
- Zozobra

### Festivals de música
- Boom Festival
- Boomtown
- Creamfields
- Fusion Festival
- Glastonbury Festival
- Mysteryland
- Ozora Festival
- Psy-Fi
- Tomorrowland

### Indrets
- Arcosanti
- Auroville
- Rainbow Gathering
- Zona temporalment autònoma